# Bayonne
Vous lisez un « article de qualité » labellisé en 2015.
Pour les articles homonymes, voir Bayonne (homonymie).
Bayonne, Baiona en basque et en gascon, est une commune française et l’une des deux sous-préfectures du département des Pyrénées-Atlantiques, en région Nouvelle-Aquitaine.
En 1023, Bayonne est la capitale du Labourd, et s'étend au XIIe siècle vers et au-delà de la Nive, alors qu'est construit le premier pont sur l'Adour. La ville, à la suite du mariage en 1152 d'Aliénor d'Aquitaine avec Henri Plantagenêt, comte d'Anjou et du Maine, duc de Normandie et futur roi d'Angleterre, prend une importance militaire et surtout commerciale, grâce aux échanges maritimes avec l'Angleterre. Elle est séparée de la vicomté du Labourd en 1177 par Richard Cœur de Lion. Ce dernier confirme ou instaure un certain nombre de droits ou de libertés à la cathédrale comme aux habitants. En 1451, la ville est prise par la Couronne de France, au terme de la guerre de Cent Ans. La perte des échanges avec les Anglais et l'ensablement du fleuve, puis le déplacement de celui-ci vers le nord, l'affaiblissent ; le quartier de Saint-Esprit se développe néanmoins, grâce à l'arrivée d'une population juive fuyant l'Inquisition espagnole. Bayonne doit à cette communauté sa notoriété dans le domaine du chocolat. Le cours de l'Adour est modifié en 1578 sous la direction de Louis de Foix, et le fleuve retrouvant son embouchure antérieure, redonne au port de Bayonne l’activité perdue pendant plus de cent ans. Au XVIIe siècle, la ville est fortifiée par Vauban.
En 1814, Bayonne et ses environs sont le théâtre de combats entre les troupes napoléoniennes et la coalition hispano-anglo-portugaise emmenée par le duc de Wellington ; la ville subit alors son ultime siège.
En 1951 est découvert le gisement de gaz de Lacq dont le soufre fatal extrait et le pétrole associé sont expédiés depuis le port de Bayonne. Durant la seconde moitié du XXe siècle, de nombreux grands ensembles sont construits, formant de nouveaux quartiers en périphérie, et la ville s'étend jusqu'à constituer une conurbation avec Anglet et Biarritz ; cette agglomération devient le cœur d'une vaste aire urbaine basco-landaise.
Bayonne est, en 2016, une commune de plus de 50 000 habitants, la principale de l'aire urbaine de Bayonne où elle côtoie Anglet et Biarritz. Malgré ses influences métisses, elle est aujourd'hui reconnue comme la principale ville du Pays basque français. Important maillon de l'eurocité basque Bayonne - San Sebastián, elle joue le rôle de capitale commerciale et touristique du bassin de l'Adour (la capitale industrielle et administrative étant Pau). L'industrie moderne — métallurgie et produits chimiques — a pu s'y implanter, grâce aux possibilités d'approvisionnement et d’expéditions par mer de son port. Mais ce sont surtout les activités de services qui, aujourd’hui, représentent le plus grand gisement d’emplois. Bayonne est également une capitale culturelle, ville aux influences basques et gasconnes forte d’un riche passé historique. Son patrimoine réside dans son architecture, la diversité des collections de ses musées, mais aussi dans ses spécialités gastronomiques ou ses événements traditionnels comme les célèbres fêtes de Bayonne.

## Géographie

### Localisation
Bayonne est située au sud-ouest du territoire français, à la frontière occidentale entre le Pays basque et la Gascogne, dans le département des Pyrénées-Atlantiques en région Nouvelle-Aquitaine. Elle s'est développée à la confluence de l'Adour et de son affluent en rive gauche, la Nive, à 6 km de la côte atlantique actuelle, aux confins nord du Pays basque et sud de la Gascogne, là où le bassin aquitain rejoint les premiers contreforts du piémont pyrénéen. Elle est frontalière au nord avec le département des Landes, et la limite territoriale franco-espagnole se situe à une trentaine de kilomètres au sud.
Le site sur la rive gauche de la Nive et de l'Adour est probablement occupé avant l'Antiquité et une enceinte fortifiée est attestée au Ier siècle, à l'époque où les Tarbelli occupent le territoire. Des études archéologiques ont confirmé la présence d’un castrum romain, place forte de Novempopulanie, à la fin du IVe siècle, avant que la cité ne devienne vasconne.
La commune fait partie de la province basque du Labourd.

### Communes limitrophes
Les communes limitrophes sont Boucau, Tarnos, Anglet, Bassussarry, Lahonce, Mouguerre, Saint-Pierre-d'Irube et Villefranque.
|             | Boucau       | Tarnos (Landes)      |
| Anglet      | Bayonne      | Lahonce, Mouguerre   |
| Bassussarry | Villefranque | Saint-Pierre-d'Irube |

### Géologie et relief
Bayonne occupe un territoire caractérisé par un relief plat à l'ouest, ainsi qu’au nord en direction de la forêt landaise, tendant à s'élever légèrement quand on se dirige vers le sud et l'est, c'est-à-dire vers la zone pyrénéenne basque. Elle s’est fixée et s’est développée au point de confluence de l’Adour et la Nive, situé à 6 kilomètres de l’océan. Ce point de rencontre des deux cours d’eau coïncide avec un rétrécissement de la vallée de l’Adour. En amont de ce point, la plaine alluviale s’étend sur près de trente kilomètres de long et trois de large jusqu’à Tercis-les-Bains et Peyrehorade, et se caractérise par des barthes marécageuses, soumises à l’influence des crues et des fortes marées. En aval de ce point, le fleuve a façonné un large lit dans les sables dunaires. Le goulet situé à la confluence prend donc toute son importance.
L’occupation de la butte qui domine ce rétrécissement de la vallée, s’est développée par la conquête progressive des basses terres, par l’intermédiaire de remblaiements et de l’aggradation du sol inondable.
La Nive a joué un rôle prépondérant dans la mise en place du réseau hydrographique de Bayonne, au cours des temps géologiques récents, ainsi que dans la formation des terrasses alluviales qui constituent le sous-sol bayonnais, situées sous les accumulations superficielles de limons et de sables éoliens. En effet, le réseau de drainage du piémont pyrénéen occidental a évolué fortement au Quaternaire, et d’une direction sud-est - nord-ouest s’est orienté d’est en ouest. L’Adour a alors été capturé par les gaves et le système Adour - gaves par la Nive, d’où l’émergence d’un nouveau tracé du bas-Adour et la confluence Adour - Nive. Cette capture a pu être datée du début du Quaternaire récent (−80 000 ans).
Avant cette capture, la Nive avait déposé des galets mindéliens, de gros et moyens calibres, qui ont ralenti l’érosion des éminences et participé à contenir les hauteurs, à l’origine du goulet bayonnais. Après le dépôt de la terrasse alluviale la plus basse (altitude 10 à 15 mètres au Grand Bayonne), l’Adour a fixé son cours inférieur.
Postérieurement à ces dépôts est intervenue la remontée du niveau marin, datée de l’Holocène (de -15 000 à −5 000 ans), qui explique l’envahissement des basses vallées par des sables fins, des vases et des tourbes, sur une épaisseur de plus de 40 mètres sous les lits actuels de l’Adour et de la Nive à Bayonne. Ces mêmes dépôts se sont étalés dans les barthes.
Ainsi, au Quaternaire récent s'est formée la physionomie topographique que nous connaissons aujourd’hui, c’est-à-dire un ensemble de hauteurs dominant des basses terres marécageuses. Le promontoire de Bassussarry - Marracq, ultime avancée du piémont labourdin, venant mourir à la butte du Grand Bayonne, en est l’illustration. De même, sur la rive droite de la Nive, les hauteurs du Château-Neuf (butte de Mocoron) rencontrent la dernière avancée du plateau de Saint-Pierre-d'Irube (altitude 30 à 35 mètres). Sur la rive droite de l’Adour, les hauteurs de Castelnau — aujourd'hui de la citadelle, altitude 35 à 40 mètres — et du Fort — actuellement de Saint-Esprit, altitude 20 à 25 mètres — se dressent au-dessus des barthes de l'Adour et de la Nive, du Bourgneuf, de Saint-Frédéric et de Sainte-Croix, de l’Aritxague et des Pontots.
La superficie de la commune est de 2 168 hectares ; son altitude varie entre 0 et 55 mètres.

### Hydrographie

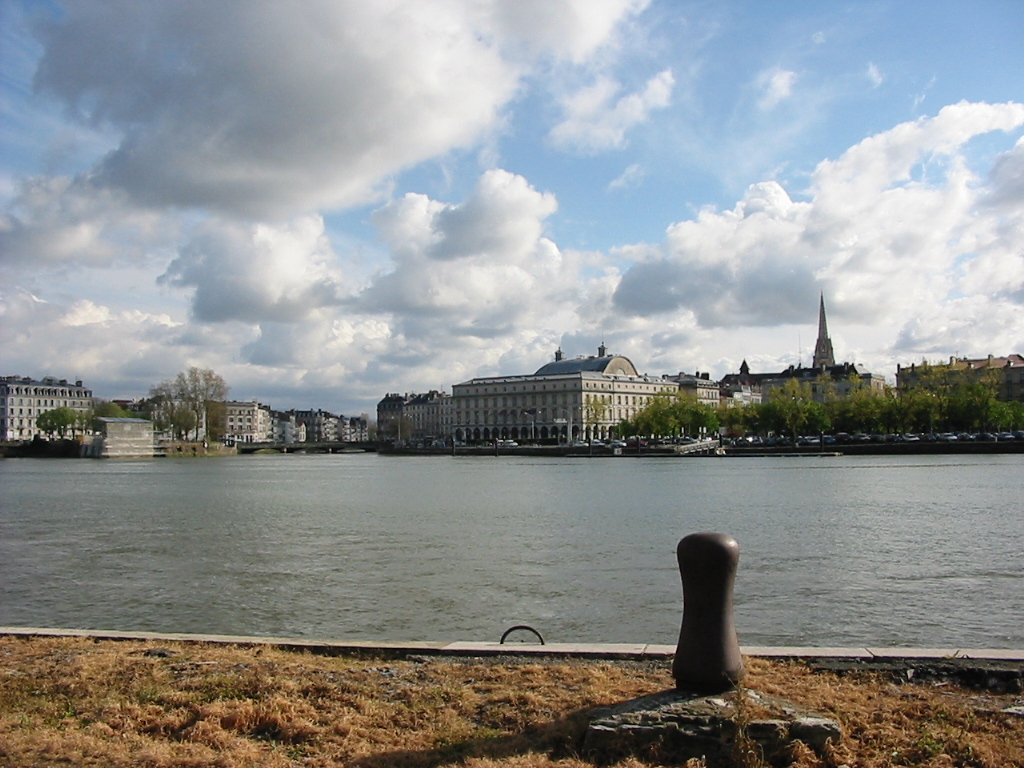
La confluence de l'Adour et de la Nive depuis la rive droite de l'Adour.

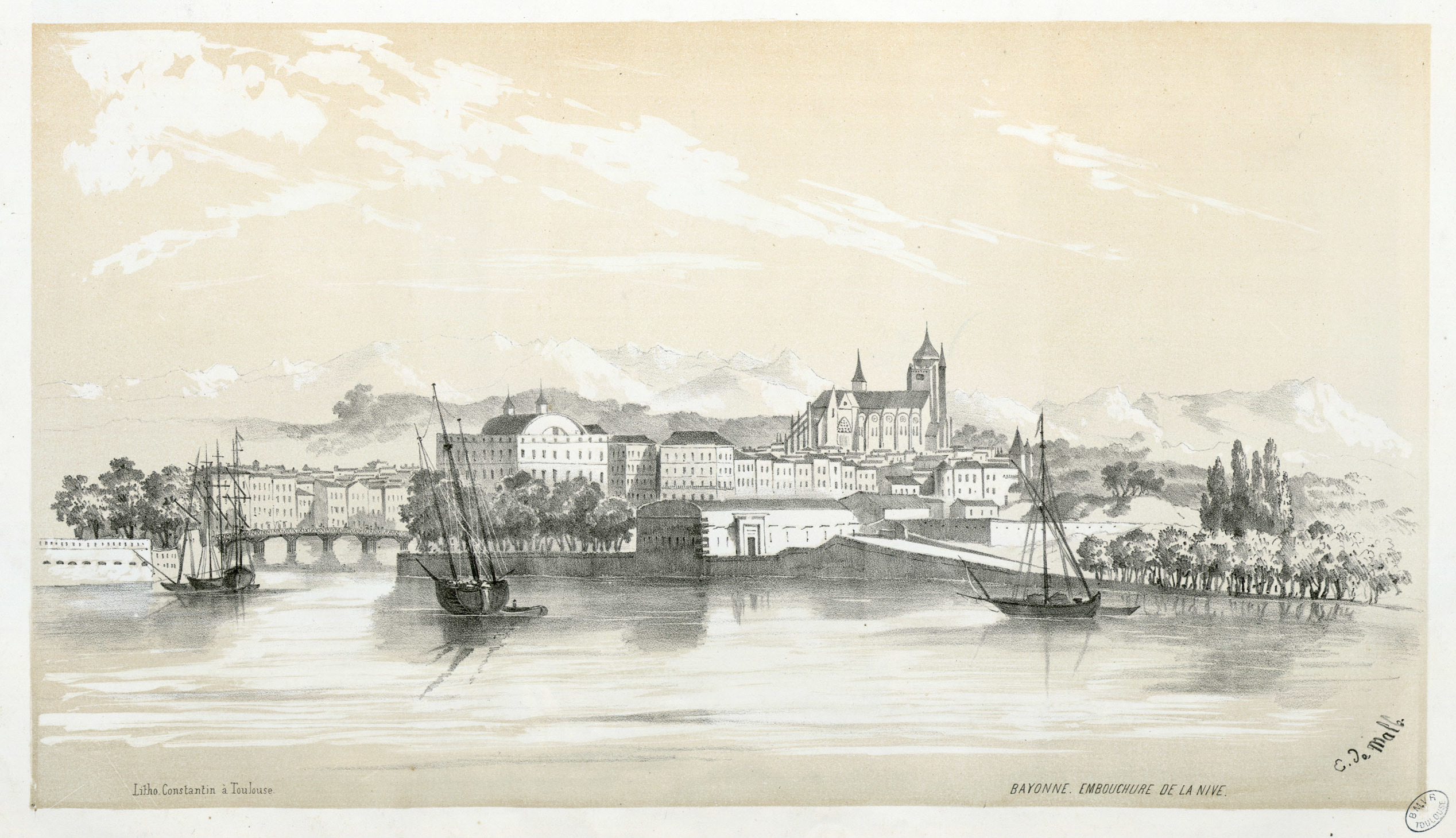
Embouchure de la Nive à Bayonne en 1843, par Eugène de Malbos

La ville est traversée par l'Adour. Ce fleuve, qui fait partie du réseau Natura 2000, prend sa source dans le massif pyrénéen du pic du Midi de Bigorre, au col du Tourmalet (Hautes-Pyrénées), traverse Tarbes (Hautes-Pyrénées) et Dax (Landes) pour se jeter dans l'océan Atlantique après Bayonne, à Tarnos (Landes) pour la rive droite et Anglet (Pyrénées-Atlantiques pour la rive gauche,, après avoir parcouru 308 km.
Outre la Nive qui conflue en rive gauche de l’Adour après 79,3 km de cours parfois tumultueux, deux affluents du fleuve le rejoignent sur le territoire de Bayonne, les ruisseaux de Portou et du moulin Esbouc. Des tributaires de la Nive, les ruisseaux de Hillans et d'Urdaintz, arrosent également le territoire de la commune.

### Climat
Pour des articles plus généraux, voir Climat de la Nouvelle-Aquitaine et Climat des Pyrénées-Atlantiques.
Historiquement, la commune est exposée à un micro climat océanique basque.
En 2020, Météo-France publie une typologie des climats de la France métropolitaine dans laquelle la commune est exposée à un climat de montagne et est dans la région climatique Pyrénées atlantiques, caractérisée par une pluviométrie élevée (>1 200 mm/an) en toutes saisons, des hivers très doux (7,5 °C en plaine) et des vents faibles.
Pour la période 1971-2000, la température annuelle moyenne est de 13,8 °C, avec une amplitude thermique annuelle de 12,9 °C. Le cumul annuel moyen de précipitations est de 1 470 mm, avec 13,4 jours de précipitations en janvier et 8,2 jours en juillet. Pour la période 1991-2020, la température moyenne annuelle observée par la station météorologique la plus proche, située à Anglet, à 4 km à vol d'oiseau, est de 14,5 °C et le cumul annuel moyen de précipitations est de 1 473,6 mm,. Pour l'avenir, les paramètres climatiques de la commune estimés pour 2050 selon différents scénarios d’émission de gaz à effet de serre sont consultables sur un site dédié publié par Météo-France en novembre 2022.

## Urbanisme

### Typologie
Au 1er janvier 2025, Bayonne est catégorisée grand centre urbain, selon la nouvelle grille communale de densité à sept niveaux définie par l'Insee en 2022.
Elle appartient à l'unité urbaine de Bayonne (partie française), une agglomération internationale regroupant 28  communes, dont elle est ville-centre,,. Par ailleurs la commune fait partie de l'aire d'attraction de Bayonne (partie française), dont elle est la commune-centre,. Cette aire, qui regroupe 56 communes, est catégorisée dans les aires de 200 000 à moins de 700 000 habitants,.
La commune, bordée par l'estuaire de l'Adour, est également une commune littorale au sens de la loi du 3 janvier 1986, dite loi littoral. Des dispositions spécifiques d’urbanisme s’y appliquent dès lors afin de préserver les espaces naturels, les sites, les paysages et l’équilibre écologique du littoral, tel le principe d'inconstructibilité, en dehors des espaces urbanisés, sur la bande littorale des 100 mètres, ou plus si le plan local d’urbanisme le prévoit.

### Occupation des sols

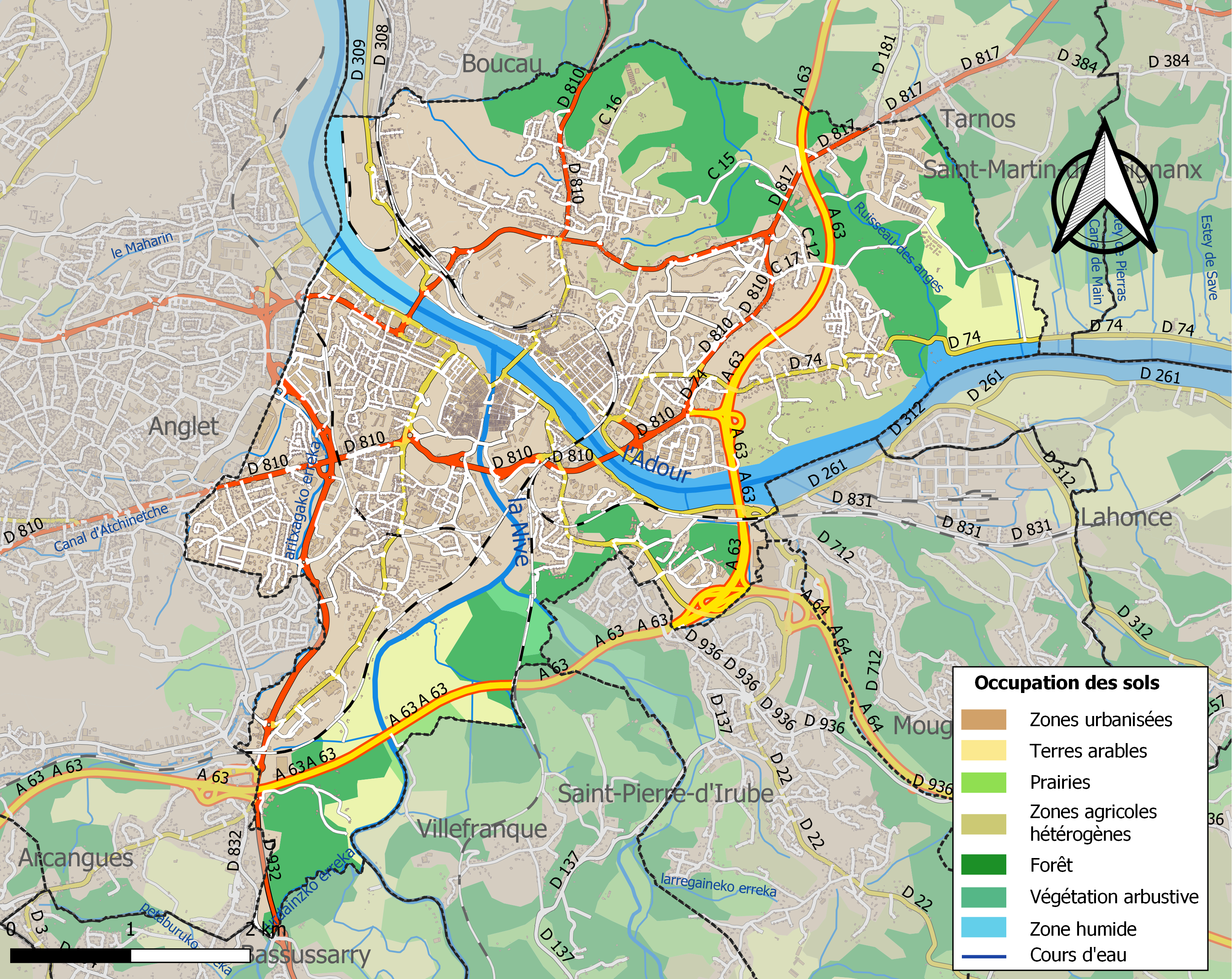
Carte des infrastructures et de l'occupation des sols de la commune en 2018 (CLC).

L'occupation des sols de la commune, telle qu'elle ressort de la base de données européenne d’occupation biophysique des sols Corine Land Cover (CLC), est marquée par l'importance des territoires artificialisés (61,6 % en 2018), en augmentation par rapport à 1990 (48,3 %). La répartition détaillée en 2018 est la suivante :
zones urbanisées (44,4 %), forêts (17,8 %), zones industrielles ou commerciales et réseaux de communication (11,9 %), zones agricoles hétérogènes (7,1 %), terres arables (6,3 %), espaces verts artificialisés, non agricoles (5,3 %), eaux continentales (4,9 %), eaux maritimes (1,4 %), milieux à végétation arbustive et/ou herbacée (0,6 %), prairies (0,4 %). L'évolution de l’occupation des sols de la commune et de ses infrastructures peut être observée sur les différentes représentations cartographiques du territoire : la carte de Cassini (XVIIIe siècle), la carte d'état-major (1820-1866) et les cartes ou photos aériennes de l'IGN pour la période actuelle (1950 à aujourd'hui).

### Morphologie urbaine

Carte des quartiers (2014).

La mairie de Bayonne distingue sept quartiers :
- Polo-Beyris / Saint-Amand sur la rive gauche de l'Adour et de la Nive ;
- Saint-Léon / Marracq sur la rive gauche de l'Adour et de la Nive ;
- Grand Bayonne sur la rive gauche de l'Adour et de la Nive, qui contient le Château-Vieux et la cathédrale Sainte-Marie ;
- Petit Bayonne / Mousserolles entre l'Adour et la Nive ;
- Arènes / Allées Marines sur la rive gauche de l'Adour et de la Nive ;
- Saint-Esprit / Saint-Bernard / Saint-Frédéric sur la rive droite de l'Adour, surplombée par la citadelle ;
- Habas / Sainte-Croix / Arroussets sur la rive droite de l'Adour.

#### Polo-Beyris / Saint-Amand
Il s’agit d’un quartier périphérique de Bayonne, jonction entre la localité et Anglet, proche du centre commercial BAB2. Accessible par la RD 810 et séparé de la ville à l'est par la vallée empruntée par le boulevard d'Aritxague, il accueille le groupe scolaire privé Saint-Amand (école primaire et collège), l’école privée ikastola Polo-Beyris, l’église Saint-Amand et une salle polyvalente, dite « de la vie citoyenne », faisant office de centre culturel, au Polo-Beyris. Il correspond approximativement au grand quartier Beyris, dont la population était en 2010 de 3 973 habitants.
Bartholomé Béris était un riche armateur qui développa son activité durant la période anglaise de Bayonne. Outre des propriétés importantes sur Anglet, il possédait le domaine de Beyris auquel il a légué son nom.
Le quartier est chargé d’histoire récente, puisqu’en 1937, la ville rachète le terrain de polo, aménagé au début du XXe siècle, pour y construire un collège de jeunes filles. Las, de 1939 à 1947, il est transformé en lieu de détention pour des réfugiés républicains espagnols de février à septembre 1939, des prisonniers de guerre de l’empire colonial français à l’automne 1940 — devenant alors le Frontstalag 222 — des détenus politiques et administratifs à partir de novembre 1940, et enfin des prisonniers de guerre allemands en provenance du camp de Gurs à partir du 20 avril 1945 et jusqu’à la fin de 1947, dans ce qui était devenu le dépôt 189. Le quartier doit attendre la fin des années 1950 pour reprendre vie, grâce à la construction d'un premier lotissement communal et d'une école.

#### Saint-Léon / Marracq
Le quartier Saint-Léon / Marracq est situé au sud de la ville. Il occupe une place particulière dans l'histoire de Bayonne, puisqu'il recèle les vestiges du château que Napoléon 1er acheta de ses deniers et occupa du 18 avril au 21 juillet 1808,. Son territoire correspond au grand quartier Saint-Léon, dont la population était en 2010 de 6 580 habitants.
Le quartier accueille de nombreux établissements d'enseignement : conservatoire, lycées, etc. Le collège Marracq, héritier du lycée de Bayonne, fondé dans les mêmes locaux en 1879, est aujourd’hui l’un des plus grands collèges de la région Nouvelle-Aquitaine.
Le centre hospitalier de la Côte Basque y est représenté par l’hôpital Saint-Léon, fruit de la politique de grands travaux initiée par Jules Labat, maire de Bayonne de 1852 à 1869, et inauguré en 1866 par l’impératrice Eugénie.

#### Grand Bayonne

Le quartier du Grand Bayonne (sélection).
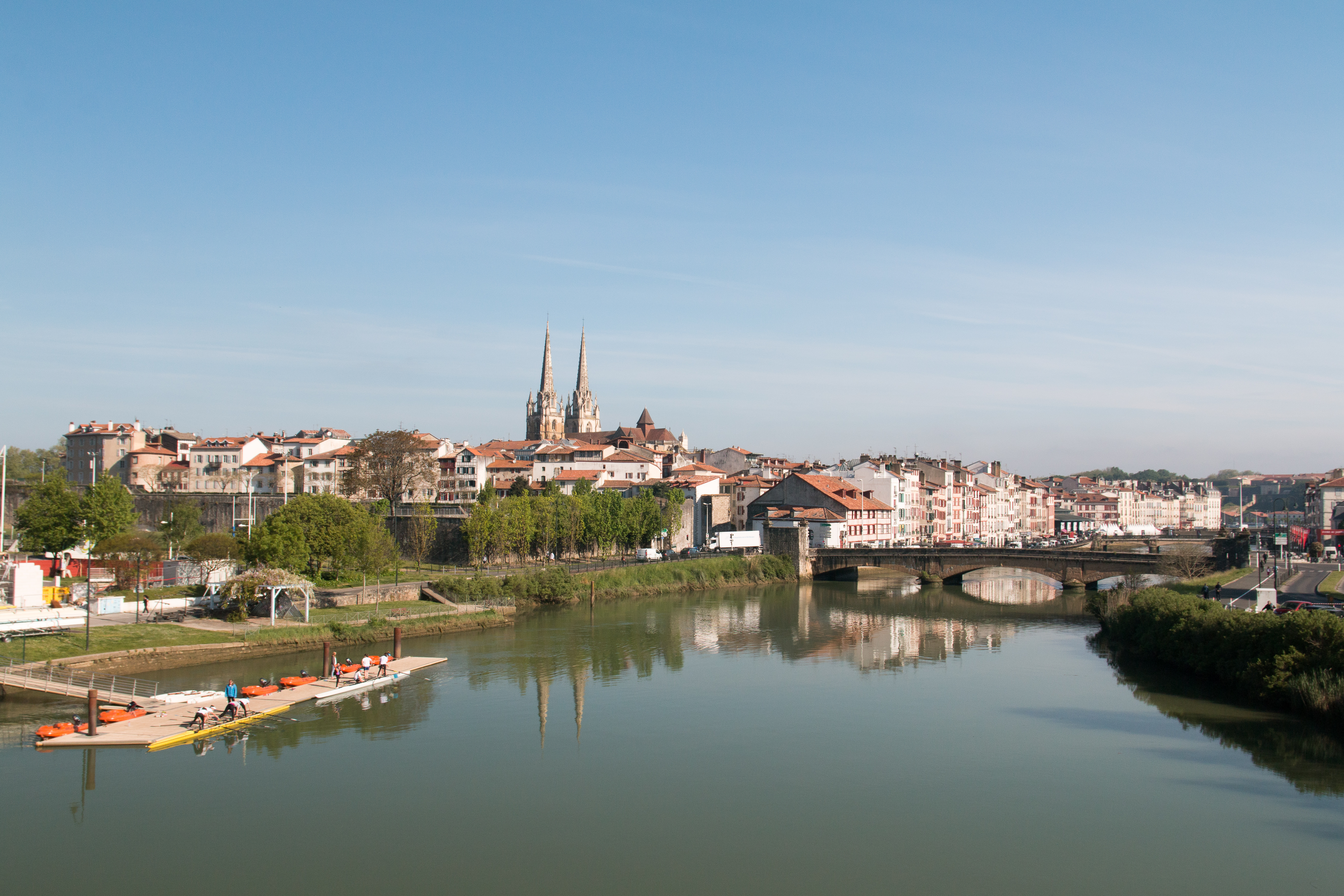
La Nive, vue du pont du Labourd.
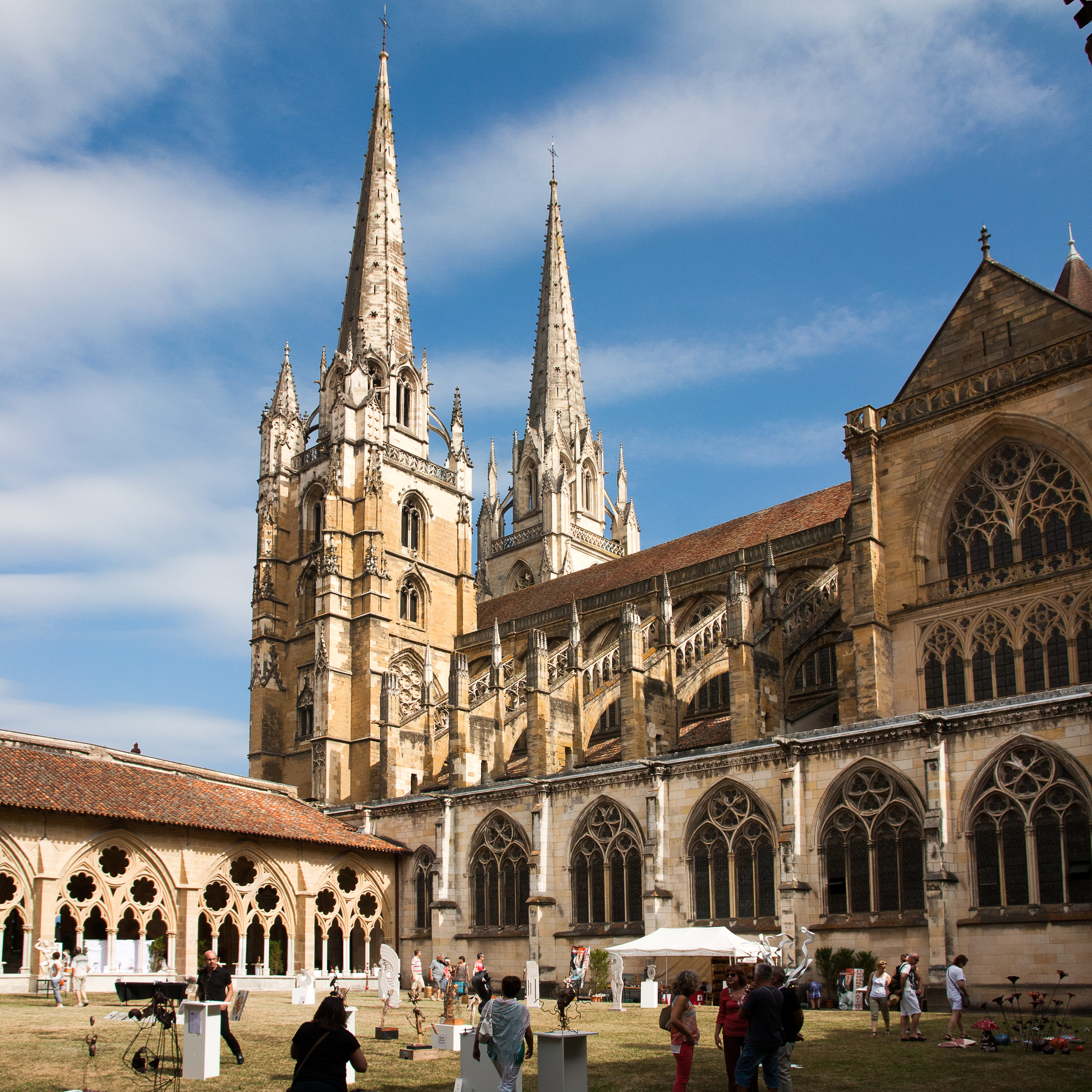
Le cloitre de la cathédrale.
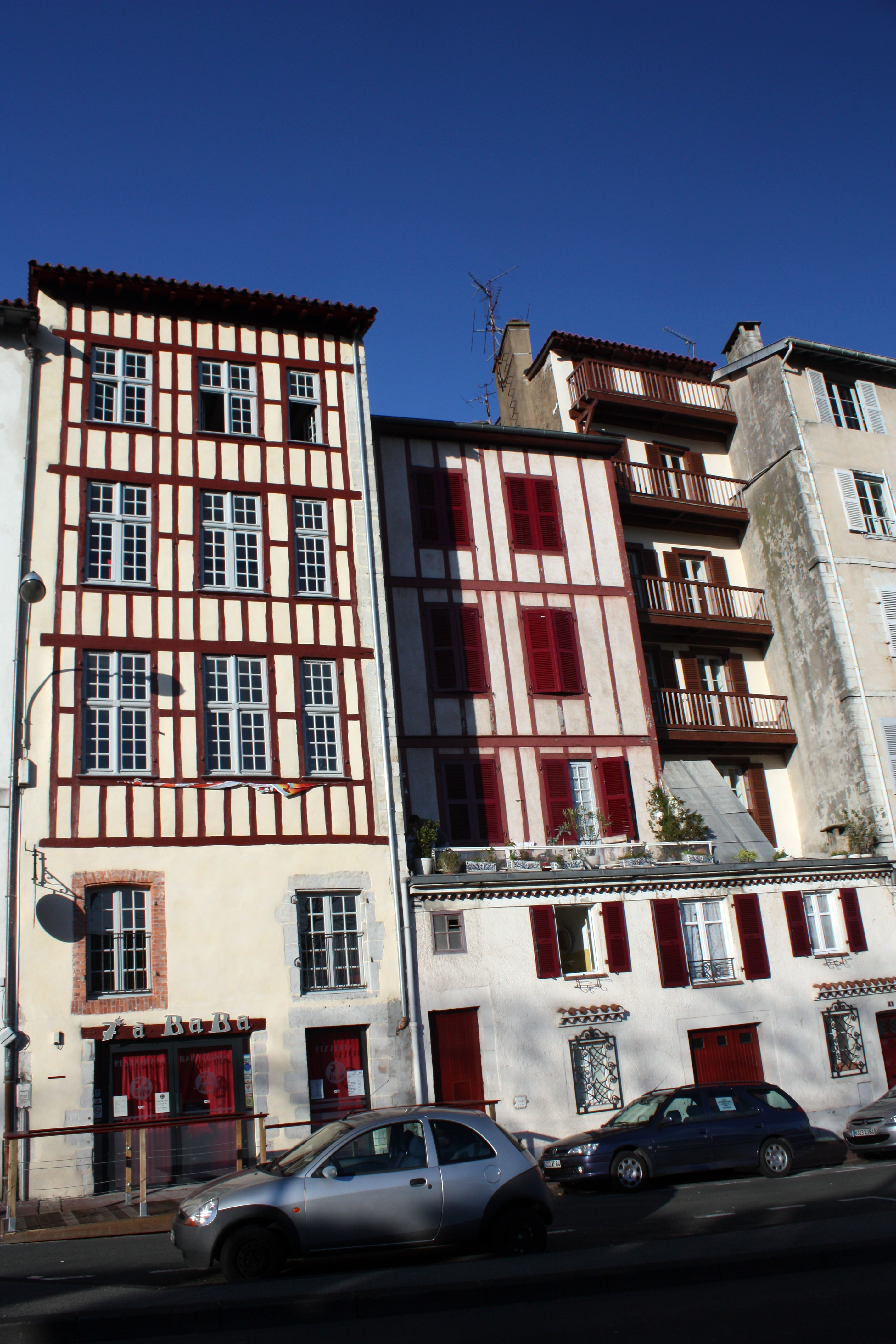
Les quais de la Nive.
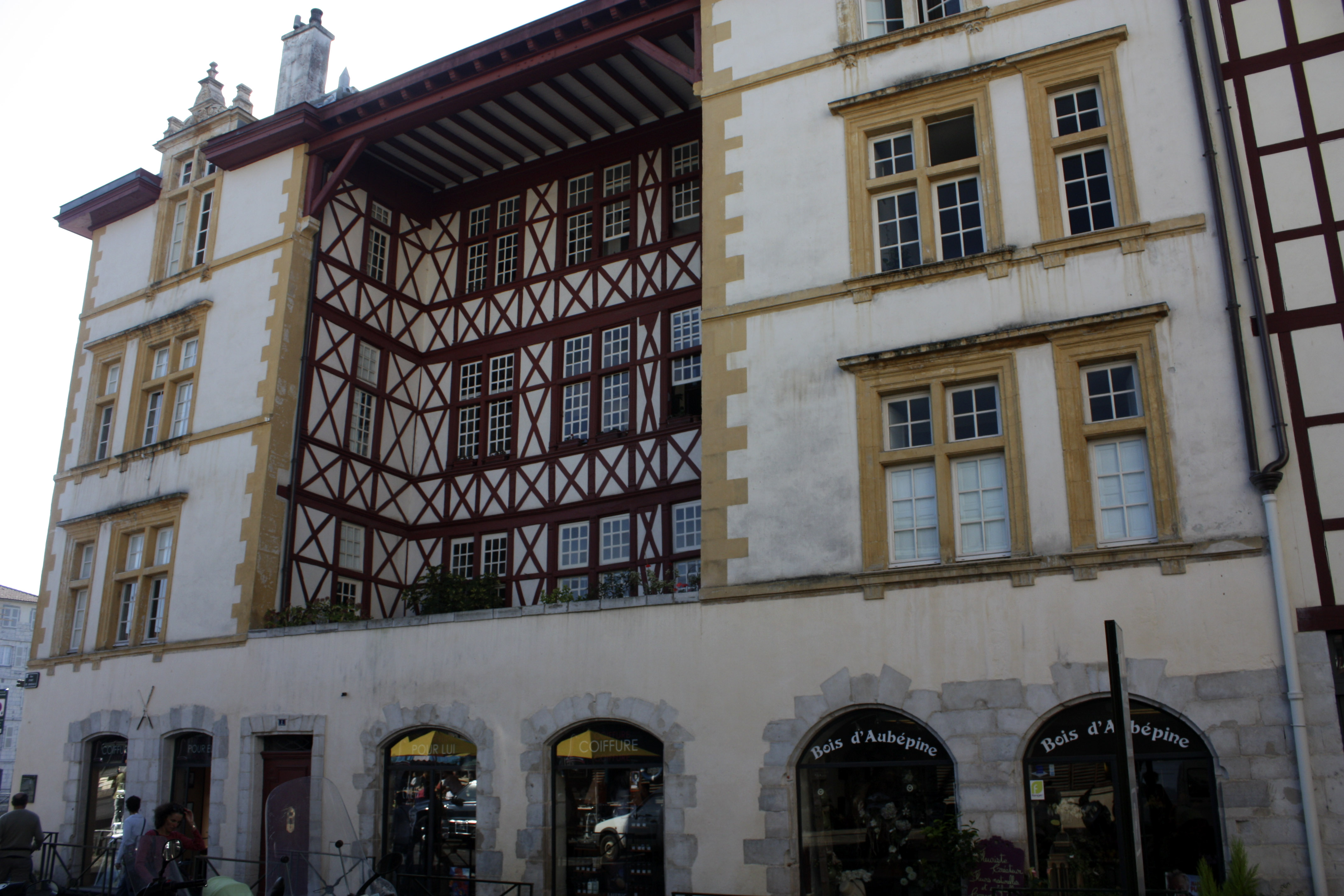
Maison Moulis, rue Poissonnerie.
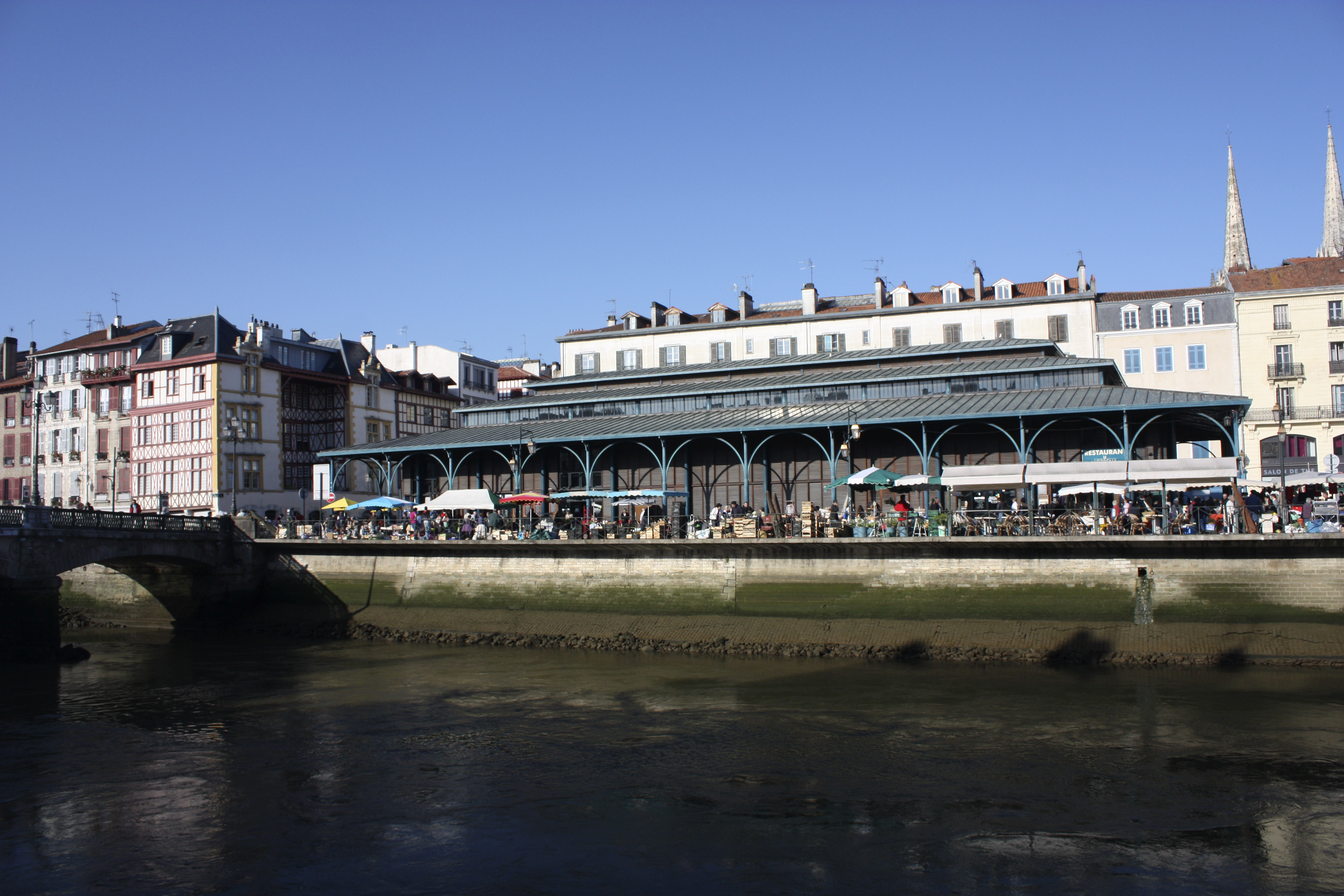
Les nouvelles halles.

Ce quartier est le creuset originel de la ville de Bayonne puisqu'il est le lieu où le castrum romain fut implanté. C'est le centre-ville et le quartier commerçant de la ville. Son territoire correspond à l'IRIS Centre-Ville - Hôtel de Ville, dont la population était en 2010 de 3 853 habitants. La place de la Liberté est la plus ancienne de la ville et le dallage reproduit les blasons d'Aquitaine, du Labourd et de Gascogne. Une soixantaine de caves gothiques — ou sostarrainhs — subsistent dans ce quartier,.
La ville était jusqu'au XVIIe siècle sillonnée de voies d'eau qui servaient au commerce. La rue Port-Neuf était un canal, ce qui explique le nom actuel. Les maisons à arcades encadrant cette rue sont construites sur pilotis et sont parmi les plus belles de la ville. Leurs pans de bois et leurs volets à persiennes sont peints en rouge, marron, vert ou bleu. Les quais de la Nive étaient autrefois le lieu de débarquement du poisson après la pêche. Au bout du quai, on retrouve, dans la rue Tour-de-Sault, deux tours de l'enceinte romaine.
La rue d'Espagne se distingue par ses maisons hautes et étroites, disposant de deux fenêtres avec des balcons en fer forgé, de colombages et de portes à heurtoirs. C’est rue des Faures — « forgerons » — qu’aurait été inventée la première baïonnette.
On retrouve autour du quartier les anciens fossés et les fortifications successives de la ville. La rue Orbe, où Louis XIV logea au no 9, la rue de la Salie et le boulevard du rempart Lachepaillet ont pris la place de l'ancien fossé asséché de la ville qui a disparu au XIIe siècle. Par endroits, on retrouve également les fortifications ordonnées par François Ier puis celles de Vauban comme dans la rue des Augustins ou encore sur le boulevard du rempart Lachepaillet.
Le Château-Vieux — Castel Bilh ou encore Castel Bielh — est adossé depuis le XIIe siècle sur deux côtés à l’enceinte romaine qui forment un angle droit, et fermé par deux autres courtines de 35 mètres de long.

#### Petit Bayonne / Mousserolles

Le quartier du Petit Bayonne (sélection).
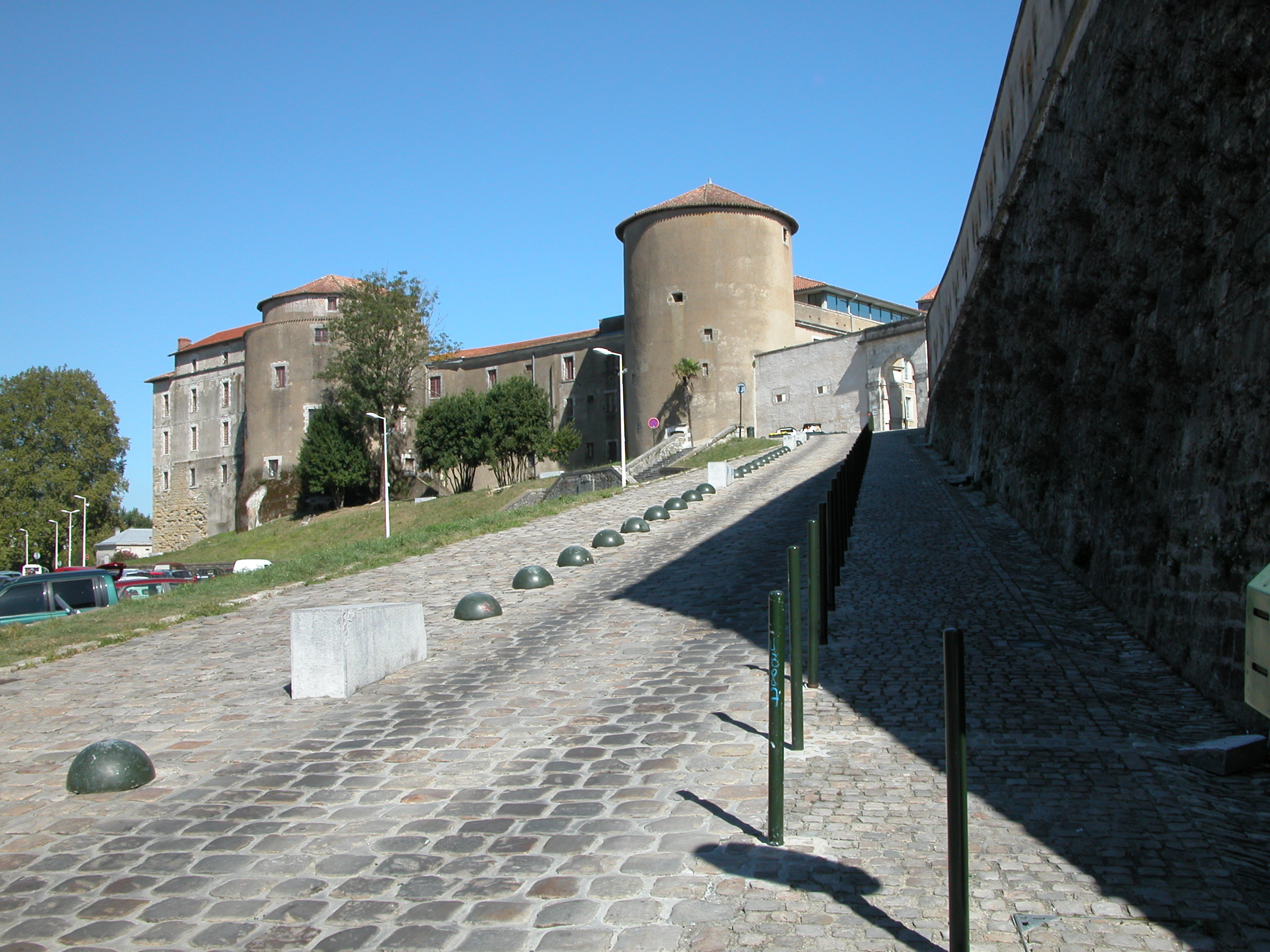
Le Château-Neuf.
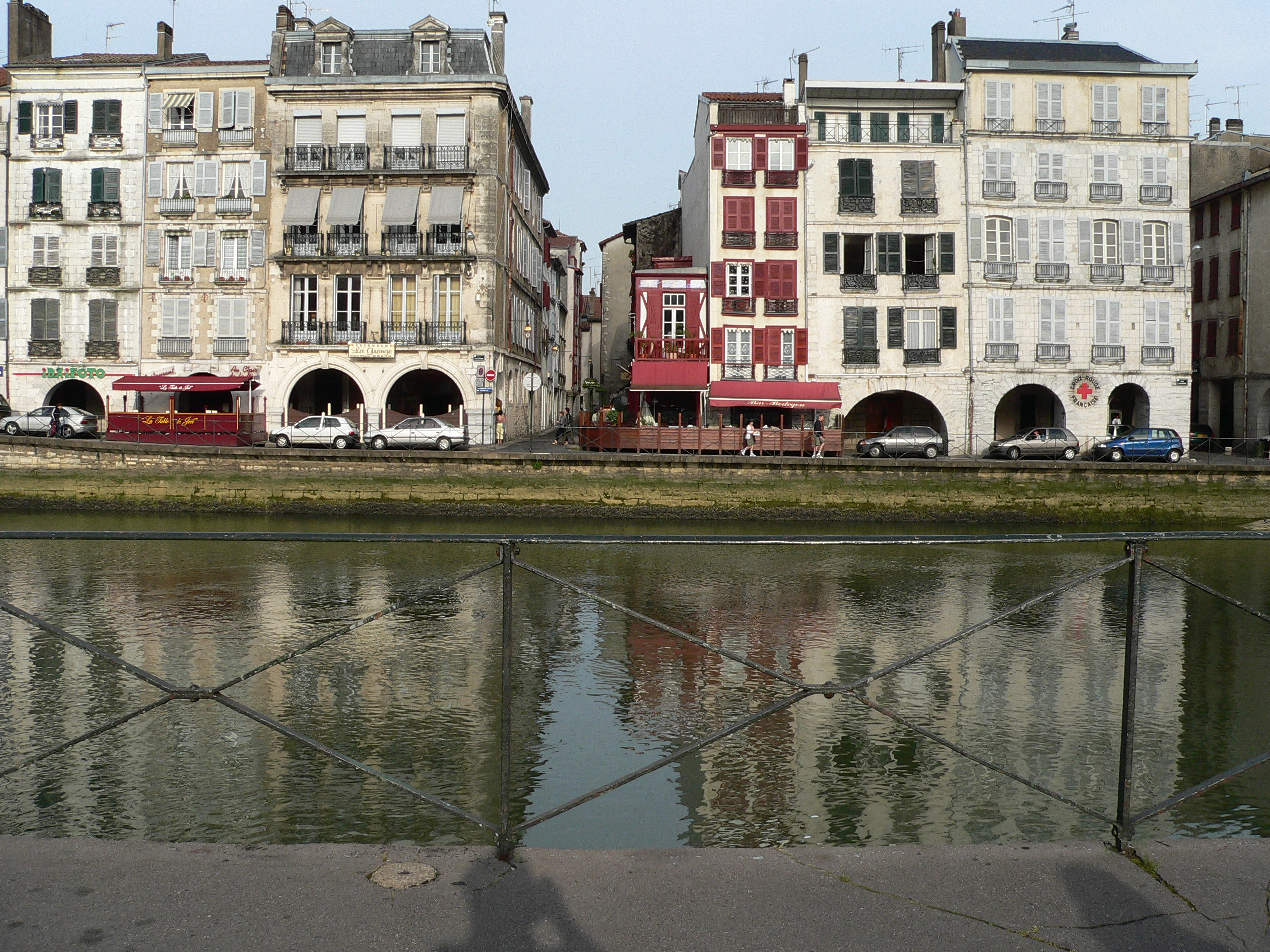
Les quais de la Nive.
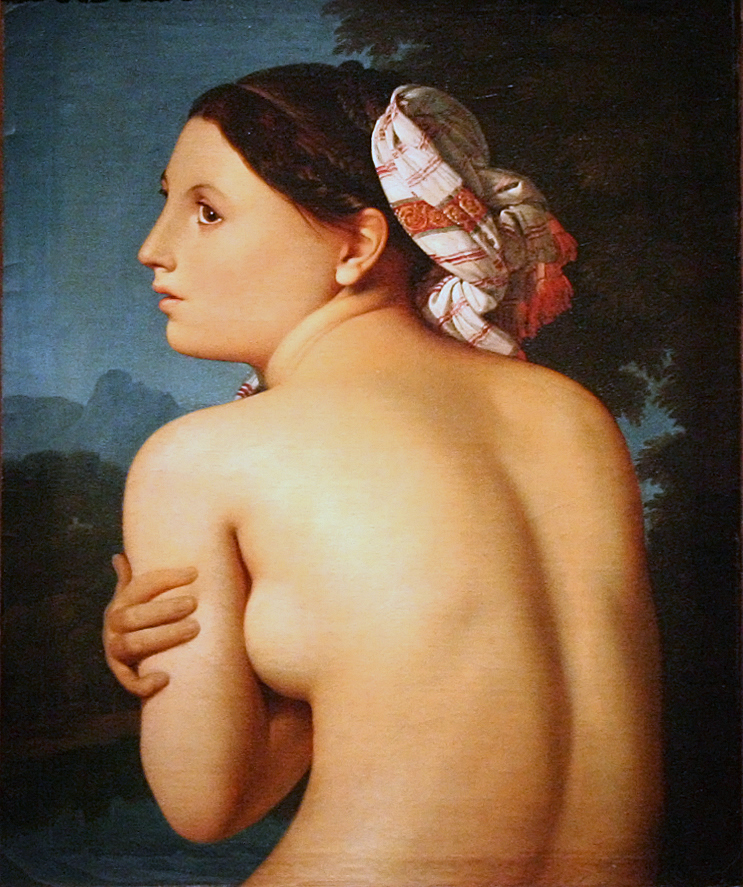
Musée Bonnat, La Baigneuse d’Ingres.
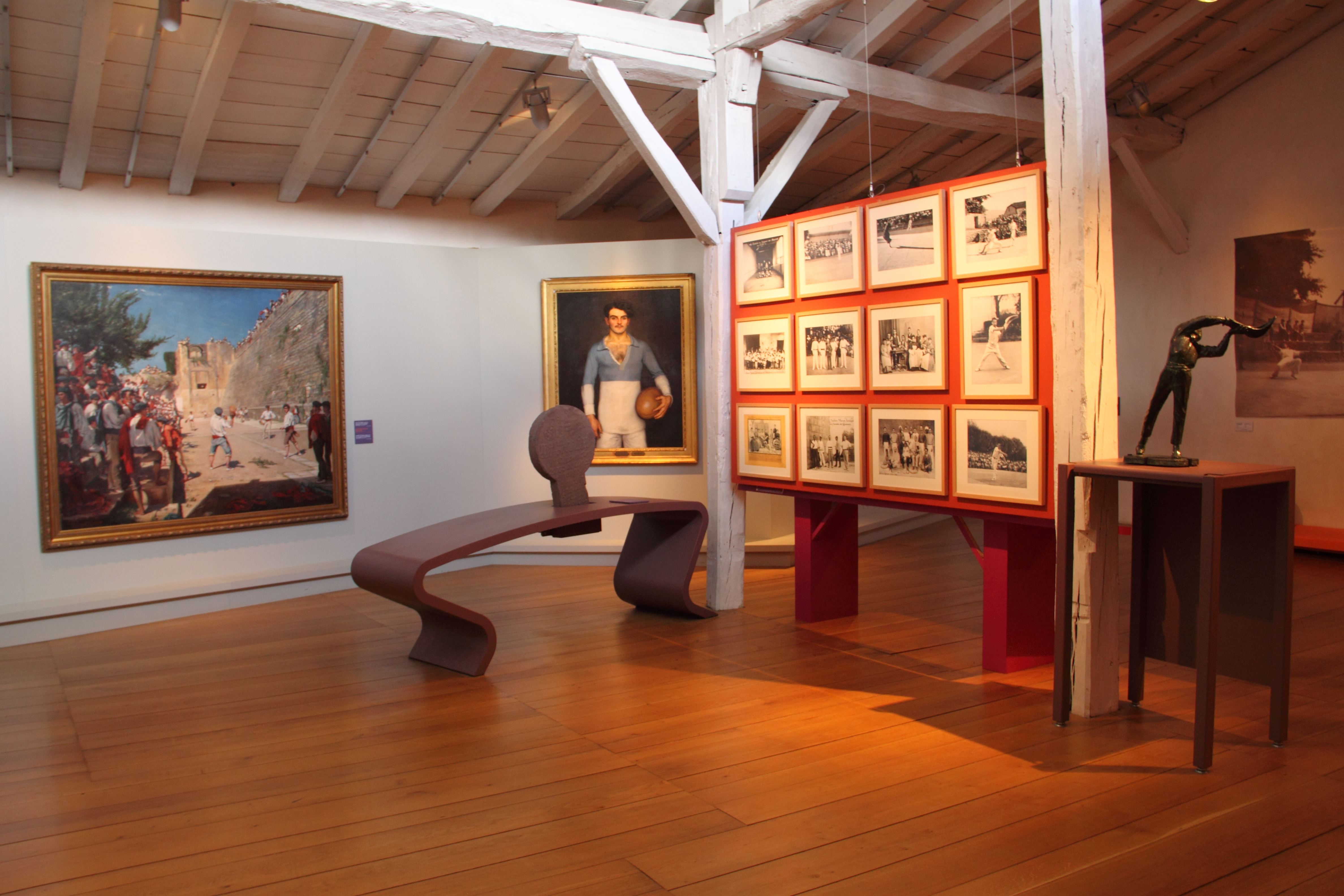
Musée basque, salle des jeux.
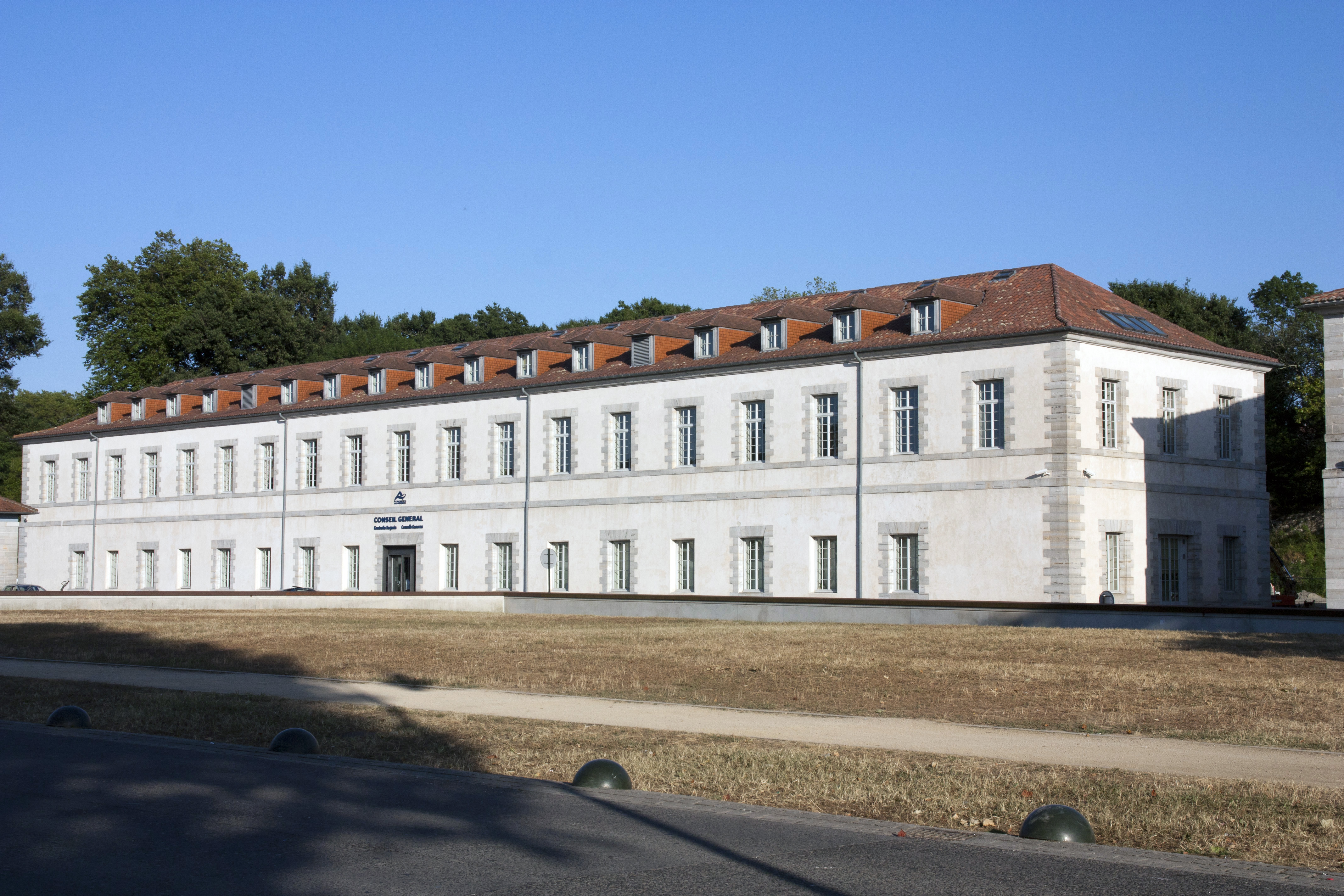
La caserne du Génie.

Appelé également Bourg Neuf, le Petit Bayonne est un quartier populaire et actif, qui fut concédé aux évêques en 1152 comme zone franche. Vauban l'engloba dans ses fortifications. Là aussi, le quartier disposait de nombreux canaux qui servaient de voies de communication.
Les maisons sont typiques de la ville, telles celles des quais des corsaires et Galuperie. Ce quartier aux rues étroites, et en grande partie perpendiculaires aux quais, fut le refuge de nombreux Basques espagnols chassés par la montée du franquisme.
On y trouve également le musée basque, le musée Bonnat-Helleu et le Château-Neuf. À partir de 1998, d’importants travaux démarrent sur les zones aux abords de la zone limitrophe de Mousseroles. Tout d'abord, la réhabilitation de la caserne du Génie et du bastion Sainte-Claire, voit la création d'un parking couvert et surtout l'installation de l'antenne basque de l’hôtel de département des Pyrénées-Atlantiques. Ce chantier est prolongé par une seconde série de travaux et de constructions qui permet l'installation en 2008 du campus de la Nive de l'université de Pau et des pays de l'Adour dont Iker, un centre de recherches en études basques et plurilinguisme, partagé avec le CNRS et l'université Bordeaux-Montaigne. La porte de Mousserolles est un vestige des remparts construits par Vauban. Le quartier compte également l'un des plus anciens trinquets du Pays basque. La rue Marengo aboutit à l’église néo-gothique Saint-André. La place Paul-Bert accueille les courses de vaches lors des fêtes de Bayonne.
Le quartier Mousserolles est situé sur les reliefs au-dessus du Petit Bayonne, en direction de Saint-Pierre-d'Irube. D'urbanisation plus récente, il accueille plusieurs établissements de santé et le Pôle d'archives de Bayonne et du Pays basque (Archives départementales). Les territoires du Petit Bayonne et de Mousserolles correspondent aux IRIS de mêmes noms et de populations respectives 2 508 et 2 376 habitants en 2010, soit 4 884 habitants pour le quartier.

#### Arènes / Allées Marines
Le quartier est situé le long de l’Adour, en aval de la confluence avec la Nive. Son territoire correspond approximativement au grand quartier Arènes, dont la population était en 2010 de 4 686 habitants. Les allées Marines ont longtemps été une zone marécageuse et le quartier des Arènes, un environnement peu coté au XIXe siècle. Ils font partie aujourd’hui des valeurs recherchées de l’immobilier bayonnais. Les allées furent assainies dès le début du XVIIIe siècle par la plantation d’ormes. Plus tard, ce boulevard accueillit le bâtiment des douanes. Le quartier de Lachepaillet, qui prit le nom des Arènes, domine l’Adour. Les arènes furent inaugurées le 30 juillet 1893. Elles furent construites en lieu et place d’un espace consacré aux cultures maraîchères et au maïs. Le quartier abritait également plusieurs chocolatiers de Bayonne.
Une des particularités du quartier est la ligne de Bayonne à Allées-Marines, courte ligne de chemin de fer qui permet la desserte fret du port de Bayonne. À l’extrémité ouest du quartier se situent des zones artisanales et commerciales, telles le Forum.

#### Saint-Esprit / Saint-Bernard / Saint-Frédéric

Le quartier Saint-Esprit (sélection).
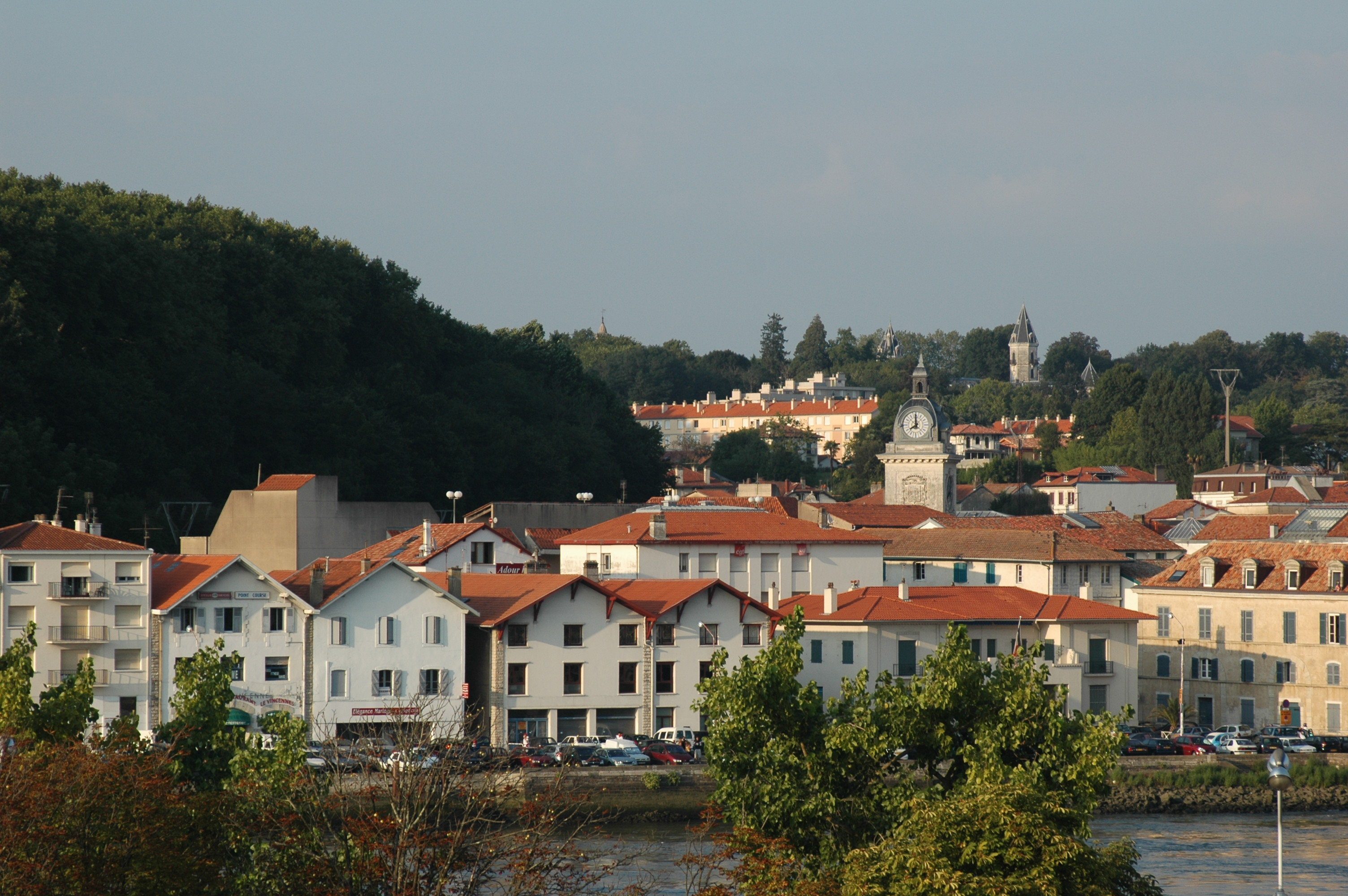
Le quartier Saint-Esprit.
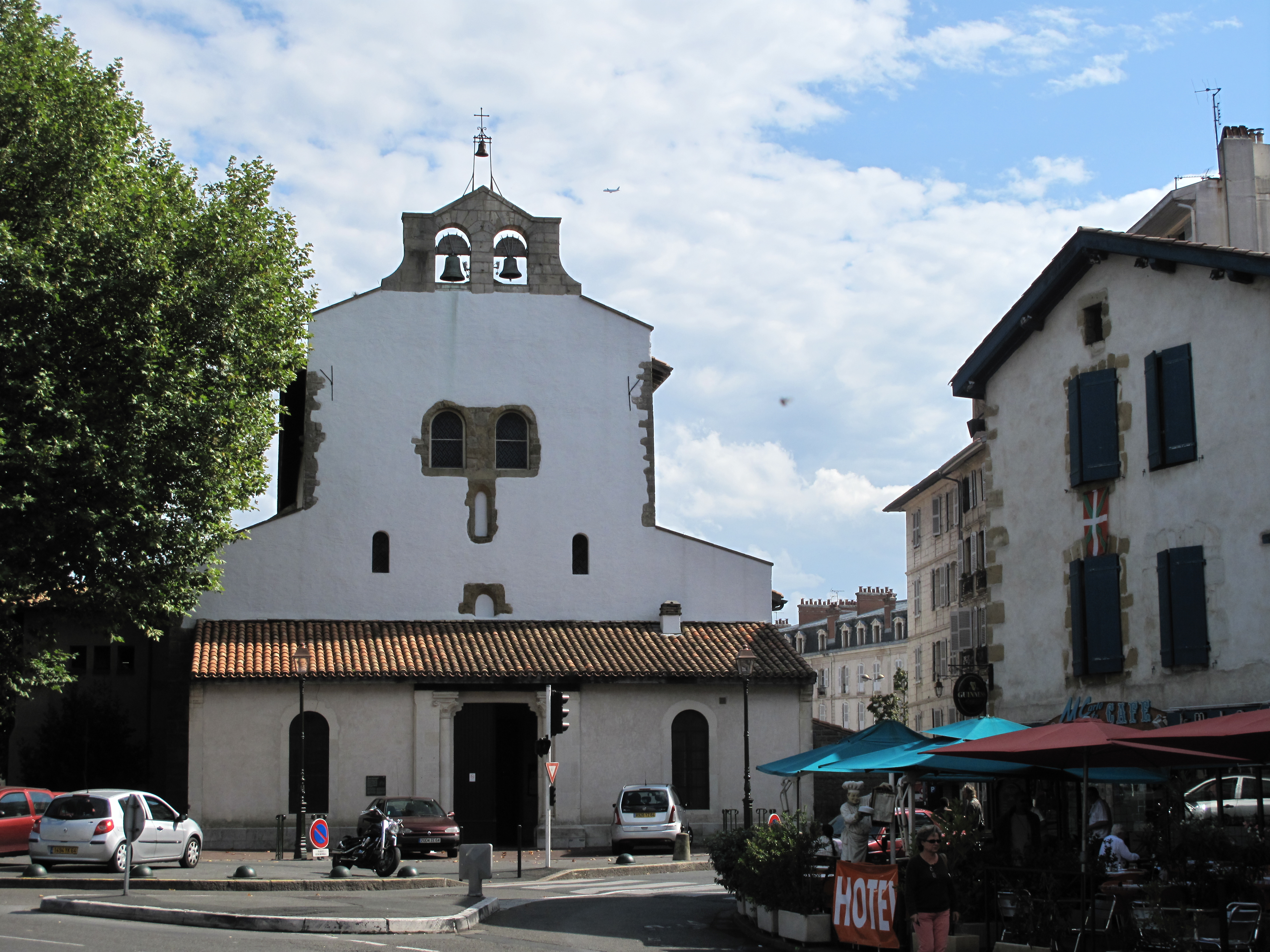
L'église Saint-Esprit.
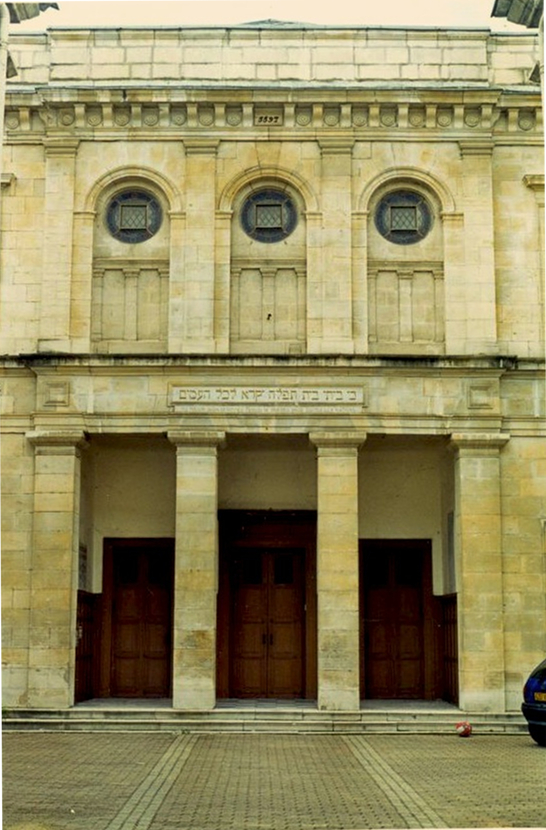
La synagogue.
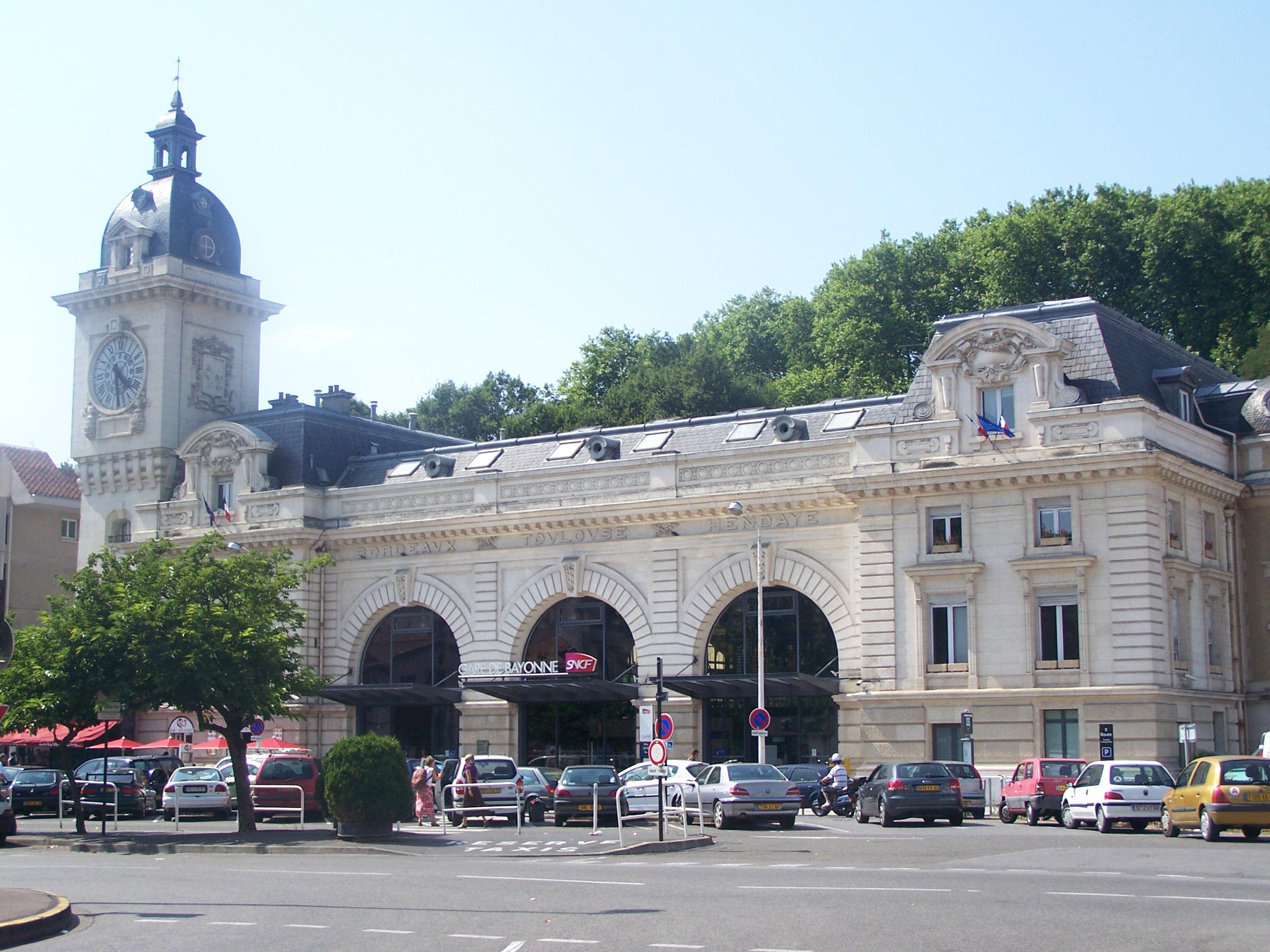
La gare de Bayonne.
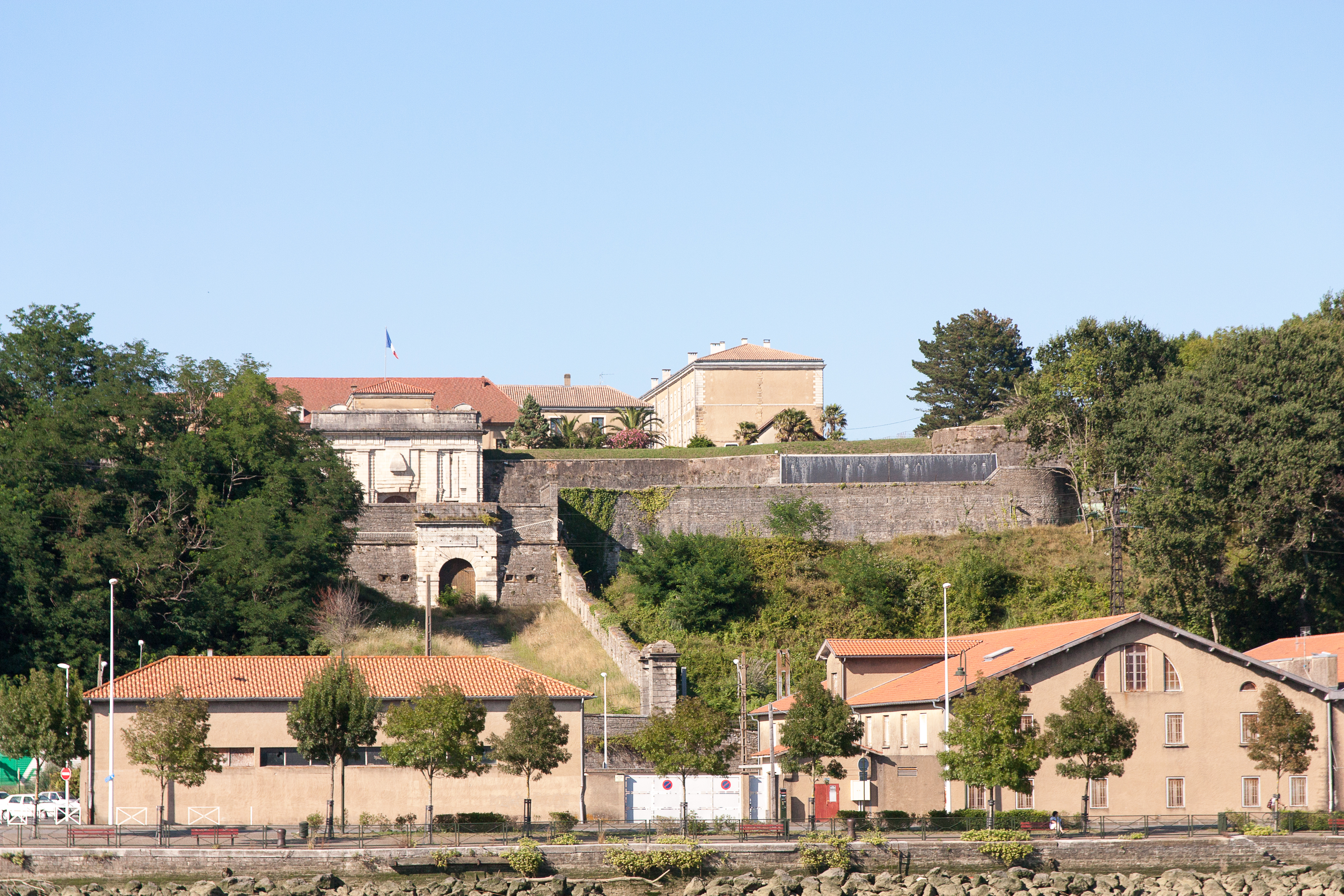
La citadelle.

Saint-Esprit est un quartier ancien, créé au XIIe siècle sur la rive droite de l’Adour. Il est relié au reste de la ville par le pont Saint-Esprit qui enjambe le fleuve. L'IRIS Saint-Esprit comptait en 2010 5 342 habitants. Son nom vient de ses premiers occupants, les religieux de l'ordre des hospitaliers du Saint-Esprit, à l’origine d'un hospice sur les chemins de Saint-Jacques-de-Compostelle.
Par la suite, il accueille les juifs séfarades portugais ou marranes fuyant l'Inquisition au XVIe siècle. Ceux-ci introduisent à Bayonne le chocolat, que la France découvre en 1615, à l'occasion du mariage de l'infante espagnole Anne d'Autriche avec Louis XIII. Ces familles d'origine portugaise, parmi lesquelles de nombreux apothicaires, armateurs ou négociants, seront considérées comme citoyennes après la Révolution et s’intégreront à la population bayonnaise. Bâti à la fin du XVIIIe siècle entièrement sur des pilotis de chêne, l’hôtel Loustau symbolise la réussite économique des familles juives portugaises installées dans le quartier.
Commune autonome, appelée Saint-Esprit-lès-Bayonne, rattachée en 1790 à l'arrondissement de Dax du département des Landes, Saint-Esprit est intégrée à Bayonne en 1857. Le quartier est resté longtemps populaire, accueillant étrangers et immigrants. L’atmosphère particulière du quartier s’est également élaborée à la suite de l’installation des abattoirs, de la prison et de divers entrepôts.
C'est à Saint-Esprit-lès-Bayonne qu'a lieu le 21 août 1853, la première course espagnole en France, valant aujourd’hui à Bayonne le titre de « plus vieille place taurine de France ». La gare de Bayonne y est installée depuis le milieu du XIXe siècle. Initialement construite de bois et de métal, elle est remplacée au début du XXe siècle par l’édifice monumental actuel. Sur la colline surplombant le quartier se dresse la citadelle de Bayonne dessinée par Vauban en 1680 et construite à la fin du XVIIe siècle.
Deux autres monuments historiques de Bayonne sont situés dans le quartier, l'église Saint-Esprit, élevée au rang de collégiale par Louis XI à la fin du XVe siècle et la synagogue construite en 1837 sur les plans de l'architecte Capdeville, à l’emplacement de la maison de Rébecca Louis Nounès, datant du XVIIIe siècle.
Les quartiers Saint-Bernard et Saint-Frédéric ont une vocation plus commerciale et industrielle. Le premier, à l'ouest de Saint-Esprit, accueille des habitations ainsi que des installations portuaires ; le second, à l'est, est presque entièrement destiné à des activités artisanales, industrielles et commerciales.

#### Habas / Sainte-Croix / Arroussets

Les Hauts de Bayonne (sélection).
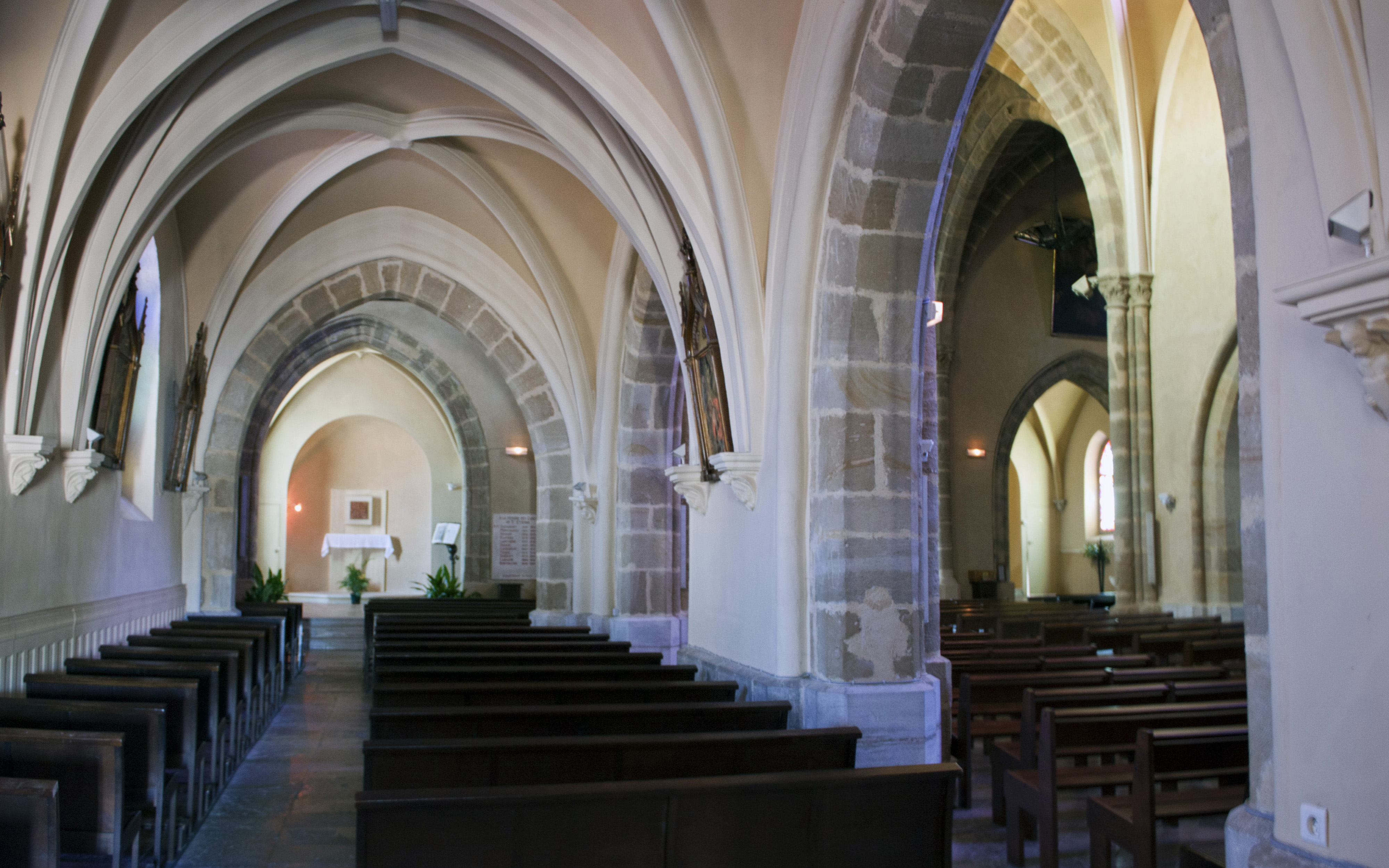
L’église Saint-Étienne.
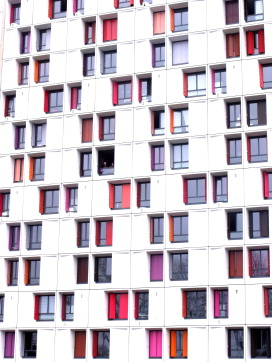
Façade rénovée de la ZUP.
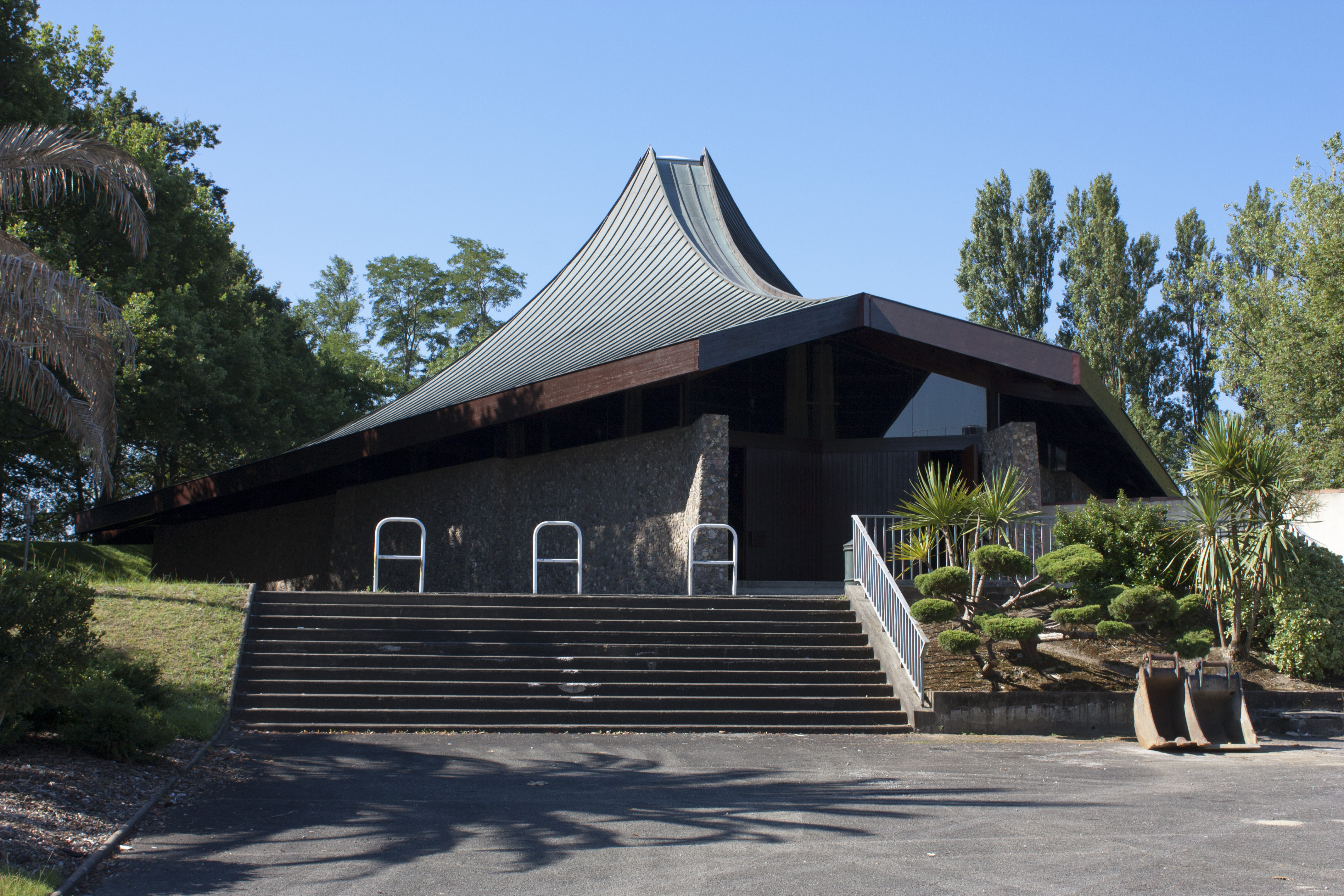
L’église Sainte-Croix.

Ce quartier, récemment appelé les Hauts de Bayonne, mais également la ZUP lorsqu’on voulait désigner les résidences Marcel Breuer, édifiées à la fin des années 1960, a fait l’objet d’une rénovation importante depuis 2008, dans le cadre du programme national de rénovation urbaine (PNRU),. Il accueille de nombreux logements collectifs sociaux, ainsi que les églises Saint-Étienne et Sainte-Croix.

#### Ville de garnison
Bayonne est une ville de garnison qui a accueilli jusqu'à 18 000 militaires. Diverses unités ont tenu garnison à Bayonne tels l’état-major de la 36e division d'infanterie en 1939 et 1940 et le 18e régiment d'infanterie durant la même période, le 49e régiment d'infanterie, pour les périodes allant de 1906 à 1914 et de 1939 à 1940, ainsi que le 18e régiment de chasseurs parachutistes, le 61e bataillon de transmissions aéroporté (61e BTAP), caserne de la Nive, l'escadron d'instruction du 61e bataillon de commandement et de transmissions (61e BCT), au Château-Neuf.
Créé le 1er novembre 1960, le 1er régiment parachutiste d'infanterie de marine (1er RPIMa) y tient depuis sa garnison à la Citadelle.

### Habitat et logement
En 2018, le nombre total de logements dans la commune était de 31 000, alors qu'il était de 27 947 en 2013 et de 24 845 en 2008.
Parmi ces logements, 89,2 % étaient des résidences principales, 4,4 % des résidences secondaires et 6,4 % des logements vacants. Ces logements étaient pour 13,3 % d'entre eux des maisons individuelles et pour 86,2 % des appartements.
Le tableau ci-dessous présente la typologie des logements à Bayonne en 2018 en comparaison avec celle des Pyrénées-Atlantiques et de la France entière. Une caractéristique marquante du parc de logements est ainsi une proportion de résidences secondaires et logements occasionnels (4,4 %) inférieure à celle du département (13,5 %) et  à celle de la France entière (9,7 %). Concernant le statut d'occupation de ces logements, 36,6 % des habitants de la commune sont propriétaires de leur logement (35,8 % en 2013), contre 61,3 % pour les Pyrénées-Atlantiques et 57,5 % pour la France entière.
| Typologie                                               | Bayonne | Pyrénées-Atlantiques | France entière |
| ------------------------------------------------------- | ------- | -------------------- | -------------- |
| Résidences principales (en %)                           | 89,2    | 78,3                 | 82,1           |
| Résidences secondaires et logements occasionnels (en %) | 4,4     | 13,5                 | 9,7            |
| Logements vacants (en %)                                | 6,4     | 8,1                  | 8,2            |

Le style architectural du centre historique est représentatif du style urbain de la maison labourdine, aux façades chaulées aux pans de bois apparents peints le plus souvent en rouge brun, mais aussi en vert, gris ou bleu.

### Planification de l'aménagement

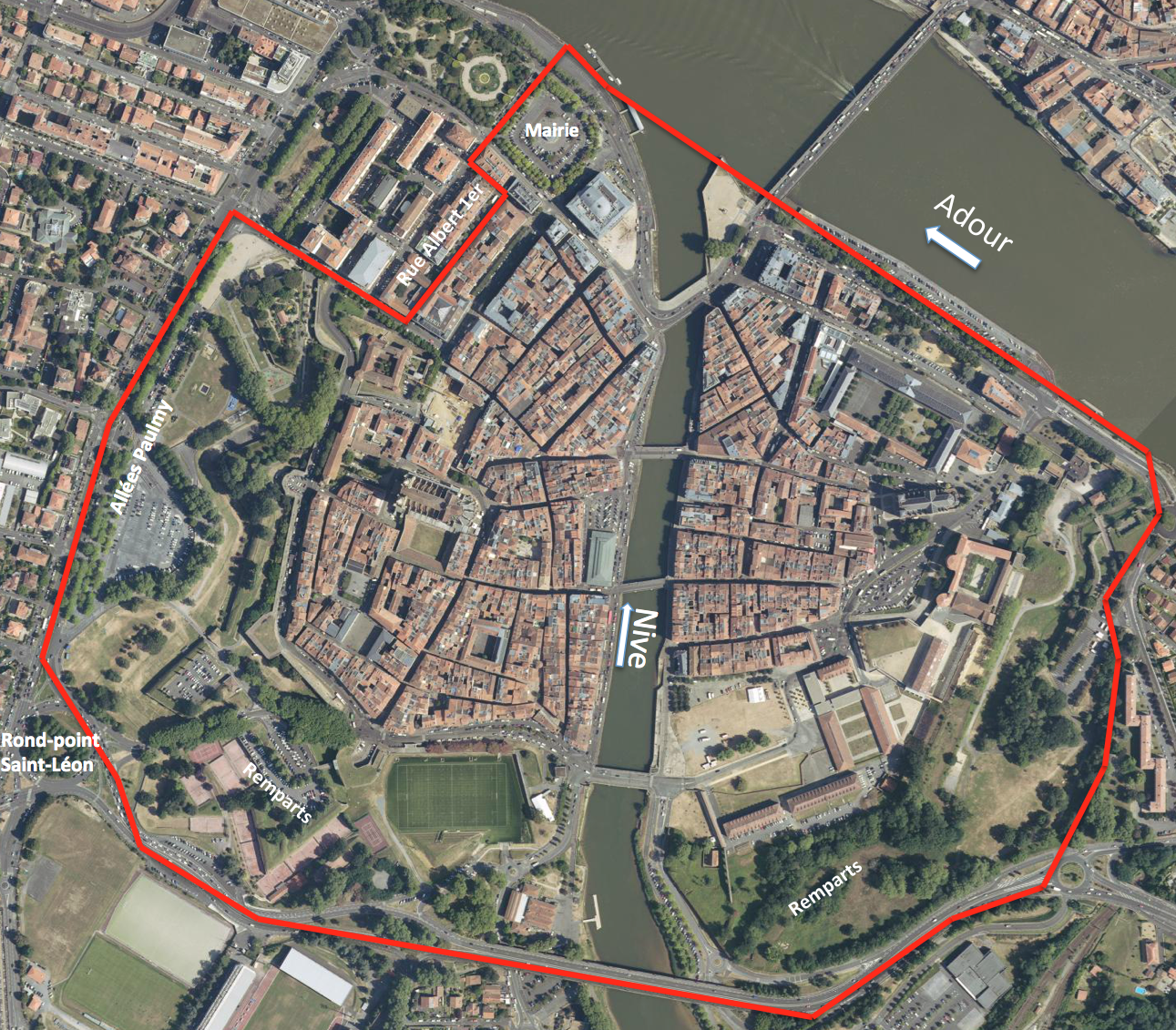
Périmètre protégé par un plan de sauvegarde et de mise en valeur.

Le schéma de cohérence territoriale (ou SCOT) de l’agglomération de Bayonne et du sud des Landes a été approuvé, à l’unanimité, par le conseil syndical du jeudi 6 février 2014. Il concerne, depuis septembre 2010, 48 communes et 6 intercommunalités, soit 212 000 habitants, plus de 90 000 emplois et plus de 120 000 logements sur un territoire de 95 500 hectares. L'agglomération concentre 22 % des emplois des deux départements des Pyrénées-Atlantiques et des Landes, pour 20 % de la population.
Le SCOT s’est fixé pour objectif principal de pouvoir accueillir 35 000 habitants supplémentaires à l’horizon 2025, ce qui équivaut à une population de 250 000 habitants. Il doit donc donner les moyens à l’agglomération de se pourvoir en 31 500 logements supplémentaires. Pour répondre à cet objectif, il propose d’agir sur l’offre foncière à vocation économique et d’assigner 200 hectares aux besoins des entreprises actuelles et futures du territoire, soit 17 hectares par an. Il adjoint la contrainte de réduire de 50 % la consommation foncière par le recentrage du développement et l’évolution des formes urbaines et l’urbanisation prioritaire des zones permettant d’optimiser les équipements existants, dont le réseau d’assainissement collectif.
En conséquence, le développement s’appuiera sur celui des communes dites du cœur d’agglomération et sur celui des petites villes de l’intérieur, en coordonnant le développement urbain et celui des transports publics, ce qui se traduit pour la zone littorale, à laquelle Bayonne appartient, par la promotion du transport ferroviaire et d’une offre routière performante. Ces objectifs s’accompagnent de contraintes de développement durable, en particulier en ce qui concerne la gestion de l’eau et des milieux aquatiques et de l’assainissement collectif.
Un des axes retenus aboutit à développer la fonction économique du port de Bayonne, et à assurer son intégration dans la ville, son intégration environnementale et son accessibilité. D’autre part, l’agglomération doit organiser le développement et l’accueil de grands équipements culturels, sportifs, médicaux, administratifs, commerciaux, touristiques et scientifiques. Enfin des zones commerciales de rayonnement supra-territorial doivent être confortées, concernant en premier lieu l’offre existante sur la zone Bayonne — Anglet — Biarritz par l’intermédiaire du BAB2 et des centres-villes correspondants.
Le plan local d'urbanisme (PLU) de la commune de Bayonne, approuvé en 2007, est en cours de révision depuis 2014,. Bayonne a également développé un plan de sauvegarde et de mise en valeur (PSMV), approuvé en 2007, dans le but de préserver des secteurs dont la valeur historique, architecturale, esthétique et urbaine justifie une protection au titre de patrimoine d’intérêt national. Le secteur concerné est délimité par le pourtour extérieur des remparts des Grand et Petit Bayonne ; la sauvegarde de ce secteur a été entérinée par l’arrêté interministériel du 7 mai 1975,
Les quartiers du Petit Bayonne et du Grand Bayonne bénéficient également du programme national de revitalisation des quartiers anciens dégradés (PNRQAD).

### Voies de communication et transports

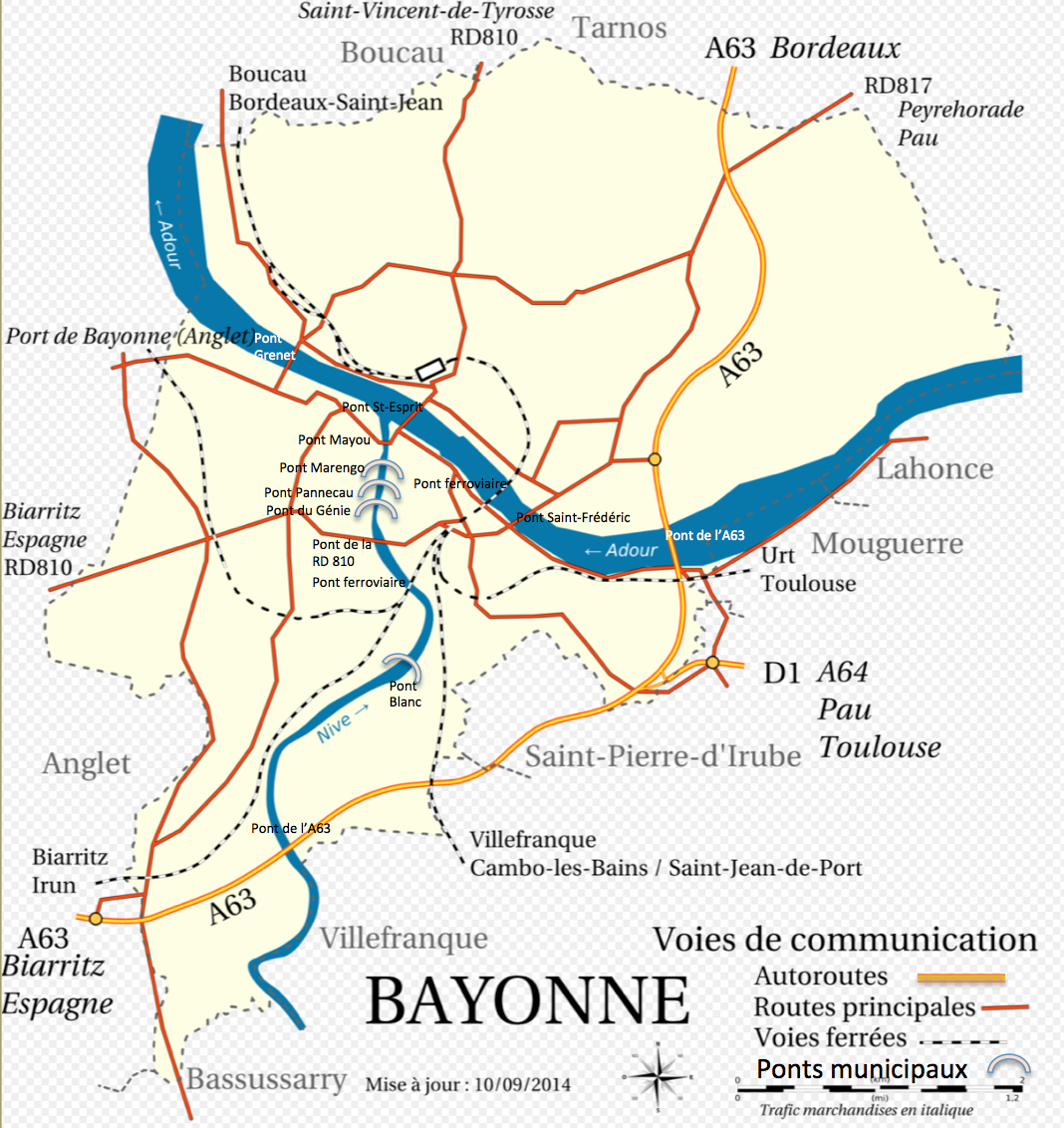
Voies de communication (cours d’eau, routes, ponts et voies ferrées).

#### Voies de communication routières
Bayonne se trouve à l'intersection des autoroutes A63 (Bordeaux-Espagne) et A64 (vers Pau, Tarbes et Toulouse). La ville est desservie par trois échangeurs. Deux d’entre eux concernent l'A63 : la sortie no 6 (Bayonne Nord) dessert les quartiers nord de Bayonne mais permet également un accès rapide au centre alors que la sortie no 5 (Bayonne Sud) donne un accès par le sud et dessert aussi Anglet. La troisième sortie concerne l'A64 via l'échangeur de Mousserolles (sortie no 1, Bayonne-Mousserolles) ; elle rejoint le quartier du même nom mais dessert également les communes voisines de Mouguerre et de Saint-Pierre-d'Irube.
Bayonne était traversée par la route nationale 10, reliant Paris à Hendaye et aujourd’hui déclassée en route départementale 810.
La route nationale 117, qui reliait Bayonne à Toulouse, a elle été déclassée en route départementale 817.

#### Ponts

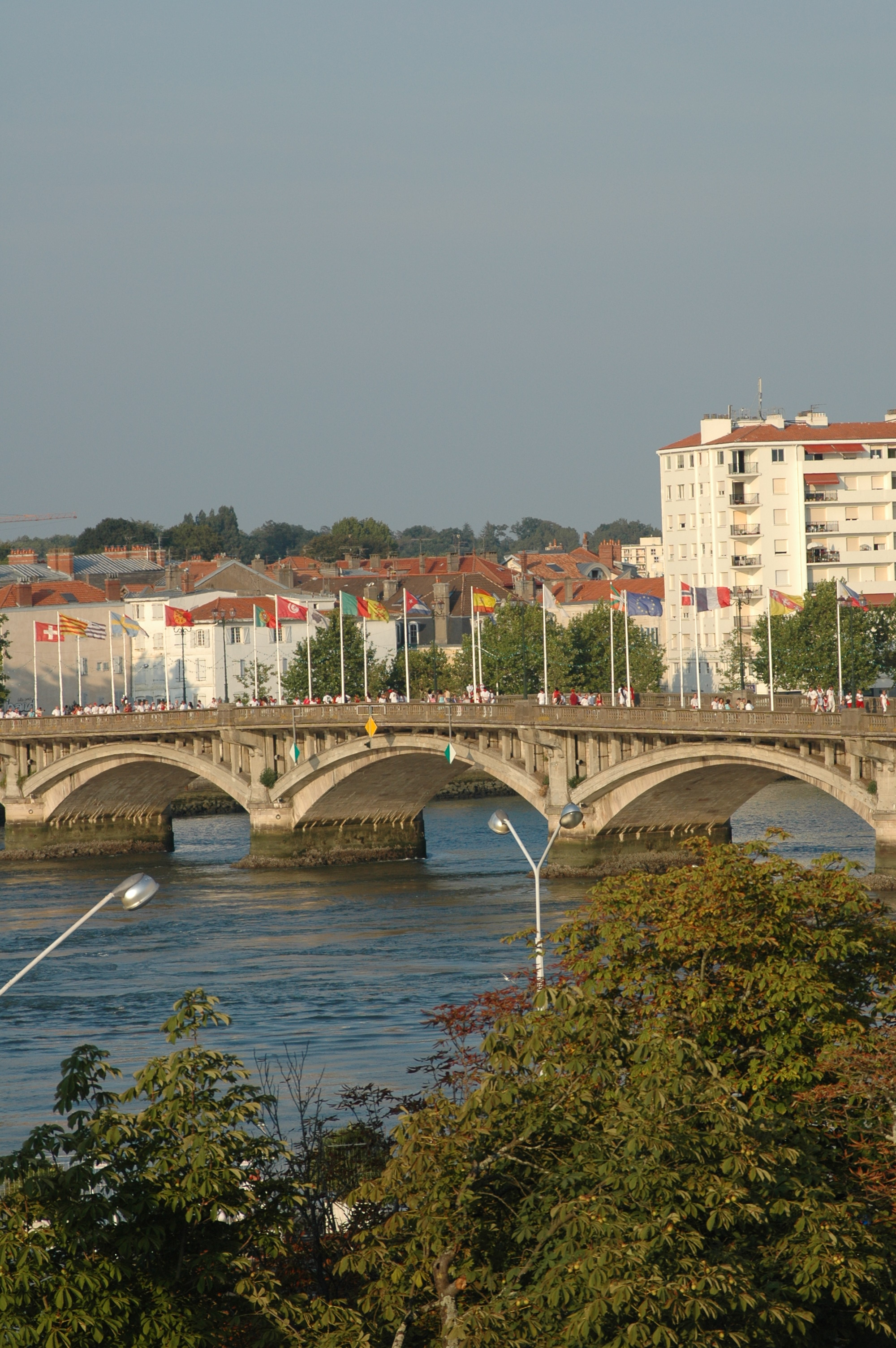
Le pont Saint-Esprit, sur l'Adour.

Construite à la confluence de l’Adour et de son affluent, la Nive, Bayonne présente un ensemble de ponts, qu’ils soient routiers ou ferroviaires, qui relient les différents quartiers.
En venant de l’amont, on trouve sur l’Adour, le pont de l’A63 (Viaduc Hubert Touya), puis le pont Saint-Frédéric sur lequel passe la RD 810, le Pont Charles Vaillant qui a remplacé le pont Eiffel ou pont de fer, le pont Saint-Esprit et enfin, le pont Henri Grenet (ou Pont Rouge). Le pont Saint-Esprit relie le quartier Saint-Esprit au quai Amiral-Bergeret, en amont de la confluence avec la Nive. En 1845, l’ouvrage initialement en bois, est reconstruit en maçonnerie, sur sept arches supportant un tablier de 230 mètres. Après s’être appelé pont de Nemours en l’honneur de Louis d'Orléans, seizième duc de Nemours, qui en avait posé la première pierre, le pont est finalement baptisé Saint-Esprit. Jusqu’en 1868, le pont possédait une travée mobile, proche de la rive gauche. Il est élargi en 1912 pour faciliter la circulation hippomobile et déjà automobile.
De l’amont vers l’aval, la Nive est traversée par le pont de l’A63, le Pont Blanc, le pont ferroviaire, le Pont du Labourd (RD 810), les ponts du Génie (ou pont Militaire), Pannecau, Marengo, débouchant sur les halles, et Mayou. Le pont Pannecau, longtemps nommé pont Bertaco fut reconstruit en maçonnerie sous Napoléon III. Selon François Lafitte Houssat, « […] une ordonnance municipale de 1327 prévoyait l’enfermement de toute femme querelleuse et de mauvaise vie dans une cage de fer plongée dans l’eau de la Nive depuis le pont. La pratique perdura jusque vers 1780 […] » ; elle portait le nom évocateur de cubainhade.

#### Réseau cyclable
La commune est traversée par la Vélodyssée. Des pistes cyclables sont aménagées tout le long de la rive gauche de l'Adour, sur une grande partie de la rive gauche de la Nive, et le long de divers axes de la ville, ainsi que certaines bandes cyclables. La ville propose un prêt de vélo gratuit.

#### Transport en commun

##### Réseau urbain
La plupart des lignes du réseau de bus Txik Txak, géré par Transdev agglomération de Bayonne, desservent Bayonne en la reliant aux autres communes du périmètre de transport urbain : Anglet, Biarritz, Bidart, Boucau, Saint-Pierre-d'Irube et Tarnos,. Les navettes électriques de Bayonne (N1 : Glain - Champ de Foire, N2 : Quartier Saint-Esprit - Quartier Arènes) desservent gratuitement le centre-ville (Grand et Petit Bayonne) en le reliant à plusieurs quartiers et parcs de stationnement.
Le Tram’bus, nouveau bus tout électrique, repose sur deux lignes à haut niveau de service de 25,2 kilomètres :
- une ligne est-ouest de Bayonne nord à Biarritz centre (ligne T1) et
- une ligne nord-sud du centre de Tarnos au sud de Bayonne, vers Bassussary (ligne T2).

La ligne T1 est en service depuis le 2 septembre 2019. La ligne T2 est entrée en service partiellement début 2020. Le Tram’bus bénéficie en partie d’une circulation en site propre, à savoir d’une voie sécurisée et réservée et d’une priorité aux carrefours, de la même façon et dans un environnement similaire à un tramway.

##### Réseaux interurbains
Bayonne est reliée à de nombreuses villes de la moitié ouest du département comme Cambo-les-Bains ou Saint-Palais, par les lignes interurbaines du réseau Txik Txak. La plupart de ces lignes convergent ainsi vers la ville et le terminus de la Place des Basques. Bayonne est également desservie par des lignes du réseau départemental des Landes, XL'R.
La ville est aussi une étape pour les liaisons par bus (Loi Macron) entre l'Espagne, Pau, Tarbes et Toulouse.

##### Transport ferroviaire
La gare de Bayonne, située dans le quartier Saint-Esprit, est une gare importante à la croisée de deux grandes lignes : sur l'axe nord-sud Bordeaux - Irun (vers l'Espagne) et Toulouse-Bayonne (terminus) sur l'axe est-ouest. Elle est desservie par des trains TGV, Intercités, Intercités de nuit et TER Nouvelle-Aquitaine (sur l'axe nord-sud : vers Hendaye, Saint-Jean-Pied-de-Port, Dax, Bordeaux, et vers l'est : Pau, Lourdes, Tarbes, Toulouse).
Pour renforcer la part du fret ferroviaire dans le transport de marchandises, la France développe de nouvelles autoroutes ferroviaires, à savoir Cherbourg-en-Cotentin – Bayonne (ainsi que Calais – Sète).

##### Transport aérien
Bayonne est desservie par l'aéroport de Biarritz Pays basque (code IATA : BIQ • code OACI : LFBZ), situé sur les territoires des communes d'Anglet et de Biarritz.
La gestion de l’aéroport est assurée par le syndicat mixte pour l'aménagement et l'exploitation de l'aérodrome de Biarritz-Bayonne-Anglet, qui comprend la chambre de commerce et d'industrie de Bayonne Pays basque, le Pôle territorial Côte Basque-Adour, les départements des Pyrénées-Atlantiques et des Landes ainsi que la commune de Saint-Jean-de-Luz. Il assure des liaisons avec Paris-Orly, Paris-CDG, Lyon, Nice, Genève, Londres Stansted, Bâle Mulhouse, Dublin, Milan Bergame, Édimbourg, Stockholm, Bastia, Figari, Copenhague, Bruxelles. Les compagnies desservant l’aéroport sont, au 9 janvier 2025, Air France, KLM, EasyJet, Lufthansa, Hop !, Ryanair, SAS, Swiss, Transavia, Luxair.
Il est à noter que dans le sud du Bassin de l'Adour, aux pieds des Pyrénées, coexistent trois aéroports internationaux : Biarritz Pays basque (plus d'un million de passagers en 2016, en développement continu), Pau-Pyrénées (600 000 passagers, mais en recul), Tarbes-Lourdes-Pyrénées (400 000 passagers, en net développement).

### Risques naturels
Bayonne est concernée par un risque d’inondation lente — dite de plaine — lié aux crues de l’Adour et de ses affluents, ainsi qu’à celles de type rapide, de la Nive et de son tributaire, le ruisseau d’Urdainz ; elle fait, à ce titre, partie de l'atlas des zones inondables des Pyrénées-Atlantiques. Un plan de prévention du risque inondation a d’ailleurs été approuvé par la préfecture le 23 juillet 2012.
Les tempêtes, inondations et autres coulées de boues ont justifié la prise d'arrêtés de catastrophes naturelles résultant d'événements survenus en 1992, 1999 et 2009,. La localité est située dans une zone de sismicité modérée de niveau 3 sur une échelle de 1 à 5.
L'agglomération de Bayonne ne possède pas d’établissement présentant des risques de type Seveso sur son territoire. Néanmoins, le port de Bayonne a créé un comité local d’information et de concertation (CLIC).

## Toponymie

### Attestations anciennes
Les noms de la province basque du Labourd et de la localité de Bayonne sont attestés depuis une période ancienne, le toponyme Bayonne s’imposant à la forme latine Lapurdum après une période durant laquelle les deux appellations pouvaient tour à tour désigner la vicomté ou l’évêché.
Labourd apparaît sous les formes In provincia Novempopulana tribunus cohortis Novempopulanæ in Lapurdo (Ve siècle, d'après la Notitia Dignitatum Imperii datant de 340-420), Lapurdum (VIe siècle, Grégoire de Tours), Sancta Maria Lasburdensis (vers 980, titres du chapitre de Bayonne), lapurdiola — unique citation médiévale en basque, datant de 1110.
Labourd et Bayonne furent synonymes et employés l'un pour l'autre jusqu'au XIIe siècle avant d'être différencié, le premier pour la province et le second pour la ville.
Le toponyme Bayonne est connu sous les graphies baiona (1063 et 1122), baione (1130, 1160 et 1198), Sancta Maria Baionensis, civitas de Baiona et Baione (respectivement début XIIe siècle, vers 1140 et début XIIIe siècle, cartulaire de Bayonne,), Bayona, et Bayone (respectivement 1248 et 1253, titres de la Camara de Comptos), Bayonne (1650, carte du Gouvernement Général de Guienne et Guascogne et Pays circonvoisins [sic]), Baïonne (XIVe siècle, Guillaume Guiart, vers 1864) et Baiona au XIXe siècle.
Il résulte de l’énumération précédente que le nom Baiona ne s'est imposé donc qu'au début du XIIe siècle.
L'attribution à Bayonne de la Civitas Boatium, étape mentionnée dans l'Itinéraire d'Antonin, a, par ailleurs, été abandonnée ; la cité des Boïates correspondrait peut-être à La Teste-de-Buch, mais certainement pas à Bayonne.

### Étymologie

Représentation des pêcheurs basques (blason de Biarritz)

Baiona est la forme en basque tout autant qu'en gascon moderne de Bayonne, « le nom de Bayonne pose toute une série de problèmes à la fois historiques et linguistiques qui n’ont toujours pas été élucidés ». Différentes interprétations ont été données à sa signification.
La terminaison -onne de Bayonne peut renvoyer à celle des nombreux hydronymes en -onne ou aux toponymes qui en sont issus. L'élément -onne procède, dans certains cas, du thème indo-européen *ud-r/n- (grec húdōr > hydro-, gotique watt « eau »), d'où *udnā « eau » > unna, donné onno dans le glossaire de Vienne. Unna se réfèrerait donc à l'Adour. Ce type toponymique évoquant un cours d'eau traversant une localité, voire transféré à cette même localité, est commun. L'appellatif unna semble se retrouver dans le nom de la Garonne (Garunna Ier siècle, Garonna IVe siècle). En revanche, on reconnaît plutôt un suffixe préceltique -ona dans le nom de la Charente (Karantona en 875) ou la Charentonne (Carentona en 1050).
Il pourrait également s'agir d'un augmentatif gascon à partir du radical d'origine latine Baia-, suivi du suffixe -ona au sens de « vaste étendue d'eau », ou d'un nom dérivé du basque bai « rivière » et ona « bonne », d'où « la bonne rivière ».
La proposition d'Eugène Goyheneche reprise par Manex Goyhenetche, et soutenue par Jean-Baptiste Orpustan, est bai una, « le lieu de la rivière », ou bai ona, « colline de la rivière » — Ibai signifie « rivière » en basque, et muinoa, « colline ».
« C'est peut-être perdre de vue les nombreux toponymes urbains qui en France, du nord au sud, sont nés de l'élément Bay-, Bayon-, tels Bayons, Bayonville, Bayonvillers et qui posent le problème hors des sentiers battus, gascon ou basque » ajoute Pierre Hourmat. Cependant, les formes les plus anciennes de Bayonne, Baiona, indiquent clairement un féminin ou un thème en -a, alors que ce n'est pas le cas pour la série des Béon, Bayon. En outre, Bayon- dans les Bayonville ou Bayonvilliers du nord de la France est manifestement le nom de personne germanique Baio.
Remarque : homonymie avec Baiona en Galice (Espagne), mentionnée au XIIIe siècle et appelée Bayona en espagnol,.
Le gentilé est Bayonnais.

### Noms en basque et en gascon
Le nom basque de Bayonne est Baiona. Il fut normalisé par l'Académie de la langue basque le 30 mars 2000.
De ce nom dérivent deux gentilés également normalisés par Euskaltzaindia : baiones et baionar. C'est la première forme que privilégie l'Académie basque.
Son nom en gascon en graphie classique est Baiona [ba'junə]. Les deux langues sont historiquement parlées dans la ville. Le basque va prendre de l'ampleur à partir du XIXe siècle avec l'industrie et l'arrivée de travailleurs basques originaires des communes voisines. Le 23 juin 2018, la communauté d'agglomération reconnaît officiellement les deux langues comme celles du territoire.

### Autres toponymes
L’ancien moulin dit Balichon apparaît très tôt dans la topographie de Bayonne. Ainsi le cartulaire de Bayonne le mentionne-t-il en 1198 (Molendinum de la Mufala, Balaisson) et en 1259 (Balaichon, molin de le Muhale, molin de la Muffale et lo pont de Balaischon). De même on trouve dans les rôles gascons Baleyson (1331) et Baleychoun (1334),.
De nombreux topynymes désignant d’anciennes fermes de Bayonne apparaissent dans les dictionnaires topographiques, telles Bénac, Bouroutchourry ou Glain. Ce dernier lieudit est mentionné sous les graphies fons de Coquoanhes (1387, titres du chapitre de Bayonne) et Camps (XVIIe siècle, archives de Bayonne).
De même Largenté, toponyme toujours vivant — collège et lycée Largenté — désignait une ferme. Lesperon (ou L’Esperon) est mentionnée par le cartulaire de Bayonne en 1246 à Saint-Esprit et Montaigu, Les Murailles et Pé-de-Navarre par le dictionnaire topographique Béarn-Pays basque de 1863. Ce dernier dictionnaire mentionne également les hameaux Jean-d’Amou et Les Lauriers, et le château Weymann.
Le quartier Lachepaillet — le portau de Lachepailhet en 1516, titres du chapitre de Bayonne — porte le nom d'une ancienne porte de Bayonne, précédemment appelée portail de Tarride. Ce quartier s’appelle aujourd’hui les Arènes.
Le toponyme Pannecau — désignant actuellement un pont sur la Nive ainsi que la rue qui le prolonge — apparaît sous la forme Port de Bertaco (XIIIe siècle, cartulaire de Bayonne) et Panecau (1863).

## Histoire

### Préhistoire
Il est probable qu'il existait un village de pêcheurs sur le site de l'actuelle Bayonne au cours de la Préhistoire. En effet, de nombreuses traces d’occupation humaine ont été découvertes, datant notamment du Paléolithique moyen (découvertes faites à Saint-Pierre-d'Irube, localité limitrophe).
D’autre part, on relève la présence d’une butte d’environ 14 mètres de haut sur la rive gauche de la Nive (actuel quartier de la cathédrale), cette butte étant à l’époque cernée au nord et à l’ouest par les marécages de l’Adour. À son pied s’étend la « mer de Bayonne », au confluent des deux cours d'eau, qui peut avoir douze cents mètres de large environ entre Saint-Esprit et le Grand Bayonne et qui couvre totalement l’emplacement du Bourg-Neuf (quartier du Petit Bayonne).[pas clair] Au sud, le dernier coude de la Nive s’élargit jusqu’aux collines de Saint-Léon,. Malgré cela, le rétrécissement de la vallée de l’Adour permet un franchissement nulle part plus aisé sur toute la longueur de l’estuaire.
En conclusion, l’importance stratégique de cette hauteur était d’une telle évidence[réf. nécessaire] qu’il est à présumer qu’elle a toujours été habitée.
Le site d'occupation humaine le plus ancien attesté est situé sur une butte qui domine la Nive et son confluent avec l'Adour,.

### Antiquité

Carte de la Novempopulanie indiquant la position du territoire des Tarbelles au nord-ouest des Pyrénées.

#### Période du Haut-Empire
Au moment de la conquête de la Gaule par Jules César (-58/-51), le principal peuple est celui des Tarbelles, qui occupe un territoire qui s’étendrait aujourd’hui du sud des Landes, au Pays basque français actuel, de la Chalosse, aux vallées de l'Adour, des gaves de Pau et d'Oloron. Dans le cadre de l'Empire romain, il devient une des soixante cités des Trois Gaules, avec pour chef-lieu Dax. À partir du règne d'Auguste, cette cité fait partie de la province d'Aquitaine (chef-lieu : Bordeaux), puis à partir du règne de Dioclétien (vers 300) de la province de Novempopulanie (chef-lieu : Eauze).
Au Ier siècle apr. J.-C., le site de Bayonne semble présenter déjà quelque importance, puisque les conquérants entourent la ville d'une enceinte fortifiée.[réf. nécessaire].
Des découvertes archéologiques faites en octobre et novembre 1995 apportent un début de preuve à l'appui de cette projection. Dans les quatre couches du sous-sol, le long des fondations de l'actuelle cathédrale gothique (zone « chevet de la cathédrale »), on a trouvé à 2 mètres de profondeur des objets antérieurs à la fin du Ier siècle, en particulier de la céramique sigillée gauloise de Montans imitant les productions italiques, des bols à parois fines et des fragments d’amphores. Dans la zone « secteur sud / porte du cloître » ce sont des objets de la deuxième moitié du Ier siècle et une monnaie de la première moitié du IIIe siècle qui ont été mis au jour.[pas clair]
Une très forte probabilité de présence humaine, pas uniquement militaire, semble provisoirement s’imposer, confirmant l’occupation du site au moins autour du IIIe siècle.[réf. nécessaire]

#### Le fort deLapurdum(IVesiècle)
Un castrum romain est avéré au IVe siècle comme place fortifiée de la province de Novempopulanie. Nommé Lapurdum, il a laissé son nom à la province du Labourd. La Notitia dignitatum imperii romani, qui date de 340-420 et qui énumère un certain nombre de fonctions civiles ou militaires cite en effet « In provincia Novempopulana tribunus cohortis Novempopulanae Lapurdo », c'est-à-dire « Dans la province de Novempopulanie, le tribun de la cohorte de Novempopulanie à Lapurdum ».
Selon Eugène Goyheneche, le nom de Baiona[Quand ?] désignait la ville, le port et la cathédrale[pas clair], et celui de Lapurdum était le nom du territoire.
Cette implantation romaine permet de surveiller les routes transpyrénéennes (notamment la voie romaine allant de Bordeaux à Astorga en Hispanie) et les populations locales insoumises. La construction couvre de 6 à 10 hectares selon les auteurs,,.

### Moyen Âge

#### Haut Moyen Âge
Au moment de la fin de l'Empire romain d'Occident (476), la Novempopulanie est depuis quelques décennies sous la domination des Wisigoths du royaume de Toulouse. Elle passe en 507 sous la domination des Francs de Clovis, à l'origine de la dynastie mérovingienne. Vers 600, est institué le duché de Vasconie (ducatus Vasconiae), dont le territoire correspond approximativement à celui de la province de Novempopulanie, ultérieurement appelé duché de Gascogne (ducat de Gasconha). Le territoire du duché de Vasconie est compris entre la Garonne et les Pyrénées. Les Vascons (en latin Vascones, en grec Ouaskoonooï), peuple connu des auteurs grecs (Strabon) et latins (Pline l'Ancien) dès l'époque classique, sont des protobasques, mais le processus de romanisation aboutit à l'apparition d'une langue romane dans les plaines, le gascon, tandis que le protobasque se maintient dans les Pyrénées.
C'est à cette époque que Bayonne devient un siège épiscopal. Le premier évêque connu, un certain Sedulius, date seulement du milieu du IXe siècle, à l'époque des Carolingiens, mais il est possible que le diocèse de Bayonne soit antérieur à cette date. L'évêque le plus connu est saint Léon, vers 900, qui serait mort lors d'une attaque viking. Deux autres évêchés apparaissent à cette époque, à Lescar et à Oloron, s'ajoutant à l'évêché de Dax (attesté dès 506). L'évêque de Bayonne est suffragant de l'archevêque d'Eauze, puis de l'archevêque d'Auch à partir de 830.
D'une façon générale, les informations précises sur Bayonne durant le haut Moyen Âge sont rares,, à l’exception de deux intrusions des Normands, l'une douteuse (844), l'autre bien attestée (892).

#### La vicomté de Labourd (1023) et le développement de la ville (XIesiècleet début duXIIesiècle)
La situation géographique de la localité, au carrefour du réseau fluvial orienté d’est en ouest et du réseau routier reliant l’Europe à la péninsule Ibérique du nord au sud, la prédisposait au double rôle de place forte et de port.
Lorsque la vicomté de Labourd est créée en 1023, Bayonne en devient la capitale.
L’histoire de Bayonne proprement dite se signale en 1056, lorsque Raymond II le Jeune, évêque de Bazas reçoit la mission de relever l’Église de Bayonne,.
La construction — sous l’autorité de Raymond III de Martres, évêque de Bayonne de 1122 à 1125, allié au vicomte Bertrand — de la cathédrale romane, antérieure à celle existant aujourd’hui, et celle du premier pont en bois sur l’Adour prolongeant le pont Mayou qui enjambe la Nive, inaugurent la grande époque de Bayonne. Depuis 1120 en effet, de nouveaux quartiers ont été créés sous la pression démographique. De cette époque date le développement des zones comprises entre la ville romaine du Grand Bayonne et la Nive tout d’abord, puis entre la Nive et l’Adour à l’origine de ce qui allait devenir le Petit Bayonne. Dans ce dernier quartier s'installent le couvent des Jacobins en 1225, et celui des Cordeliers vers 1247. En parallèle se développent la construction et des modifications successives des défenses de la cité, afin de protéger les nouveaux quartiers.
En 1130, le roi d'Aragon et de Navarre Alphonse Ier assiège la ville sans succès.

#### Dans l'Aquitaine des rois d'Angleterre (1154-1451)
Bayonne fait partie du duché d'Aquitaine (capitale : Bordeaux) à partir du Xe siècle. Or, au XIIe siècle, la duchesse Aliénor d'Aquitaine, après avoir épousé le roi de France, puis avoir été répudiée, épouse en 1152 Henri Plantagenêt, comte d'Anjou, comte du Maine et duc de Normandie, qui devient roi d'Angleterre en 1154. Bien que le duché d'Aquitaine reste un fief du royaume de France, il est fortement lié au destin du royaume d'Angleterre pendant les trois siècles suivants, jusqu'à sa reconquête à la fin de la guerre de Cent Ans (Bayonne est prise en 1451, Bordeaux en 1453).
Bayonne bénéficie de nombreux privilèges commerciaux. Les Bayonnais deviennent les transporteurs des vins de Bordeaux et d'autres produits du Sud-Ouest comme la résine, le jambon ou le pastel vers l'Angleterre.
Bayonne est aussi une base militaire importante. En 1177, Richard Cœur de Lion la sépare de la vicomté du Labourd dont la capitale est transférée à Ustaritz.
En 1215, Bayonne obtient de Jean sans Terre une charte communale qui l'émancipe des pouvoirs féodaux, l'année même où LE roi accorde la Grande Charte à la noblesse anglaise.
La publication en 1273 d’une coutume propre à la cité scelle pour les cinq siècles à venir la séparation entre Bayonne et le Labourd,.
L’économie bayonnaise de cette époque se distingue par la part de la construction navale et de l'industrie du bois (chêne, hêtre et châtaignier des Pyrénées, pin des Landes étant en surabondance[pas clair]. Elle se complète par l’activité maritime, qu’elle concerne des équipages pour la pêche à la baleine, la marine commerciale, ou, et il s’agissait souvent des mêmes à une époque où il était aisé de transformer tout navire de commerce en bâtiment de guerre, la marine royale anglaise,.

#### Prise de la ville par l'armée française (1451)
C'est Dunois, compagnon d'arme de Jeanne d'Arc en 1429-1430, qui prend la ville le 20 août 1451, « sans trop faire de victimes » grâce à l'intervention de l'évêque qui assure avoir vu « une grande croix blanche surmontée d'une couronne qui se transforme en fleur de lys dans les cieux », vision opportune pour dissuader les Bayonnais de résister aux troupes royales,.
La ville est tout de même frappée d’une indemnité de guerre de 40 000 écus d’or à payer en un an.

#### Bayonne sous Charles VII et Louis XI (1451-1481)

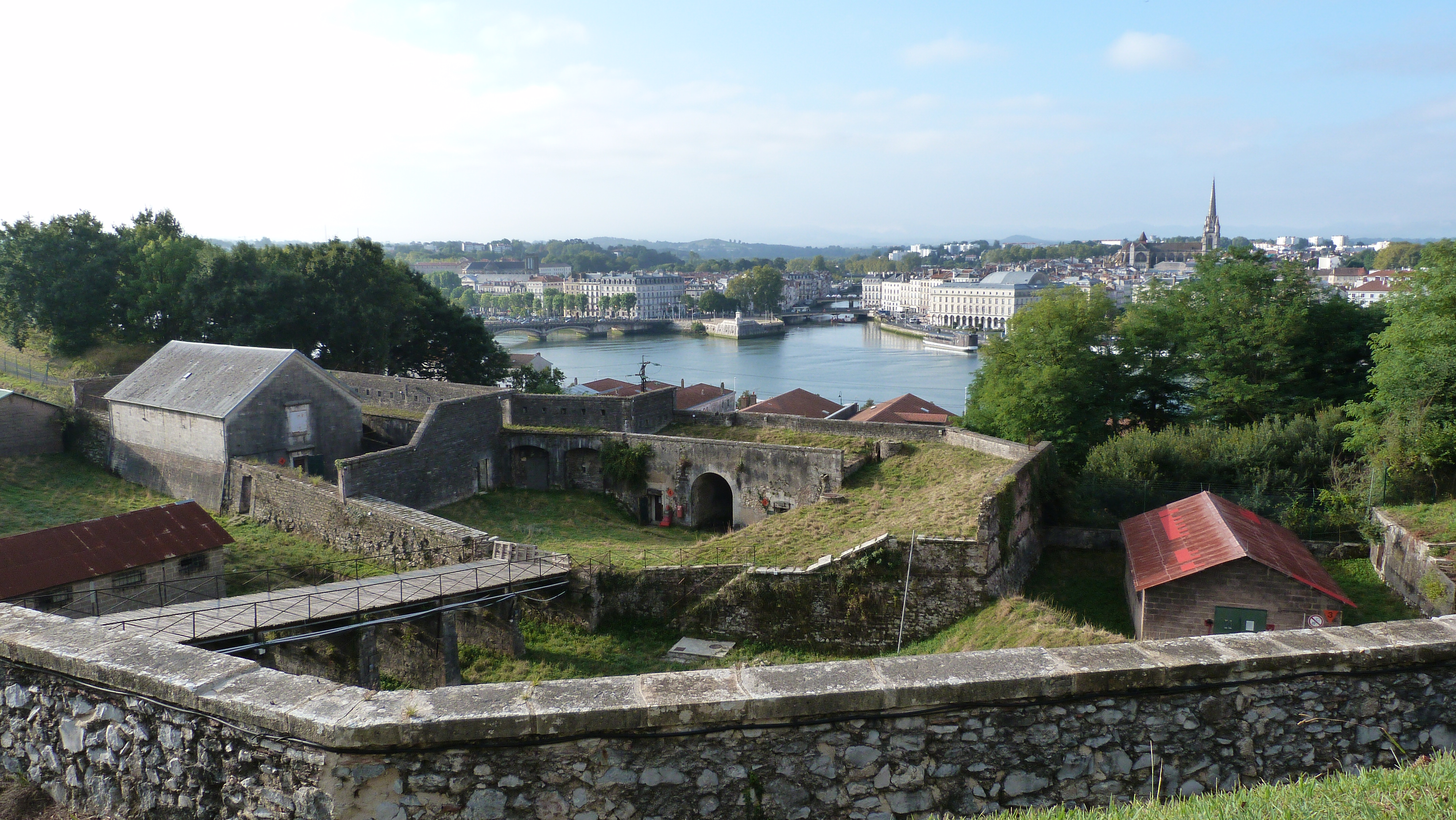
La place du Réduit, depuis la citadelle.

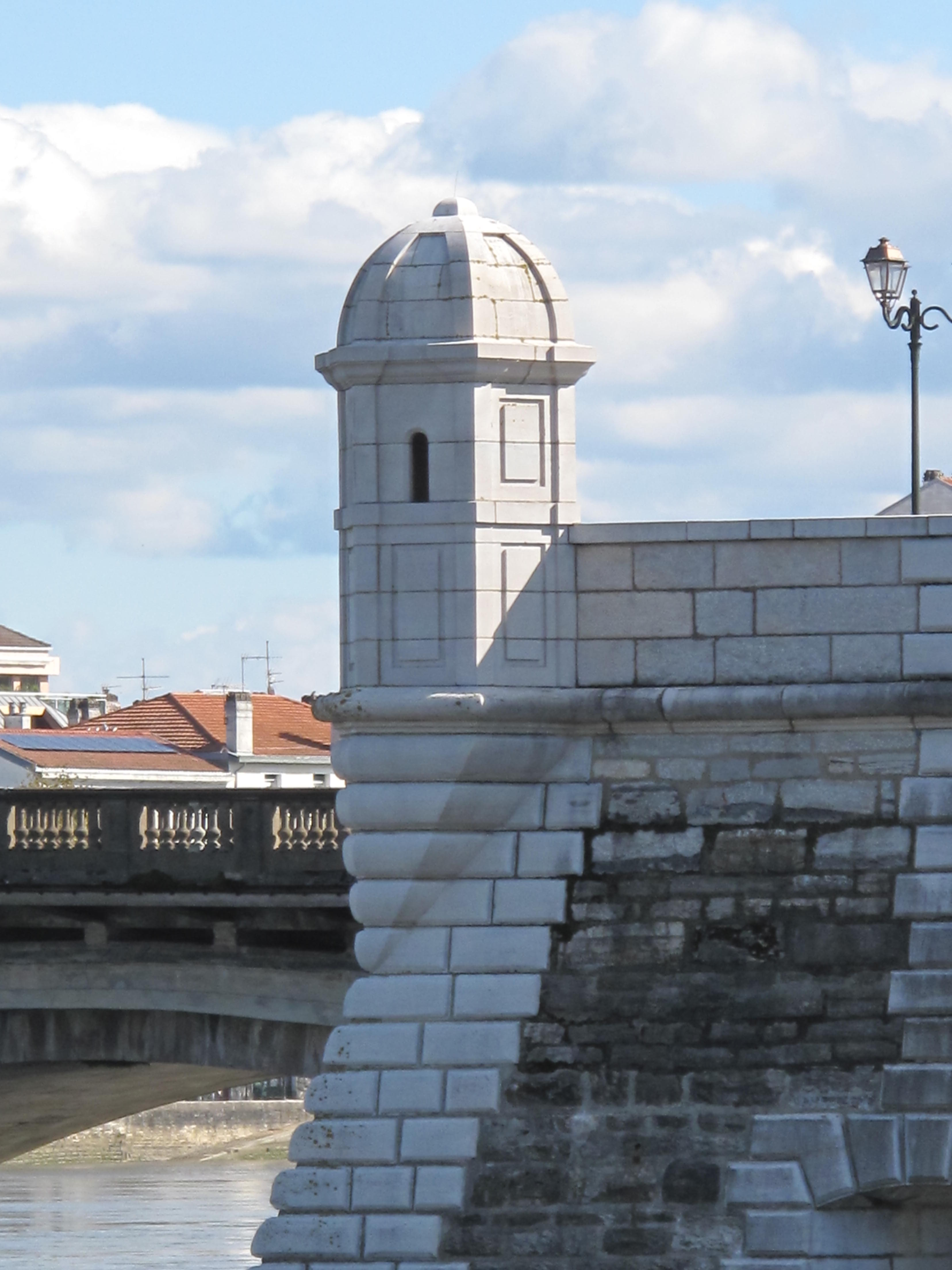
L’échauguette du Réduit, restaurée en 2005.

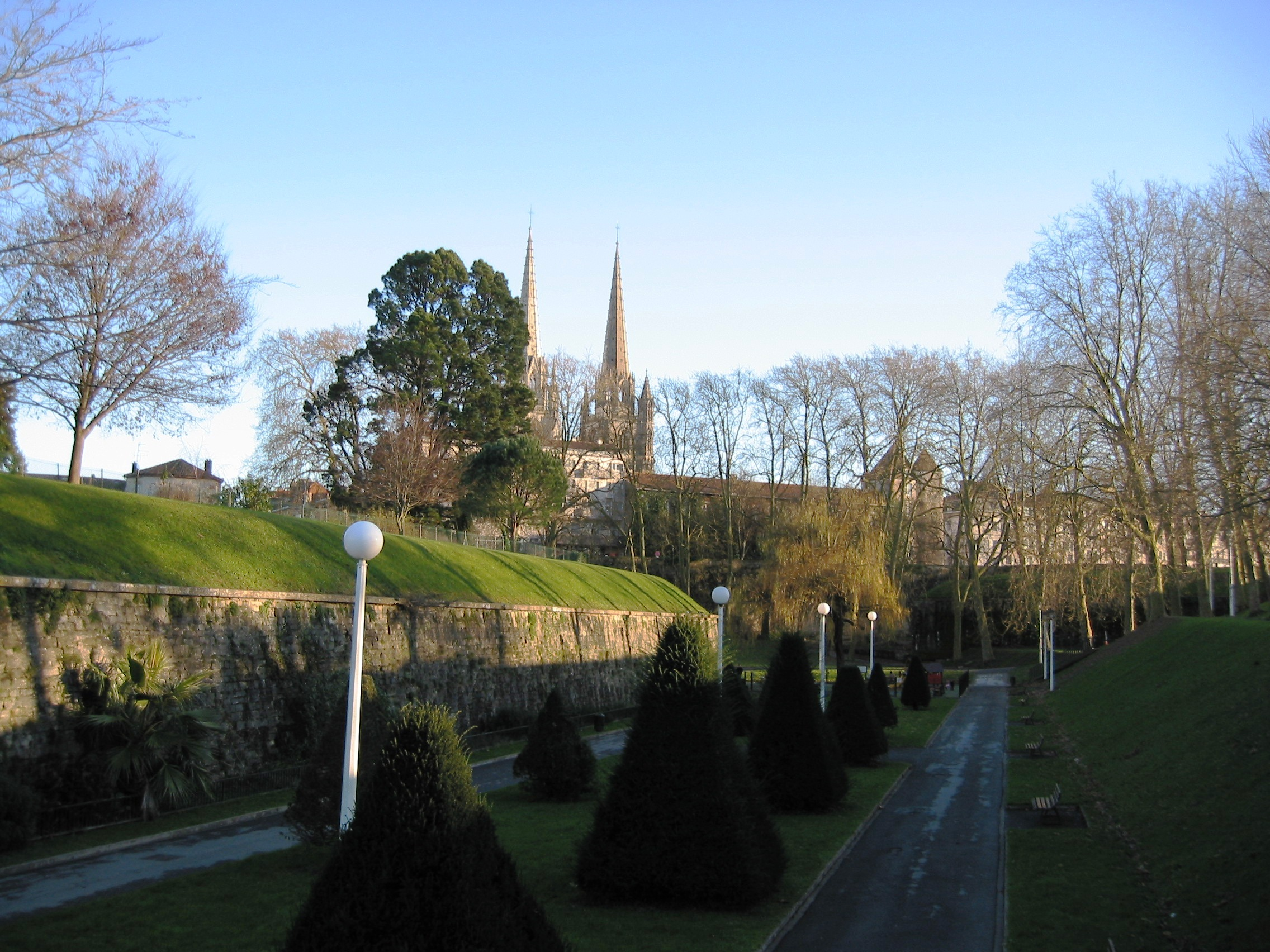
Les remparts de Bayonne.

Après la fin de la guerre de Cent Ans, les rois de France sont dans cette région directement au contact du royaume de Castille, qui contrôle le territoire du Guipuscoa. Bayonne devient une place forte importante et les fortifications sont renforcées.[Quand ?]
L'âge d'or de la ville s'achève à cette époque du fait d'une part du fait de la disparition des échanges commerciaux avec l’Angleterre mais aussi de l'ensablement du port de Bayonne provoquée par le déplacement du cours de l'Adour vers le nord.
En 1454, le roi Charles VII érige en circonscription judiciaire particulière la sénéchaussée des Lannes, simple subdivision de la Guyenne[pas clair] pendant la période anglaise. Le vaste ressort de cette sénéchaussée couvre Bayonne, Dax et Saint-Sever en ce qui concerne la justice civile. La juridiction criminelle reste de la compétence de l'échevinage de Bayonne. Au fil du temps, le « sénéchal d'épée » des Lannes, qui réside à Dax perd tout rôle autre que protocolaire. Le pouvoir réel est exercé par les « lieutenants généraux du sénéchal » de Bayonne, Dax et Saint-Sever.
En mai 1462, après avoir signé avec le roi d'Aragon Jean II le traité de Bayonne (qui concerne le Roussillon et la Cerdagne), le roi Louis XI autorise par lettres patentes la tenue à Bayonne de deux foires annuelles.
En juillet 1472, à la suite de la mort de son frère Charles, duc de Guyenne depuis 1469, Louis XI confirme les coutumes des habitants de Bayonne.

### Époque moderne

#### XVIesiècle
Au moment où l'Inquisition sévit dans la péninsule Ibérique, des Juifs, quittant l'Espagne et surtout le Portugal, s'installent à Saint-Esprit. Ils apportent avec eux le chocolat et la recette de sa préparation.
Le début du XVIe siècle en Labourd est marqué par l'apparition de la peste. La lecture des Registres permet de suivre son expansion. En juillet 1515, la ville de Bayonne fait « défense d'accueillir les gens des lieux pestiférés » et le 21 octobre, « l'on fait inhibition et défense à tous les manants et habitants de la présente cité […] d'aller en la paroisse de Bidart […] à cause de la contagion de la peste ». Le 11 avril 1518, la peste sévissant à Saint-Jean-de-Luz, la ville de Bayonne « fait inhibition et défense à tous les manants et habitants de la cité et autres étrangers d'aller entretenir des relations au lieu et paroisse de Saint-Jean-de-Luz où les gens sont morts de la peste ». Le 11 novembre 1518, la peste est présente à Bayonne, au point que le Conseil de ville s'installe en 1519 au quartier de Brindos (Berindos à l'époque) à Anglet.
En 1523, au début de la sixième guerre d'Italie, qui oppose François Ier à Charles Quint, empereur, chef de la maison de Habsbourg, roi de Castille et d'Aragon, le maréchal de Lautrec force, par une résistance héroïque, les troupes espagnoles de Philibert de Chalon, à lever le siège de Bayonne. C’est au Château-Vieux qu’est rassemblée la rançon demandée pour la libération de François Ier, fait prisonnier après la défaite de Pavie, en 1525.
En 1565, pendant le Grand tour de France de Charles IX, une rencontre, appelée entrevue de Bayonne, a lieu entre Catherine de Médicis, mère de Charles IX, et sa fille Elisabeth, épouse du roi d'Espagne Philippe II (fils de Charles Quint). Elisabeth est amenée à Bayonne par un  représentant du roi d'Espagne, Ferdinand Alvare de Tolède, duc d'Albe, qui profite de cette occasion pour négocier avec Catherine de Médicis, notamment au sujet de sa politique vis-à-vis des protestants.
À l’époque des guerres de religion (1562-1598), Bayonne semble relativement épargnée[pas clair] par le conflit entre catholiques et protestants. La main de fer des dirigeants de la ville ne semble pas y être étrangère. En effet, ces derniers n’ont jamais hésité à utiliser sanctions pénales et violence pour faire régner l’ordre au nom du « bien public ». Deux frères, Saubat et Johannes Sorhaindo, tous deux lieutenants du maire de Bayonne dans la seconde moitié du XVIe siècle, incarnent parfaitement cette période. Ils ont souvent hésité entre catholicisme et protestantisme, mais ont toujours voulu assurer l’unité et le prestige de la ville.
La fonction de gouverneur de  Bayonne, place frontalière et maritime d'importance stratégique, est, à partir du XVIe siècle, héréditaire dans la maison de Gramont : le gouverneur, appartenant à la noblesse de cour, n'y fait que des séjours épisodiques en temps de paix et confie l'administration à un lieutenant de roi mais il est souvent présent pendant les guerres franco-espagnoles, d'autant qu'il cumule ses fonctions à Bayonne avec celle de gouverneur de Béarn et de Basse-Navarre et souverain de la petite principauté de Bidache.
Au XVIe siècle, les ingénieurs du roi, sous la direction de Louis de Foix, sont dépêchés sur place pour réaménager le cours de l'Adour et creuser un estuaire pour fixer son lit. Le fleuve débouque au droit de l’océan le 28 octobre 1578. Le port de Bayonne reprend alors une plus grande activité. La pêche à la morue et à la baleine assurent la richesse des pêcheurs et des armateurs.

#### XVIIesiècle
De 1611 à 1612, le principal du collège de Bayonne est Cornélis Jansen dit Jansenius (1585-1638), futur évêque d’Ypres (1636-1638), initiateur du courant janséniste dans l'Église catholique. Ainsi Bayonne est-elle un moment le lieu d'élaboration du mouvement qui va ensuite fortement agiter le règne de Louis XIV,.
Au cours des révoltes sporadiques qui agitent les campagnes françaises du milieu du XVIIe siècle, les paysans des alentours de Bayonne se trouvant à court de poudre et de munitions, inventent une arme nouvelle : ils fichent leurs couteaux de chasse dans les canons de leurs mousquets, confectionnant ainsi des lances improvisées, que par la suite on va appeler baïonnettes.
Vauban (1633-1707), chargé par Louis XIV de fortifier la ville, ainsi que de nombreuses places fortes du royaume, lui adjoint une citadelle bâtie sur une éminence surplombant le quartier de San Espirit deou Cap do Pount[pas clair].

Le Réduit, système de fortifications détruit au début du XXe siècle, vu depuis le quai de l'Amiral-Lesseps.

#### XVIIIesiècle: commerce colonial et traite négrière
Au XVIIIe siècle, le port de Bayonne atteint son apogée devenant le huitième port français. Une chambre de commerce est fondée en 1726. Les échanges avec l'Espagne, la Hollande, les Antilles, la pêche à la morue sur les bancs de Terre-Neuve, les chantiers de construction navale entretiennent une grande activité dans le port.

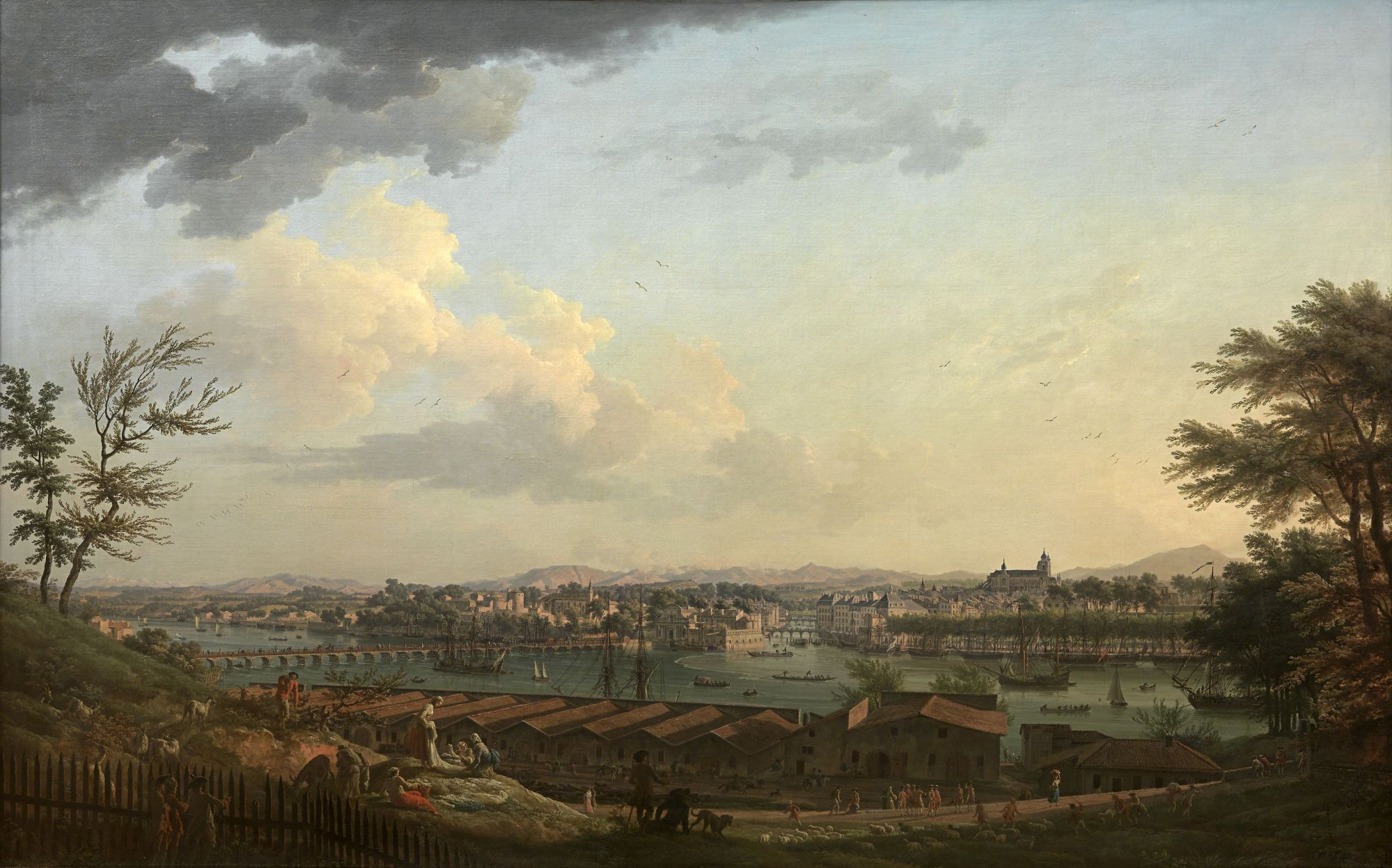
Vue de Bayonne en 1760.

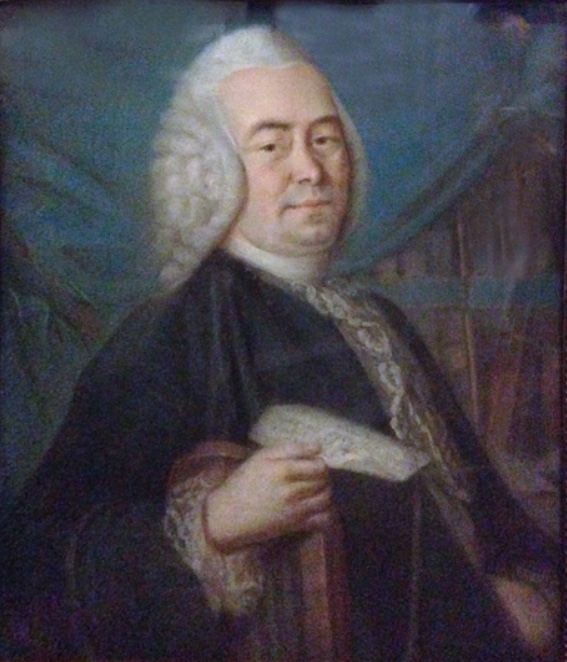
Jean-Joseph de Laborde, esclavagiste béarnais installé à Bayonne.

Au cours des XVIIIe et XIXe siècles, le port de Bayonne participe aussi à la traite négrière. Ce trafic est moindre que dans les autres ports de la façade atlantique (Nantes, Bordeaux, La Rochelle), mais on dénombre (de 1742 à 1826) dix-sept expéditions au départ de Bayonne, ce qui représente environ 5 000 captifs africains déportés vers les Antilles (notamment à Saint-Domingue, la principale colonie française d'Amérique tropicale à cette époque). L'importance du port de Bayonne dans le commerce colonial français permet aux négociants locaux de s'enrichir du trafic des denrées produites par les esclaves dans les plantations (en premier lieu le sucre).
Parallèlement, les chantiers navals de Bayonne construisent des navires pour les armateurs bordelais (l'historien bayonnais Mixel Estaban parle de 1 500 navires livrés à Bordeaux). Enfin, un grand nombre de Basques et de Béarnais partent s'installer comme colons auxAntilles, avec une réussite variable. Si certains font fortune en devenant propriétaires esclavagistes[Qui ?], d'autres travaillent comme ouvriers agricoles, dans des conditions à peine moins précaires que celles des esclaves[pas clair].
Dès le XVIIIe siècle, l'esclavage et la traite négrières suscitent des oppositions. La ville compte d'éminents abolitionnistes, comme les frères Dominique et Joseph Garat. En 1793, sous la première République, Étienne Polverel, qui a été quelques années avocat à Bayonne, abolitionniste convaincu, est nommé « commissaire de la République à Saint-Domingue » , en proie depuis 1791 à une révolte des esclaves. Il décide l'abolition de l'esclavage à Saint-Domingue, mesure qui est entérinée par la Convention nationale par un décret du 29 août 1793 (l'abolition est étendue à toutes les colonies par le décret du 4 février 1794).

### Période de la Révolution et de l'Empire (1789-1815)

#### Débuts de la Révolution française (1789-1792)
Lors des élections aux États généraux de 1789 (les premiers réunis depuis 1614), pour la sénéchaussée des Lannes (4 députés), aucune personnalité de Bayonne n'est choisie (voir la liste des députés aux États généraux de 1789).
L'Assemblée nationale constituante, avatar des États généraux à partir du 9 juillet 1789, prend plusieurs décisions qui mettent fin à l'Ancien Régime : suppression des privilèges, personnels et collectifs (4 août 1789), égalité des Français devant la loi (25 août), institution des communes et des départements (janvier 1790) : la ville de Bayonne devient une commune du département des Basses-Pyrénées, chef-lieu de canton, mais incluse dans le district d'Ustaritz.
La constitution civile du clergé (août 1790) établit un seul diocèse catholique par département, alors que les Basses-Pyrénées ont sur leur territoire trois sièges épiscopaux traditionnels : Bayonne, Lescar et Oloron.

#### Période de la première République (1792-1799)
Après la chute de Louis XVI (10 août 1792) et le passage à la République (21 septembre), Bayonne est renommée « Port-de-la-Montagne ».
Le quartier de Saint-Esprit, situé sur la rive droite de l'Adour, est séparé de la commune et d'abord renommé « Jean-Jacques Rousseau », devient une commune du département des Landes, qui sera réintégré à Bayonne le 1er juin 1857.

#### Période napoléonienne (1799-1815)
Après l'arrivée au pouvoir de Napoléon Bonaparte (novembre 1799), Bayonne devient le chef-lieu d'un des cinq arrondissements créés dans les Basses-Pyrénées en 1800 (dont deux ont disparu en 1926 : Mauléon et Orthez), c'est-à-dire le siège d'une sous-préfecture.
Le concordat signé avec le pape en 1801, après huit ans de déchristianisation révolutionnaire, établit Bayonne, et non pas Pau, comme siège épiscopal des Basses-Pyrénées. L'évêque de Bayonne est aussi chargé à cette date des paroisses des Landes et des Hautes-Pyrénées (jusqu'en 1822).
En 1808, année où commence la guerre de Napoléon en Espagne, c'est au château de Marracq qu'est signé, sous « l'amicale pression » de l'empereur, l'acte d'abdication du roi d'Espagne Charles IV en faveur de Napoléon et qu'est promulguée la première constitution espagnole, dite « constitution de Bayonne ».
Le commerce, richesse de la ville au XVIIIe siècle, souffre considérablement durant cette période, notamment en raison des conflits avec l'Espagne, partenaire commercial historique de la région.
En 1814, alors que l'armée française bat en retraite sur tous les fronts, a lieu le siège de Bayonne par la coalition anglo-espagnole commandée par Wellington. Ce siège aboutit à la reddition des troupes françaises du maréchal Soult le 5 mai 1814 (Napoléon ayant abdiqué le 12 avril à Fontainebleau).

### Époque contemporaine

#### Chemin de fer et développement industriel

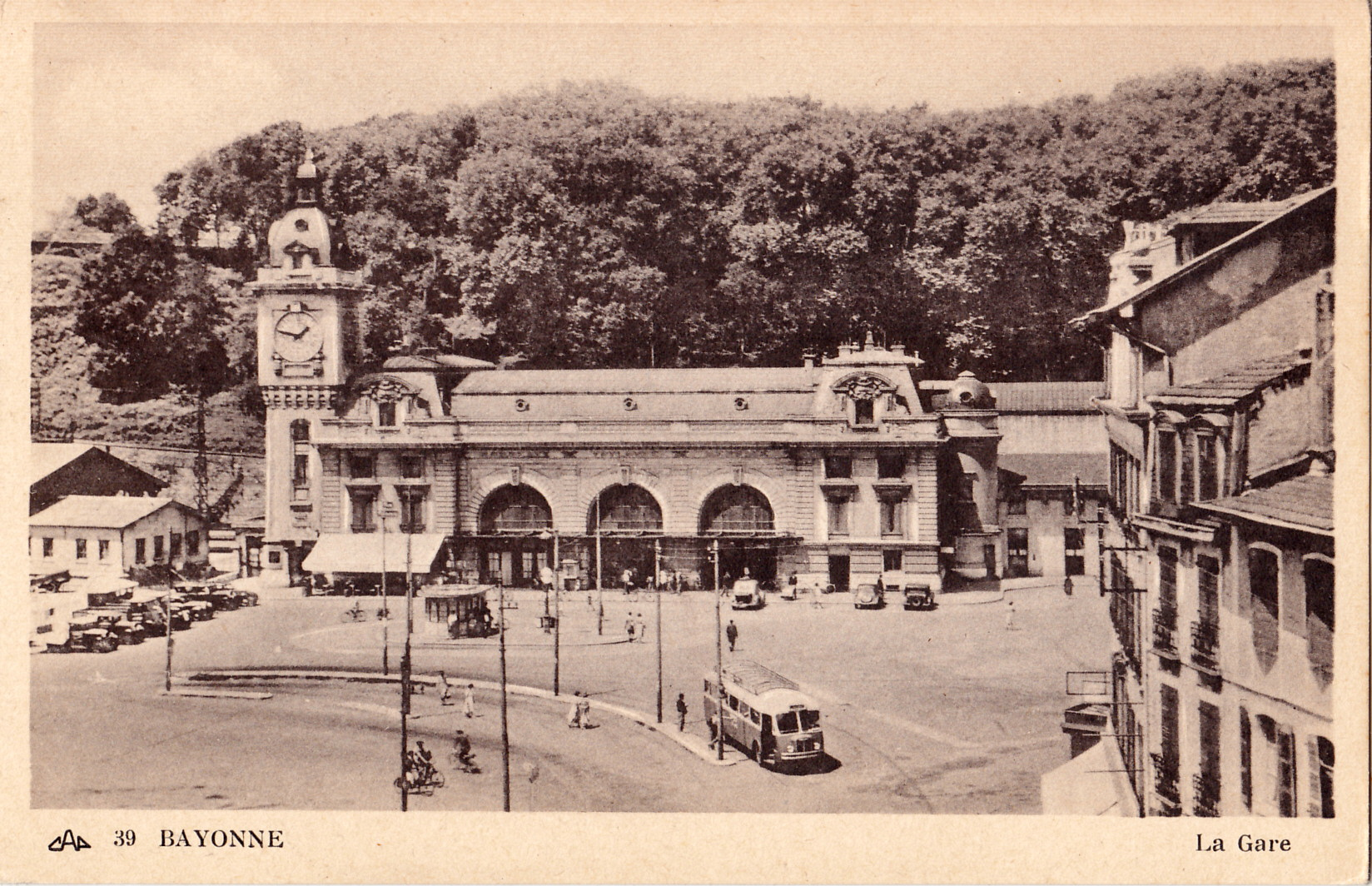
La seconde gare de Bayonne, photographiée ici dans les années 1930.

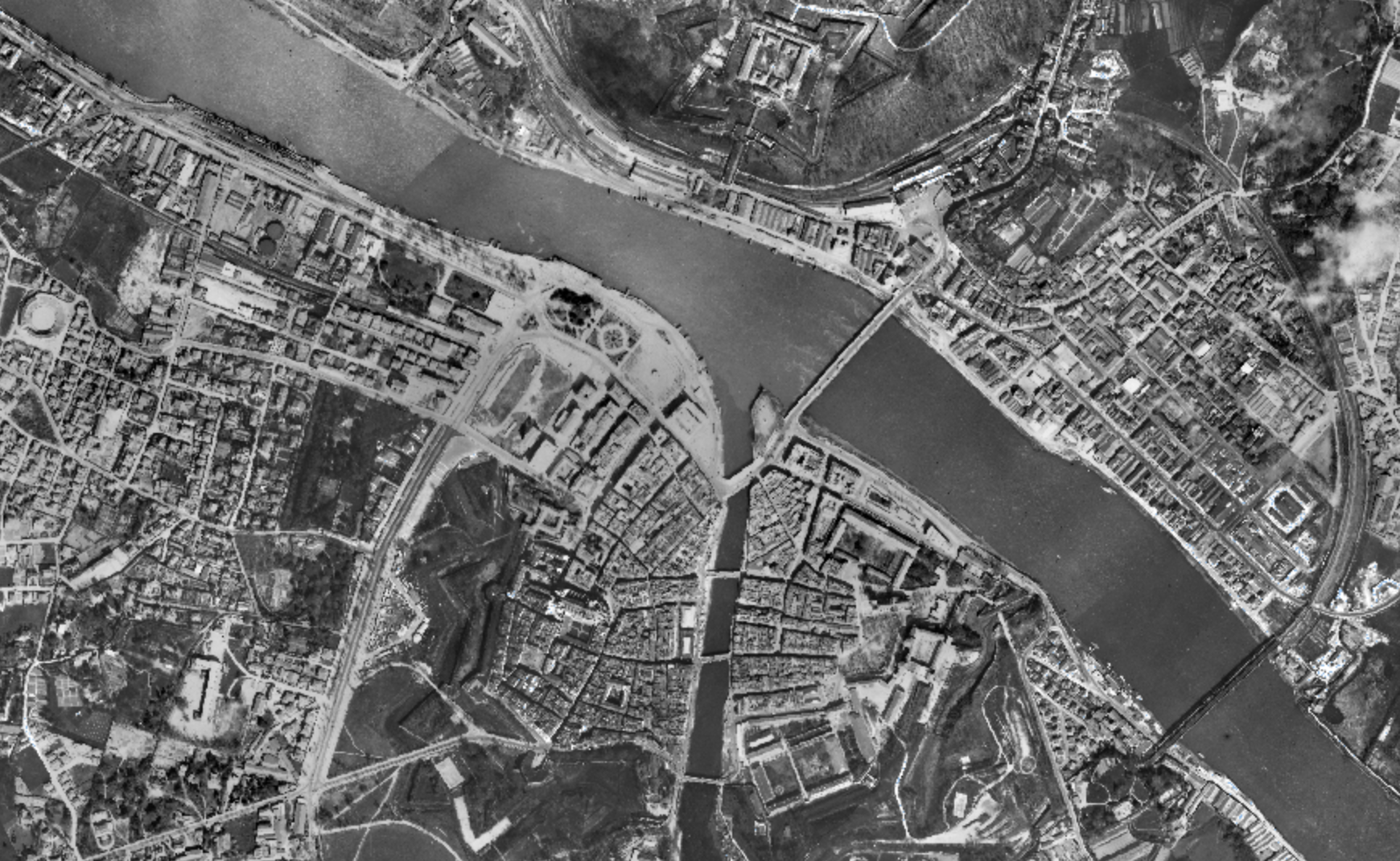
Photographie aérienne du centre en 1935.

Dans les années 1850, le chemin de fer met Bayonne en liaison avec Paris, grâce à la construction de la ligne Bordeaux-Irun par la Compagnie du Midi. Le tronçon Dax-Bayonne est achevé en 1855. La gare de Bayonne est construite dans la commune de Saint-Esprit, landaise depuis 1792, qui redevient bayuonnaise en 1857 51er juin°.
Cela permet le développement du tourisme à Biarritz. Bayonne se tourne plutôt vers la sidérurgie avec les forges de l'Adour. Le port prend alors une allure industrielle[pas clair] mais son lent déclin semble inexorable en ce XIXe siècle. La découverte du gisement de Lacq lui redonne un certain dynamisme. Les années 1860 voient l'achèvement du tronçon Bayonne-Irun (1864) et de la ligne Toulouse-Bayonne, construite de 1861 à 1867.
La ville se dote de trois lignes de chemin de fer secondaire qui la relient à Biarritz au début du XXe siècle. La ligne la plus directe, celle du tramway Bayonne-Lycée–Biarritz, est exploitée de 1888 à 1948. D’autre part, une ligne située plus au nord dessert Anglet, par l’exploitation du chemin de fer Bayonne-Anglet-Biarritz de 1877 et 1953. Enfin une ligne suivant l'Adour jusqu'à son embouchure, puis la côte de l'océan Atlantique par la barre à Anglet, est exploitée par les VFDM réseau basque de 1919 à 1948.

#### Vie politique de 1815 à 1914
En 1856, sous le règne de Napoléon III, est conclu à Bayonne un traité frontalier avec l'Espagne (2 décembre). Ce traité règle un certain nombre de problèmes entre les deux pays, de l'embouchure de la Bidassoa à la limite entre la Navarre et l'Aragon. C'est ce traité qui formalise notamment le Pays Quint, au sud des Aldudes : un territoire espagnol sur le plan politico-militaire (Garde civile) sous administration économique de la France (Poste, aujourd'hui distribution d'électricité).

#### Première Guerre mondiale (1914-1918)
Les Bayonnais mobilisables à partir du 3 août 1914 participent à la première Guerre mondiale principalement dans le 49e régiment d'infanterie et dans son unité de réserve, le 249e régiment d'infanterie qui sont engagés notamment au Chemin des Dames en 1917, plus particulièrement sur le plateau de Craonne.
Pas moins de 700 Bayonnais meurent pour la Patrie durant ce conflit,.
Un centre d’engagement pour volontaires étrangers est créé en août 1914. De nombreuses nationalités y sont représentées, en particulier des Espagnols, des Portugais, des Tchèques et des Polonais,. Un centre de formation est créé pour ces volontaires ; les Polonais forment ensuite une unité appelée Légion des Bayonnais (Legion Bajończyków)

#### Entre-deux-guerres: l'affaire Stavisky
Le matin du 23 décembre 1933, le sous-préfet Anthelme reçoit Gustave Tissier, directeur du Crédit municipal de Bayonne. Il répond ainsi — avec un peu d’étonnement — à sa demande pressante d’entretien. Quelle n’est pas sa surprise de voir l’homme lui déballer ce qui devient l’escroquerie du siècle. 

« Tissier, directeur du Crédit Municipal, a été arrêté et écroué à la maison d’arrêt, sous l’inculpation de faux, d’usage de faux et de détournement de deniers publics. Il a été émis pour plusieurs milliers de faux bons de Crédit Municipal […]. »

 C’est le début de l’affaire Stavisky qui, de scandales en crises politiques, aboutit à l’émeute parisienne du 6 février 1934,.

#### Seconde Guerre mondiale (1939-1945)
Durant la Seconde Guerre mondiale, Bayonne est occupée du 27 juin 1940 au 23 août 1944 par la troisième division blindée SS (Totenkopf).
Dans la nuit du 4 au 5 avril 1942, Bayonne est le théâtre de l’opération Myrmidon, tentative de débarquement franco-britannique.
Le 21 août 1944, après avoir fait sauter une vingtaine de navires dans le port, les troupes allemandes se retirent. Le 22, un dernier convoi de cinq véhicules traverse la ville, transportant des agents de la Gestapo et de la Feldgendarmerie. Un ou plusieurs d'entre eux tirent au pistolet-mitrailleur en passant près de la gare, tuant trois personnes,.
Le 23 août est installée une « délégation municipale spéciale » par le nouveau sous-préfet, Guy Lamassoure, représentant le gouvernement provisoire de la République française, proclamé à Alger au mois de juin 1944 et présidé par le général de Gaulle.

#### Après-guerre (de 1945 à nos jours)
En 2014, est inaugurée la première mosquée de la ville. Elle subit deux attaques antimusulmanes en 2015 et en 2017,.
Le 29 octobre 2019, un ancien candidat du Front national, qui s'était déjà fait remarquer pour des propos racistes et xénophobes, tente d'y mettre le feu, avant de tirer sur deux croyants septuagénaires, qui sont grièvement blessés.

## Politique et administration
Bayonne est le chef-lieu de l’un des trois arrondissements du département des Pyrénées-Atlantiques.

### Rattachements administratifs et électoraux

#### Rattachements administratifs
La commune est depuis 1801 le chef-lieu de l'arrondissement de Bayonne du département des Pyrénées-Atlantiques.
À compter du décret du 22 décembre 1789, Bayonne est le chef-lieu de deux cantons, celui de Bayonne-Nord-Est, qui regroupe une partie de localité de Bayonne, ainsi que Boucau, Saint-Pierre-d'Irube, Lahonce, Mouguerre et Urcuit, et celui de Bayonne-Nord-Ouest, qui rassemble la partie complémentaire de Bayonne, à laquelle s’ajoutent Anglet, Arcangues et Bassussarry.
Une première refonte des cantons a lieu en 1973, qui distingue Bayonne-Nord de Bayonne-Est et de Bayonne-Ouest, tout en demeurant sur le même périmètre géographique. La configuration qui intervient en 1982, est essentiellement centrée sur Bayonne. Et, hormis le canton de Bayonne-Nord, qui inclut également Boucau, les cantons de Bayonne-Est et de Bayonne-Ouest ne s’écartent plus de la limite territoriale communale. Dans le cadre du redécoupage cantonal de 2014 en France, cette circonscription administrative territoriale a disparu, et le canton n'est plus qu'une circonscription électorale.

#### Rattachements électoraux
Pour les élections départementales, la commune  est depuis 2014 le bureau centralisateur de trois nouveaux cantons : ceux de Bayonne-1 — complété d’une partie du territoire d’Anglet —, de Bayonne-2 — qui comprend également Boucau — et de Bayonne-3.
Pour l'élection des députés, elle fait partie de la cinquième circonscription des Pyrénées-Atlantiques.

### Intercommunalité
Bayonne était le siège de la communauté d'agglomération dénommée Agglomération Côte Basque-Adour, un établissement public de coopération intercommunale (EPCI) à fiscalité propre créé fin 1999 et auquel la commune avait transféré un certain nombre de ses compétences, dans les conditions déterminées par le code général des collectivités territoriales. Cette intercommunalité succédait au district Bayonne-Anglet-Biarritz créé en 1972.
Dans le cadre des dispositions de la loi portant nouvelle organisation territoriale de la République du 7 août 2015, qui prévoit que les établissements publics de coopération intercommunale (EPCI) à fiscalité propre doivent avoir un minimum de 15 000 habitants, cette intercommunalité a fusionné avec ses voisines pour former, le 1er janvier 2017, la communauté d'agglomération du Pays Basque dont Bayonne est le siège. Cette intercommunalité sésulte de la fusion des diverses intercommunalités du Pays Basque
Bayonne adhère, en outre, à l'Eurocité basque Bayonne - San Sebastián, qui est un groupement européen d'intérêt économique (GEIE), créé en 1993, et dont le siège se situe à Saint-Sébastien,.

### Politique environnementale
Lors des élections municipales de 2020, la liste élue a signé le Pacte de Métamorphose de Bizi! qui engage les signataires à agir pour la transition dans les domaines de la mobilité, de l'alimentation, de l'habitat, de l'énergie et de l'économie locale et circulaire. À l'issue du rapport de suivi 2021, la commune s'est vu attribuer un score de métamorphose de 1,1 sur 4 et lors du rapport de mi-mandat en 2023, le score était de 1,4 sur 4.

### Tendances politiques et résultats
Bayonne présente un profil politique contrasté, privilégiant les candidats de gauche aux élections présidentielles et aux élections régionales mais plébiscitant les candidats de droite aux élections législatives (à l’exception de l’élection de 2012) et municipales. Les électeurs ont également plus voté pour les candidats de gauche que le reste du département lors des dernières élections régionales (50,77 % pour Alain Rousset dans les Pyrénées-Atlantiques contre 53,67 % à Bayonne) et européennes.

#### Élections municipales les plus récentes

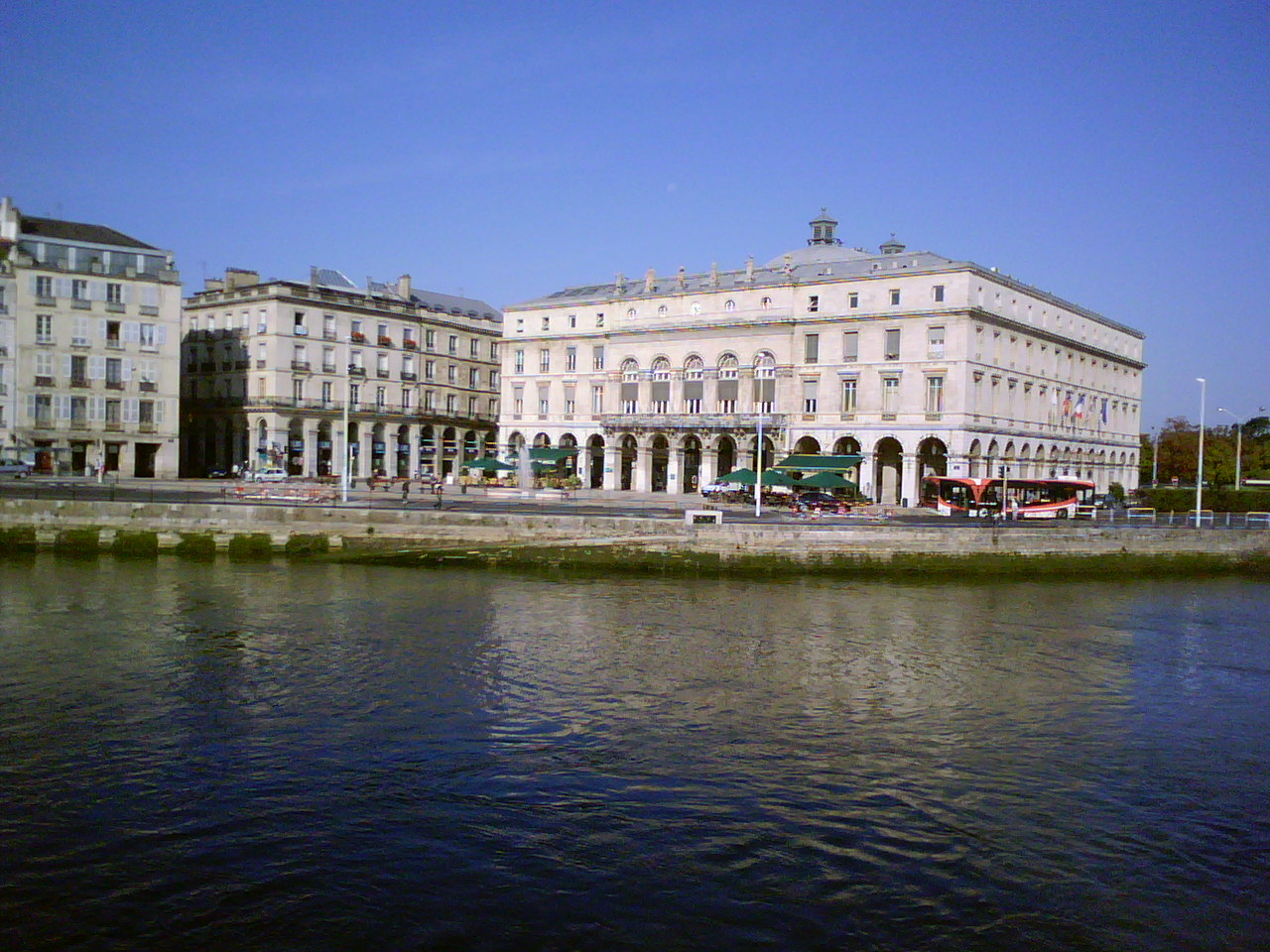
L'hôtel de ville de Bayonne.

Aux élections municipales de 2008, le taux de participation est de 56,80 %. La liste de Jean Grenet, Union pour Bayonne rassemble 44,23 % des suffrages au second tour et obtient 29 sièges.
Au second tour des élections municipales de 2014 dans les Pyrénées-Atlantiques
, la liste UMP-UDI menée par Jean-René Etchegaray — qui bénéficie de la fusion de la liste du 1er tour UMP diss. menée par Sylvie Durruty et du soutien de l'ancien maire, qui ne se représente pas — obtient la majorité des suffrages exprimés, avec 70 595 voix (45,37 %, 32 conseillers municipaux élus dont  9 communautaires, devançant de 26 voix celle PS menée par Henri Etcheto, qui a recueilli 7 569 voix (45,22 %, 9 conseillers municipaux élus dont 2 communautaires). 
La troisième liste, DVG, menée par Jean-Claude Iriart  obtient 1 574 voix (9,40 %, 2 conseillers municipaux élus), lors d'un scrutin où 40,78 % des électeurs se sont abstenus.
Au second tour des élections municipales de 2020 dans les Pyrénées-Atlantiques, la liste UDI - LR - LREM - MoDem - PNV menée par le maire sortant obtient la majorité absolue des suffrages exprimés, avec 7 252 voix (53,81 %, 35 conseillers municipaux élus dont 17 communautaires), devançant la liste PS - Bayonne Écologie - PCF - PP menée par Henri Etcheto — qui bénéficiait de la fusion de la liste du 1er tour G·s - DVG menée par Mathieu Bergé —, qui a recueilli 6 225 voix (46,18 %, 10 conseillers municipaux élus dont 5 communautaires).
Lors de ce scrutin marqué par la pandémie de Covid-19 en France, 56,57 % des électeurs se sont abstenus.

### Liste des maires

#### Ancien Régime
La famille de Gramont a fourni des capitaines puis des gouverneurs à Bayonne de 1472 à 1789, ainsi que des maires, charge qui devient héréditaire à partir du 28 janvier 1590, par concession d’Henri IV à Antoine II de Gramont. Ils résident dès le XVe siècle au Château-Neuf, puis au Château-Vieux à partir de la fin du XVIe siècle, :
- Roger de Gramont, (1444-1519), seigneur de Gramont, baron de Haux, sénéchal de Guyenne, maire héréditaire de Bayonne. Il est conseiller et chambellan de Louis XI en 1472, puis de Charles VIII en 1483[151]. Il est ambassadeur de Louis XII à Rome en 1502. Il devient gouverneur de Bayonne et de ses châteaux le 26 février 1487[151]. Il meurt de la peste en 1519[151] ;
- Jean II de Gramont, seigneur de Gramont, maire et capitaine de Bayonne depuis le 18 mars 1523[151]. Le 15 septembre 1523, lieutenant de la compagnie du maréchal de Lautrec, il secourt Bayonne assiégée par les forces de Charles Quint, sous le commandement du prince d’Orange[151]. Il meurt durant les guerres d'Italie ;
- Antoine 1er de Gramont, né en 1526, est nommé à l’âge de neuf ans (1535) maire et capitaine de Bayonne[151]. En 1571, Il charge Louis de Foix de l'aménagement de l’embouchure de l’Adour, en même temps que des fortifications de la ville ;
- Antoine II de Gramont (1572-1644), comte de Gramont, de Guiche et de Toulonjon, vicomte puis comte de Louvigny, souverain de Bidache, vicomte d'Aster, seigneur puis baron de Lescun. Il est duc à brevet en 1643, non vérifié auprès du Parlement. Le 28 janvier 1590, Henri IV lui concède, ainsi qu’à ses descendants, la charge de maire perpétuel de Bayonne[151]. Il le fait ensuite vice-roi de Navarre. En 1595, Antoine II de Gramont charge Jean Errard (1599), puis Louis de Millet (1612) de renforcer les défenses de la ville ;
- Antoine III de Gramont-Touloujon (1604-1678), comte puis, en 1648, duc de Gramont, prince de Bidache, comte de Guiche de Toulonjon, de Louvigny, vicomte d'Astern, baron d'Andouins et d'Hagetmau et seigneur de Lesparre, pair de France en 1648, maréchal de France en 1641. Ambassadeur de Louis XIV, il sollicite en 1660 la main de l’infante Marie-Thérèse. Le roi lui donne procuration pour le représenter au mariage célébré à Madrid. C’est encore lui qui accueille à Bayonne, Louis XIV, Anne d’Autriche, Mazarin et le reste de la Cour, même si le mariage est finalement célébré à Saint-Jean-de-Luz[151]. Il meurt le 12 juillet 1678 au Château-Vieux ;
- Antoine IV Charles de Gramont (1641-1720), duc de Gramont, prince de Bidache, comte de Guiche, de Louvigny, vicomte d'Aster, baron d'Andouins et d'Hagetmau et seigneur de Lesparre, pair de France, vice-roi de Navarre. En 1689, il suit les travaux de fortification entrepris par Vauban à Bayonne, où il demeure de 1706 à 1712[151]. Il soutient Philippe V durant la guerre de succession d'Espagne, faisant, de Bayonne, parvenir à ses troupes, armement, renforts et subsides. En représailles, les adversaires de Philippe V organisent deux attentats en 1707 — dont l’un au Château-Vieux — dont Antoine IV sort indemne[151].

#### Depuis la Révolution française
Depuis 1944, sept maires se sont succédé :
| Période      | Période                       | Identité             | Étiquette                       | Qualité |
| ------------ | ----------------------------- | -------------------- | ------------------------------- | --- |
| 1944         | 1945                          | Jean Labourdique     |                                 | |
| 1945         | 1947                          | Jean-Pierre Brana    |                                 | Commandeur de la Légion d'Honneur. |
| octobre 1947 | mai 1958                      | Maurice Delay        | Rad.                            | Chirurgien Conseiller général du canton de Bayonne Nord-Est (1949 → 1955) Démissionnaire |
| juin 1958    | mars 1959                     | Georges Forsans      | Rad.                            | |
| mars 1959    | janvier 1995                  | Henri Grenet         | Rad. puis UDF                   | Chirurgien Député des Pyrénées-Atlantiques (4e circ.) (1962 → 1967) Conseiller général de Bayonne Nord-Est (1961 → 1973) Conseiller général de Bayonne-Est (1973 → 1992) Président du conseil général des Pyrénées-Atlantiques (1985 → 1992) Président du district Bayonne-Anglet-Biarritz (1972 → 1995) Démissionnaire |
| février 1995 | avril 2014                    | Jean Grenet          | UDF puis UMP-PR DR DVD puis UDI | Chirurgien, fils d'Henri Grenet Député des Pyrénées-Atlantiques (5e circ. (1995 → 1997 puis 2002 → 2012) Conseiller régional d'Aquitaine (1998 → 2002) Conseiller général de Bayonne-Est (1992 → 1995) Président de l'Agglomération Côte Basque-Adour (2008 → 2014)                                                     |
| avril 2014   | En cours (au 20 juillet 2023) | Jean-René Etchegaray | UDI-RE                          | Avocat, ancien bâtonnier de l'ordre des avocats du barreau de Bayonne Président de la Communauté du Pays Basque (2017 → ) Réélu pour le mandat 2020-2026 |

### Jumelages
| Ville | Ville                     | Pays | Pays       | Période                    |
| ----- | ------------------------- | ---- | ---------- | -------------------------- |
|       | Ascoli Piceno             |      | Italie     | depuis 2008                |
|       | Bayonne                   |      | États-Unis | depuis 1970                |
|       | Daytona Beach             |      | États-Unis | depuis 1998                |
|       | dème d'Hydra              |      | Grèce      | depuis 2008                |
|       | Faro                      |      | Portugal   | depuis 2008                |
|       | Kajaani                   |      | Finlande   | depuis 2008                |
|       | L'Hospitalet de Llobregat |      | Espagne    | depuis 2008                |
|       | Nyíregyháza               |      | Hongrie    | depuis 2008                |
|       | Pampelune                 |      | Espagne    | depuis 1970                |
|       | Satu Mare                 |      | Roumanie   | depuis 2008                |
|       | Veliko Tarnovo            |      | Bulgarie   | depuis le 12 décembre 2005 |

## Équipements et services publics

### Eau et déchets

#### Eau et assainissement
La gestion de l’eau pour près de 15 000 abonnés est assurée depuis 1924 par la Régie des eaux de Bayonne, un service dépendant de la municipalité,. Le captage d’eau souterraine d’une source située à Itxassou, le Laxia, affluent de la Nive, assure 60 % des besoins en eau potable, les 40 % restants étant fournis par d'autres captages d’eaux souterraines effectués dans le massif de l’Ursuya.
L’ensemble du réseau représente 260 km de conduites en fonte. Quatre sites de stockage assurent une réserve correspondant à une journée et demie de consommation intensive.

#### Déchets ménagers
La collecte des déchets sur le territoire de la commune est assurée par la communauté d'agglomération, le traitement étant quant à lui pris en charge par le syndicat mixte Bil Ta Garbi. Le service propreté de la ville de Bayonne comprend près de 50 agents, chargés du nettoyage du centre-ville et des quartiers.
2 000 tonnes annuelles sont regroupées sur la déchèterie communale de la rue de la Cale pour être retraitées.

### Justice, sécurité, secours et défense
Dans le ressort de la cour d'appel de Pau, Bayonne est le siège d'un Tribunal judiciaire, d’un tribunal pour enfants, d'un conseil de prud'hommes et d'un tribunal de commerce.
Bayonne dépend du tribunal administratif de Pau et de la cour administrative d'appel de Bordeaux.
La commune accueille un commissariat de police, la compagnie de gendarmerie, une brigade territoriale autonome de la circonscription de gendarmerie, l'escadron 24/2 de gendarmerie mobile et une recette-perception des impôts.

## Population et société

### Démographie

#### Évolution démographique
L'évolution du nombre d'habitants est connue à travers les recensements de la population effectués dans la commune depuis 1793. Pour les communes de plus de 10 000 habitants les recensements ont lieu chaque année à la suite d'une enquête par sondage auprès d'un échantillon d'adresses représentant 8 % de leurs logements, contrairement aux autres communes qui ont un recensement réel tous les cinq ans,.

En 2022, la commune comptait 53 312 habitants, en évolution de +5,38 % par rapport à 2016 (Pyrénées-Atlantiques : +3,78 %, France hors Mayotte : +2,11 %).
| 1793   | 1800   | 1806   | 1821   | 1831   | 1836   | 1841   | 1846   | 1851   |
| ------ | ------ | ------ | ------ | ------ | ------ | ------ | ------ | ------ |
| 12 578 | 13 190 | 14 006 | 13 248 | 14 773 | 15 912 | 17 303 | 18 120 | 18 870 |

| 1856   | 1861   | 1866   | 1872   | 1876   | 1881   | 1886   | 1891   | 1896   |
| ------ | ------ | ------ | ------ | ------ | ------ | ------ | ------ | ------ |
| 26 187 | 25 611 | 26 333 | 27 173 | 27 416 | 26 261 | 27 289 | 27 192 | 26 918 |

| 1901   | 1906   | 1911   | 1921   | 1926   | 1931   | 1936   | 1946   | 1954   |
| ------ | ------ | ------ | ------ | ------ | ------ | ------ | ------ | ------ |
| 27 601 | 26 488 | 27 886 | 28 215 | 31 436 | 31 727 | 31 350 | 32 620 | 32 575 |

| 1962   | 1968   | 1975   | 1982   | 1990   | 1999   | 2006   | 2011   | 2016   |
| ------ | ------ | ------ | ------ | ------ | ------ | ------ | ------ | ------ |
| 36 941 | 42 743 | 42 938 | 41 381 | 40 051 | 40 078 | 44 406 | 44 331 | 50 589 |

| 2021   | 2022   | - | - | - | - | - | - | - |
| ------ | ------ | - | - | - | - | - | - | - |
| 52 749 | 53 312 | - | - | - | - | - | - | - |

Jusqu'à 1870 Bayonne se maintient comme ville la plus peuplée du département, devant la préfecture Pau. À partir de 1870, la population atteint un plateau stable de 27 000 habitants qui dure 50 ans, puis progresse lentement à partir de 1920, pour atteindre les 40 000 âmes à partir du milieu des années 1960 ; jusqu’à la fin du XXe siècle, elle va stagner, voire se tasser légèrement à l'instar du solde migratoire, pour repartir par un bond de croissance de 10 %, le solde migratoire s’étant inversé, vers un nouveau plateau situé à 45 000 habitants, alors que le solde naturel des naissances et des décès reste étale.
|                                           | 1968 - 1975 | 1975 - 1982 | 1982 - 1990 | 1990 - 1999 | 1999 - 2006 | 2006 - 2011 |
| Taux de variation annuel de la population | + 0,1       | - 0,5       | - 0,4       | + 0,0       | + 1,5       | + 0,0       |
| Solde naturel                             | + 0,6       | + 0,1       | + 0,1       | + 0,0       | + 0,1       | + 0,1       |
| Solde migratoire                          | - 0,5       | - 0,6       | - 0,5       | + 0,0       | + 1,4       | - 0,2       |

#### Pyramide des âges
En 2018, le taux de personnes d'un âge inférieur à 30 ans s'élève à 34,4 %, soit au-dessus de la moyenne départementale (30,9 %). À l'inverse, le taux de personnes d'âge supérieur à 60 ans est de 26,3 % la même année, alors qu'il est de 30,5 % au niveau départemental.
En 2018, la commune comptait 23 822 hommes pour 27 589 femmes, soit un taux de 53,66 % de femmes, légèrement supérieur au taux départemental (52,08 %).
Les pyramides des âges de la commune et du département s'établissent comme suit.
| Hommes | Classe d’âge | Femmes |
| ------ | ------------ | ------ |
| 0,9    | 90 ou +      | 2,6    |
| 6,4    | 75-89 ans    | 11,0   |
| 14,1   | 60-74 ans    | 17,0   |
| 19,6   | 45-59 ans    | 18,2   |
| 22,0   | 30-44 ans    | 19,0   |
| 22,3   | 15-29 ans    | 19,1   |
| 14,8   | 0-14 ans     | 13,0   |

| Hommes | Classe d’âge | Femmes |
| ------ | ------------ | ------ |
| 1      | 90 ou +      | 2,6    |
| 8,7    | 75-89 ans    | 11,8   |
| 18,9   | 60-74 ans    | 19,8   |
| 21     | 45-59 ans    | 20,3   |
| 17,9   | 30-44 ans    | 17,3   |
| 16,2   | 15-29 ans    | 14     |
| 16,3   | 0-14 ans     | 14,2   |

#### Activité de la population
La population de la commune demeure dans les moyennes du département, voire légèrement plus jeune. Le taux d’activité local (70,8 % en 2011) est plus faible que celui du département (72,4 % en 2011) et plus particulièrement dans la tranche d’âge 25 - 54 ans (87,9 % comparé à 91,1 %). Ce taux s’est amélioré de 160 points de base entre 2009 (69,2 %) et 2011 (70,8 %) dans toutes les tranches d’âge.
|             | Population | Actifs | Taux d’activité en % | Actifs ayant un emploi | Taux d’emploi en % |
| Ensemble    | 29 007     | 20 538 | 70,8                 | 17 505                 | 60,3               |
| 15 à 24 ans | 5 958      | 2 612  | 43,8                 | 1 888                  | 31,7               |
| 25 à 54 ans | 17 888     | 15 732 | 87,9                 | 13 611                 | 76,1               |
| 55 à 64 ans | 5 161      | 2 194  | 42,5                 | 2 005                  | 38,9               |

L'aire urbaine de Bayonne, comprenant notamment Biarritz et Anglet, comptait 226 811 habitants en 2011, contre 213 969 en 1999.
Bayonne fait partie des 96 espaces urbains de France. Elle dispose d'un plan de déplacements urbains depuis le 1er décembre 2004.

### Enseignement
La commune de Bayonne est rattachée à l’académie de Bordeaux. Elle dispose d’un centre d'information et d'orientation (CIO).
Au 1er septembre 2018, Bayonne compte 23 écoles maternelles et élémentaires publiques et 8 écoles primaires privées, dont deux ikastolas, deux collèges publics, le collège Albert-Camus et le collège Marracq, et cinq collèges privés, les collèges La Salle-Saint-Bernard, Saint-Joseph, Saint-Amand, Notre-Dame et Largenté. Elle dispose en outre de trois lycées publics, le lycée René-Cassin (enseignement général), le lycée Louis-de-Foix (enseignement général, technologique et professionnel) et le lycée professionnel Paul-Bert, auxquels s’ajoutent quatre lycées privés, le lycée Saint-Louis-Villa-Pia (enseignement général), les lycées Largenté et Bernat-Etxepare (enseignement général et technologique immersif en langue basque) et le lycée professionnel Le Guichot.
Le campus de la Nive, autour du Château-Neuf dans le Petit Bayonne, regroupe depuis 2008 la plupart des étudiants, auparavant dispersés dans la ville. L'UFR pluridisciplinaire de Bayonne - Anglet - Biarritz dépend de l'université de Pau et des Pays de l'Adour. Le site de Bayonne accueille également un IUT, un site de l'IAE des Pays de l'Adour, lequel offre des formations en gestion et management, ainsi qu'une antenne délocalisée de l'université de Bordeaux (institut universitaire professionnalisé sport, management et gestion des entreprises). Un IFSI (institut de formation en soins infirmiers) se situe à proximité du site Saint-Léon du Centre hospitalier de la Côte Basque.
La commune accueille enfin le conservatoire à rayonnement régional Maurice-Ravel et l'école d'art de la communauté d'agglomération de Bayonne-Anglet-Biarritz.

### Manifestations culturelles et festivités

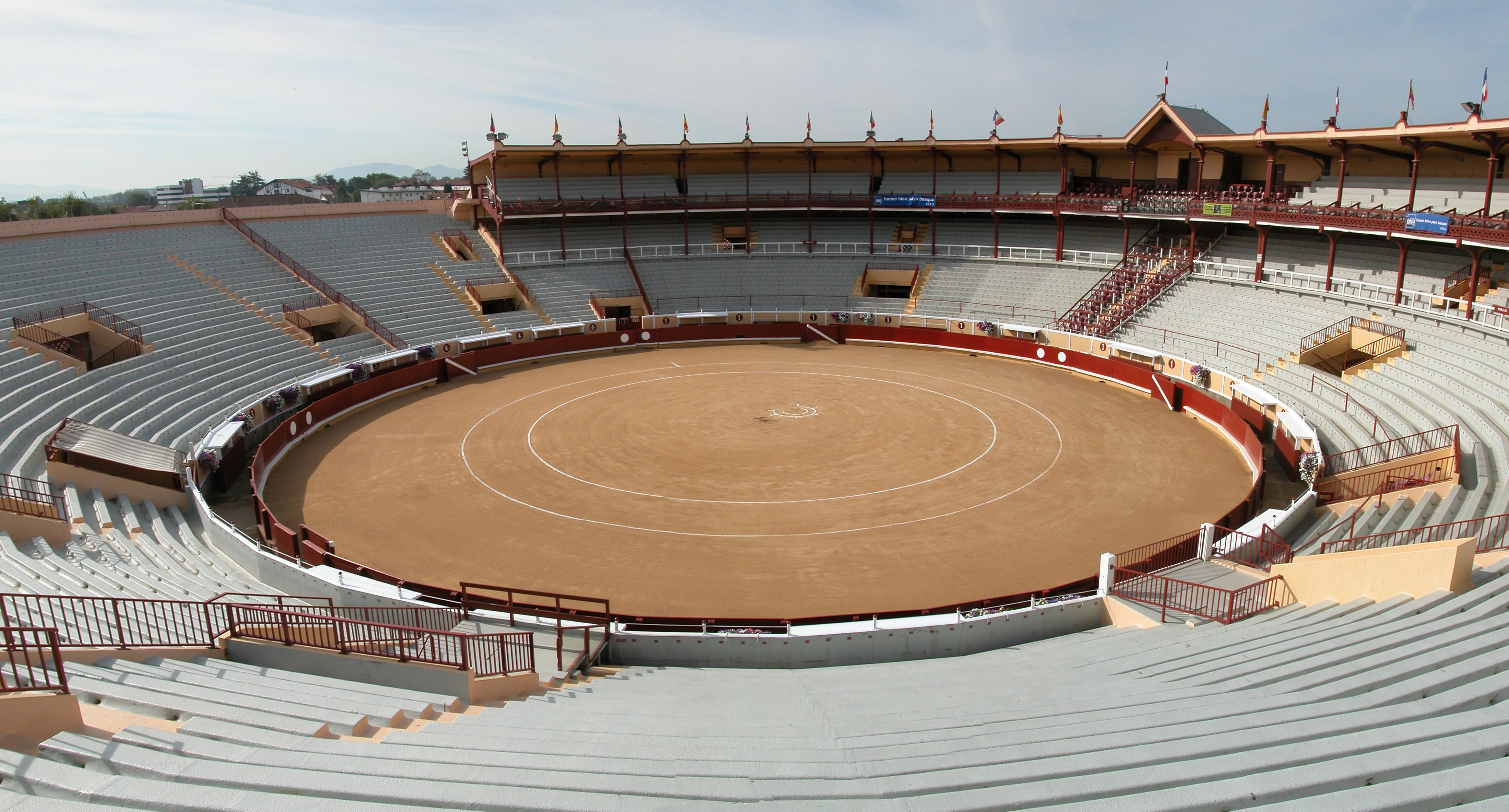
Les arènes de Bayonne.

Chaque jeudi, vendredi et samedi saints, depuis 550 ans, la foire du jambon auquel la ville a donné son nom vient marquer le début de la saison,.
Les fêtes de Bayonne reviennent chaque année rythmer le milieu de la période estivale de la commune depuis 1932 pour cinq jours, organisées autour de défilés, de courses de vachettes, de feux d'artifice et de musique dans la tradition basco-gasconne. Ces fêtes sont devenues un des événements festifs les plus fréquentés de France.
Bayonne aurait la plus ancienne tradition taurine française. Un arrêté municipal réglementant l'encierro date de 1283 : vaches, bœufs et taureaux sont lâchés chaque année dans les rues du Petit Bayonne durant les fêtes estivales. Les arènes de Bayonne actuelles, inaugurées en 1893, sont les plus grandes du Sud-Ouest, avec plus de 10 000 places. Une douzaine de corridas y sont proposées chaque année, attirant les plus grands noms de la tauromachie. Tout l'été, plusieurs novilladas ont également lieu. La ville est membre de l'Union des villes taurines françaises.
Bayonne est classée deuxième des villes de France où il fait bon vivre, selon le premier palmarès national réalisé par l'association "Villes et villages où il fait bon vivre" en 2019.

### Santé
Bayonne concentre une grande partie des services hospitaliers de l’agglomération de Bayonne et du sud des Landes. Dans cette zone, les habitants se trouvent à moins de 35 km d’un équipement hospitalier proposant des services de médecine, d’obstétrique, de chirurgie ou des soins psychiatriques. L’offre du centre hospitalier de la Côte Basque, principalement établi à Bayonne (site principal de Saint-Léon et site de Cam-de-Prats) mais également à Saint-Jean-de-Luz, se complète de plusieurs cliniques.

### Sports et équipements sportifs

#### Aviron

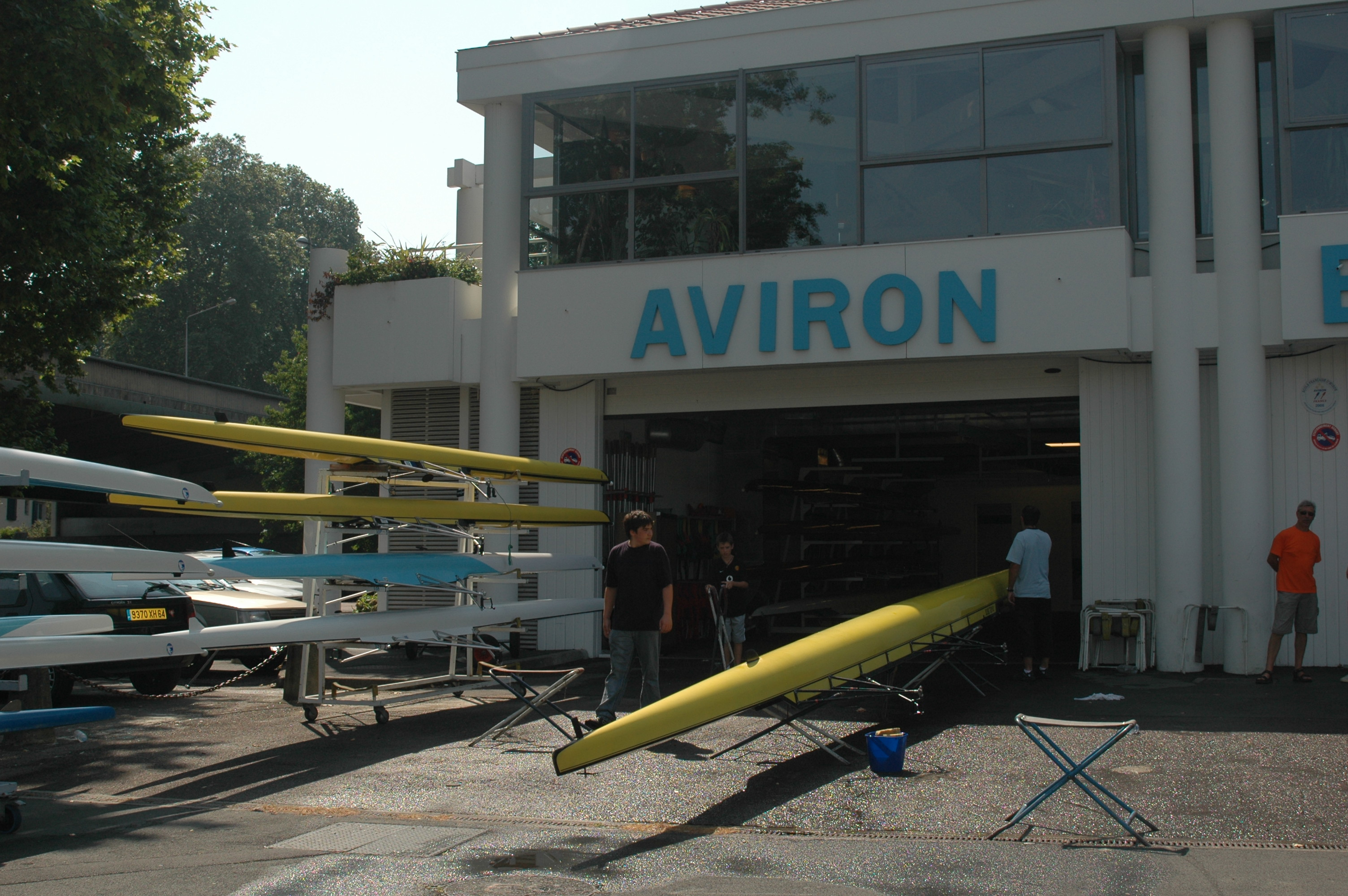
Aviron bayonnais, section... aviron.

L'aviron est un sport pratiqué depuis longtemps sur la Nive et l'Adour par les Bayonnais. Deux clubs s'affrontent, la Société nautique de Bayonne (SNB) (créée en 1875) et l'Aviron bayonnais — créé en 1904 par d'anciens membres de la SNB — qui devient par la suite un club omnisports.

#### Basket-ball
Denek Bat Bayonne Urcuit est un club de basket-ball dont la section masculine évolue en NM1 (3e échelon national du championnat français). Le club est basé dans la ville d'Urcuit, mais évolue au palais des sports de Lauga à Bayonne.

#### Football
Le football est représenté par l'Aviron bayonnais football club qui évolue à domicile au stade Didier-Deschamps en CFA 2 (5e division française) lors de la saison 2013-2014, après une année passée en CFA et trois années consécutives en National. Didier Deschamps a commencé sa carrière à l'Aviron bayonnais. Le stade, ex-stade du Grand-Basque, porte aujourd’hui le nom de ce joueur.
Il existe aussi trois autres clubs bayonnais de football, les Croisés de Saint-André évoluant en division supérieure régionale, les Étoiles portugaises de Bayonne (première division district) et l'association Bayonne rive droite (3e division district).

#### Omnisports
L'Aviron bayonnais, créé en 1904, regroupe de nombreuses sections sportives et un grand nombre de licenciés. L'Aviron bayonnais rugby pro et l'Aviron bayonnais football club sont deux des sections les plus connues de ce club.
Les installations du Club olympique bayonnais, créé en 1972, sont situées dans le quartier des Hauts de Sainte-Croix. Le club propose un large panel de disciplines sportives dont la pelote, la gymnastique, les sports de combat ainsi qu'une section billard. Le club comptait près de 400 licenciés pour l'année 2007.

#### Pelote basque
Bayonne est un lieu important de la pelote basque. La Fédération française de pelote basque a d'ailleurs son siège au Trinquet moderne, près des Arènes. De nombreux titres ont été remportés par les pelotaris de la ville. Des championnats du monde y ont eu lieu en 1978, en association avec la commune de Biarritz.

#### Rugby

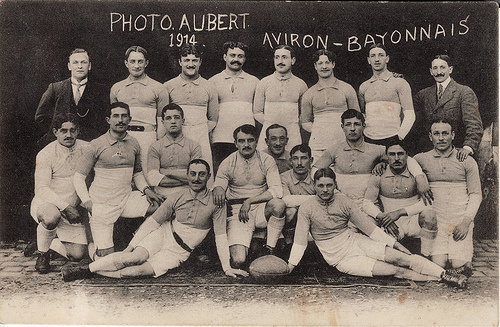
L'Aviron bayonnais en 1914.

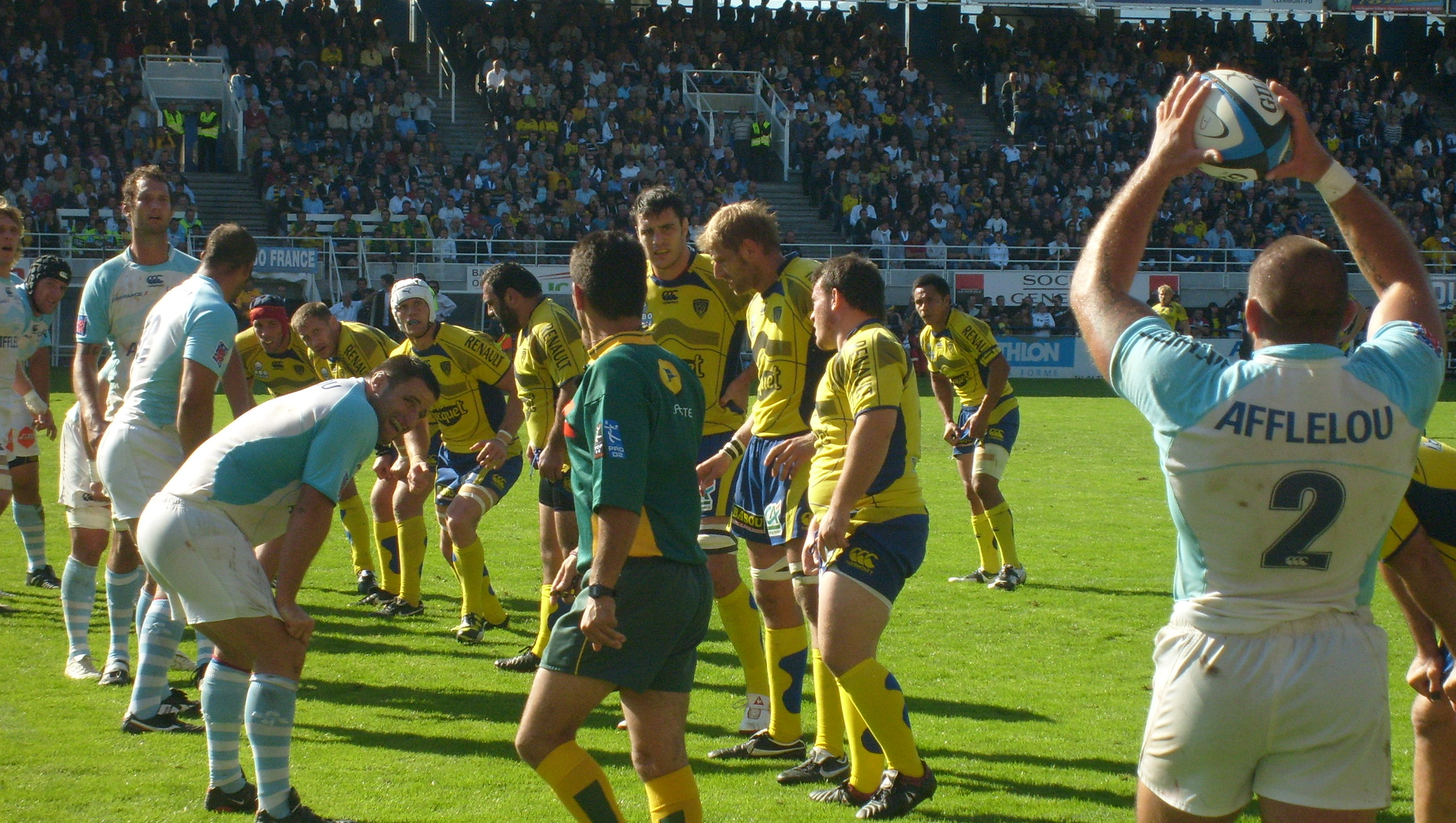
L'Aviron bayonnais rugby pro au stade Marcel-Michelin le 3 octobre 2009.

Le rugby est apparu au Pays basque à la fin du XIXe siècle, avec l'arrivée en 1897 au lycée de Bayonne d'un Landais de 20 ans qui convertit ses camarades au football-rugby, qu'il avait lui-même découvert à Bordeaux. Pratiquant dans les espaces de la porte d'Espagne, ils communiquèrent leur engouement aux autres collèges de Bayonne et de Biarritz, conduisant à la création du Biarritz Sporting Club et du Biarritz Stade qui fusionneront en 1913 pour devenir le Biarritz olympique.
Bayonne a deux clubs de rugby :
- l'Aviron bayonnais rugby pro joue pour la saison 2014 - 2015 en Top 14, et ce sans discontinuer depuis la saison 2004 - 2005. L'Aviron bayonnais, fondé en 1904, a remporté trois titres de champion de France (1913, 1934 et 1943). Il fut le premier club d'une petite ville à devenir champion de France, créant de surcroît la légende du jeu à la bayonnaise, allusion à son jeu basé sur l'évitement et l'attaque à outrance. Son stade est le stade Jean-Dauger. L'ambiance qui y règne et la ferveur de tout le Pays basque pour l'Aviron bayonnais lui ont rapporté le prix du « Meilleur public du Top 14 » pour la saison 2005 - 2006 ;
- l'équipe masculine de la section rugby du club omnisports l'Association sportive bayonnaise (ASB) évolue à ce jour[Quand ?] en Fédérale 3 comme en 2017-2018

Il existe également une équipe féminine au sein de l'ASB, évoluant en Division nationale 1B. Cette équipe a remporté en 2014 le challenge Armelle-Auclair.

### Médias

#### Presse écrite locale
La presse écrite est essentiellement représentée par le quotidien Sud Ouest, qui propose une édition locale « Pays basque » couvrant l'actualité de Bayonne et de son agglomération. Le quotidien bascophone Berria, au tirage plus modeste, dispose également d'une rédaction à Bayonne.

#### Télévision
La chaîne de télévision France 3 Aquitaine propose un décrochage local à destination de l'agglomération bayonnaise, France 3 Euskal Herri Pays basque. La chaîne TVPI couvre également l'actualité de Bayonne, du Sud des Landes et du Pays basque français. Enfin, en plus des chaînes nationales françaises diffusées depuis l'émetteur de la Rhune, il est possible de capter les chaînes publiques basques du groupe ETB et les chaînes nationales espagnoles, diffusées depuis l'émetteur du Jaizkibel.

#### Radios locales
Les principales stations de radio françaises et espagnoles sont diffusées à Bayonne. France Bleu Pays basque est la station locale du groupe Radio France et dispose d'une rédaction à Bayonne, mais France Bleu Gascogne peut également être reçue. Parmi les autres stations locales figurent Radio Lapurdi Irratia, Irulegiko Irratia et Gure Irratia (en basque).

### Cultes

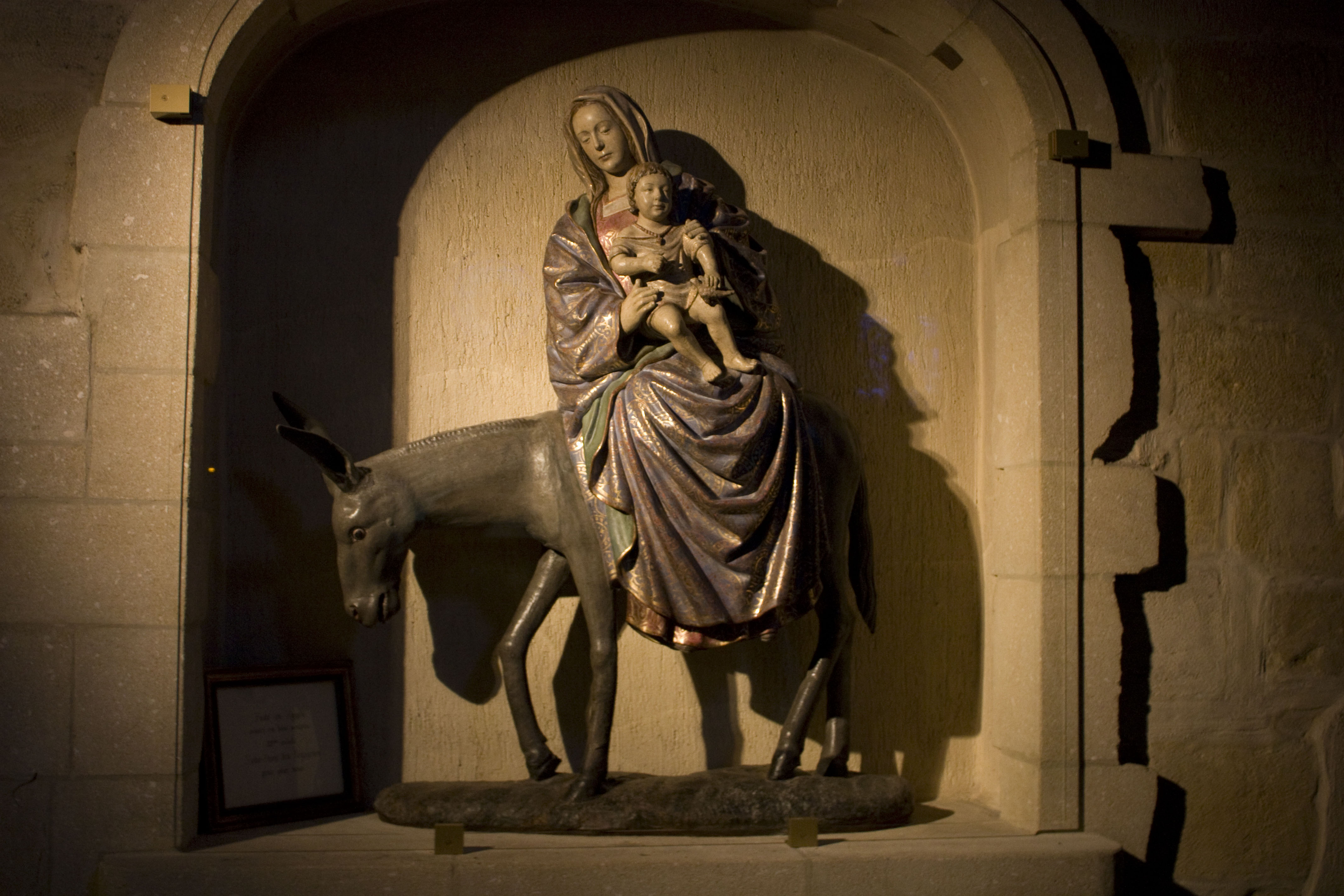
Le groupe sculpté dit l'âne de saint Bernard : la fuite en Égypte.
Église Saint-Esprit.

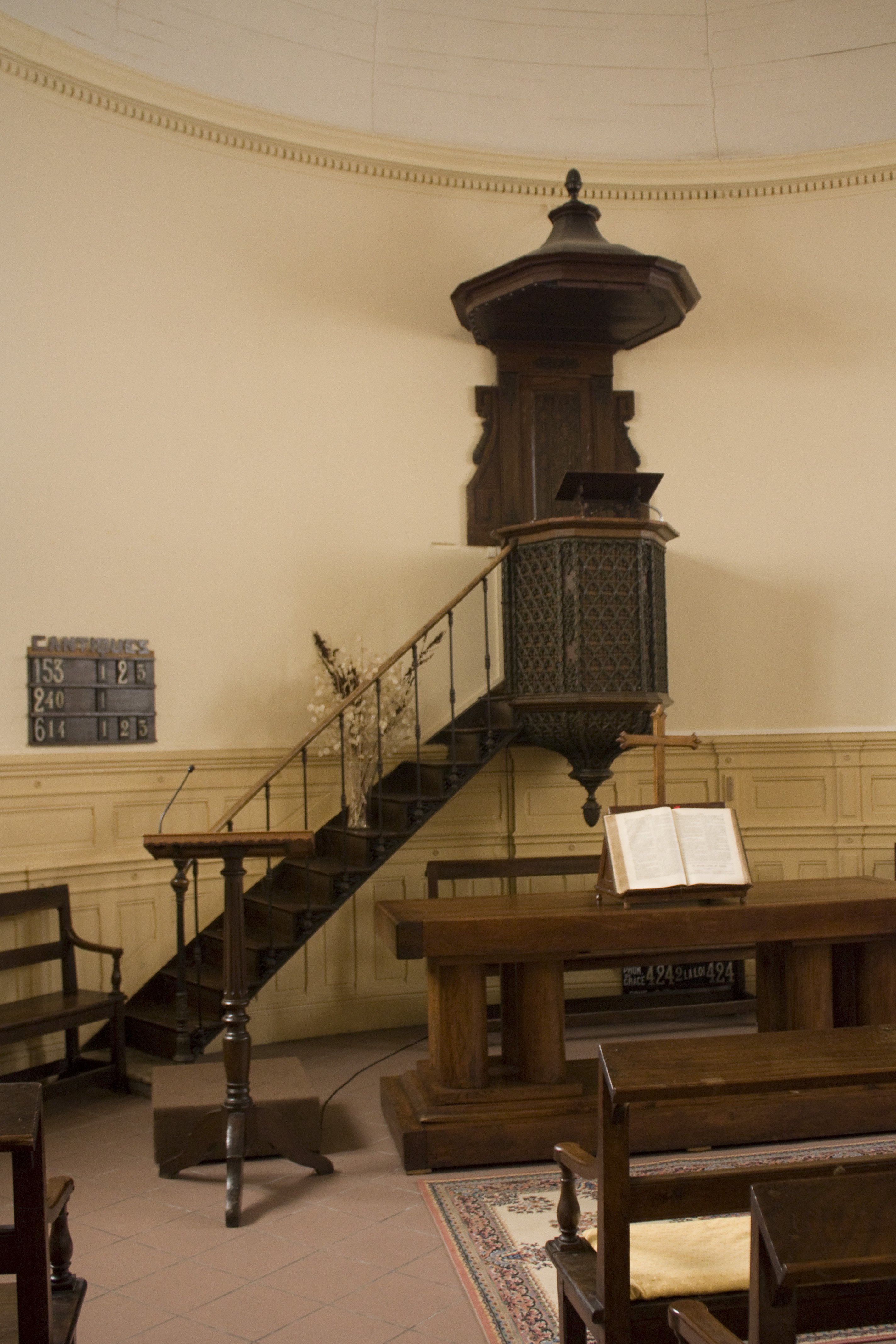
Chaire à prêcher, en bois, enchâssée dans une cuve en fonte.
Temple protestant.

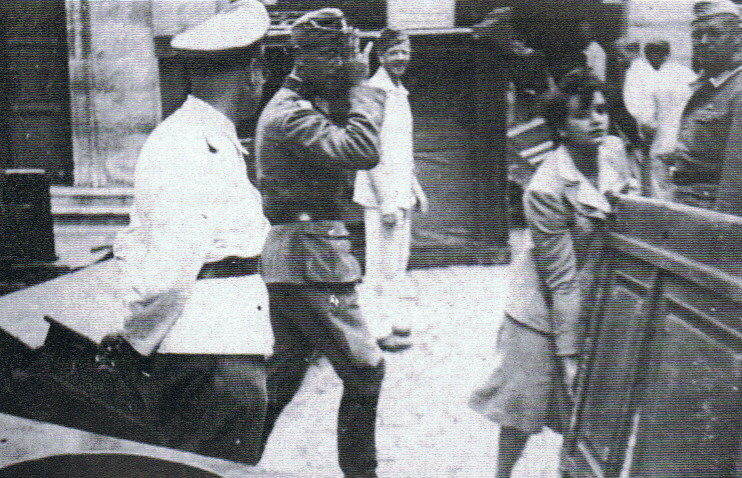
Réquisition de la synagogue par la Wehrmacht en 1942.

#### Culte catholique
Bayonne dépend du diocèse de Bayonne, Lescar et Oloron, suffragant depuis 2002 de l’archidiocèse de Bordeaux. Marc Aillet est l’évêque de ce diocèse depuis le 15 octobre 2008.
L'évêché est situé à Bayonne, place Monseigneur-Vansteenberghe.
Outre la cathédrale Sainte-Marie (quartier du Grand Bayonne), Bayonne dispose des églises Saint-Esprit, Saint-André (rue des Lisses), des arènes (avenue de la Légion-Tchèque), Saint-Étienne, et Saint-Amand (avenue Maréchal-Soult).
Le carmel de Bayonne, situé dans le quartier Marracq, accueille une communauté de carmélites depuis 1858.
La voie du Baztan (ruta del Baztan ou camino Baztanés) est la voie du pèlerinage de Saint-Jacques-de-Compostelle, qui traverse les Pyrénées le plus à l'ouest et par le col le plus bas (col de Belate, 847 m). C'est la voie antique qu'empruntaient les pèlerins descendus à Bayonne, soit le long de la côte sur la voie de Soulac, soit parce qu'ils y débarquaient depuis l'Angleterre par exemple, pour rejoindre le camino francés le plus rapidement possible, à Pampelune.
La voie de Bayonne (es) rattrape le camino francés plus en aval, à Burgos.

#### Culte israélite
La synagogue est construite en 1837 dans le quartier Saint-Esprit, au nord de la localité.
La communauté juive de Bayonne est ancienne. Elle est constituée de différents groupes de fugitifs de Navarre et du Portugal, établis à Saint-Esprit-lès-Bayonne après l'expulsion des Juifs d'Espagne en 1492 et du Portugal en 1496. En 1846, un consistoire est installé à Saint-Esprit, qui est intégré à Bayonne en 1857.

#### Culte musulman
La mosquée de Bayonne est située rue Joseph-Latxague. Elle est le siège de l'association culturelle des Musulmans de la Côte basque.

#### Culte protestant
Le temple protestant de Bayonne, fondé en 1849, se trouve à l'angle de la rue Albert-Ier et de la rue du Temple. La paroisse est membre de l'Église protestante unie de France.
Une église évangélique est située dans le quartier Saint-Esprit, ainsi qu’une église appartenant à l'Église évangélique tzigane, membre également de la Fédération protestante de France.

## Économie

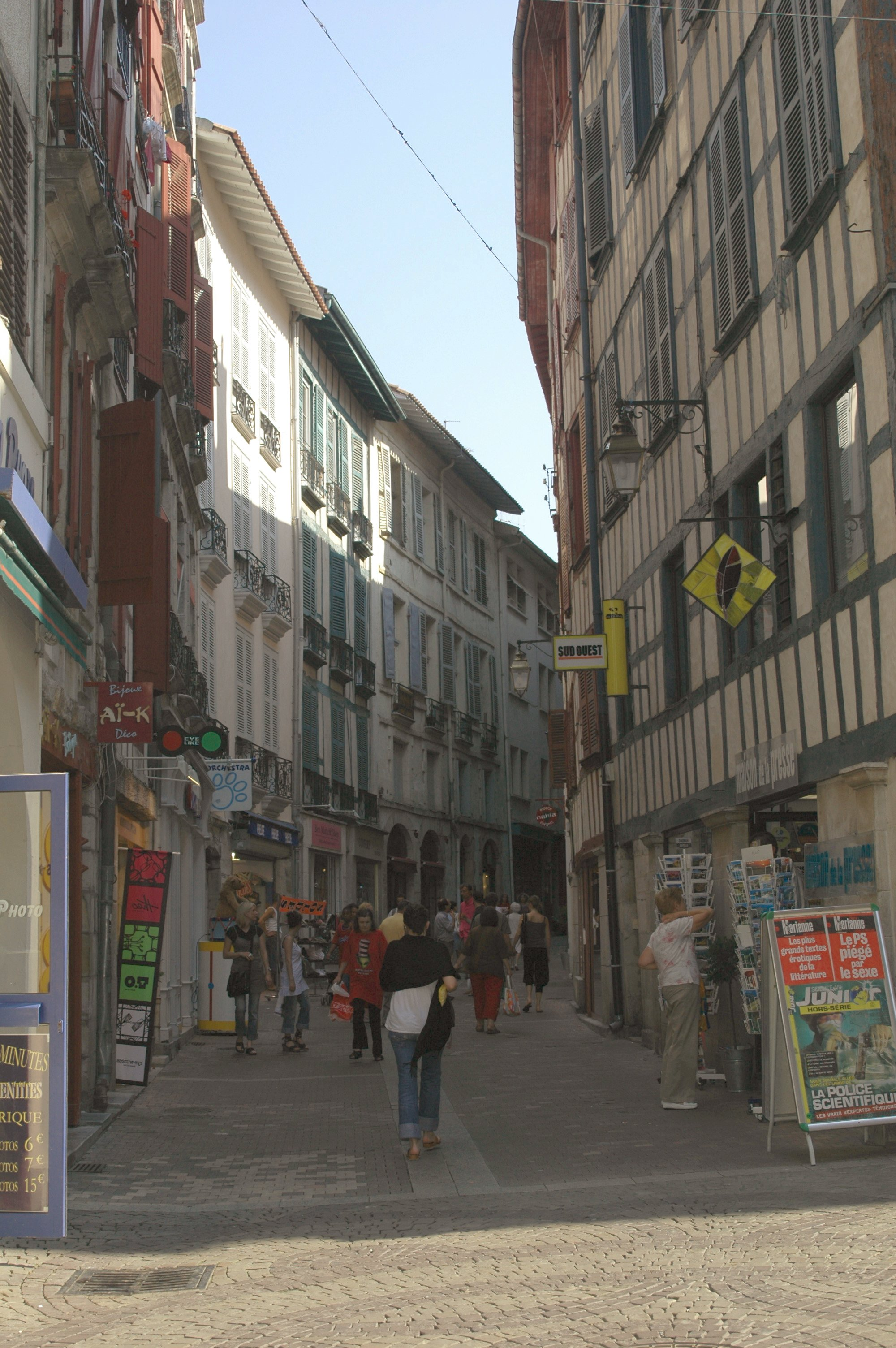
Rue de la Salie, rue commerçante du Grand-Bayonne.

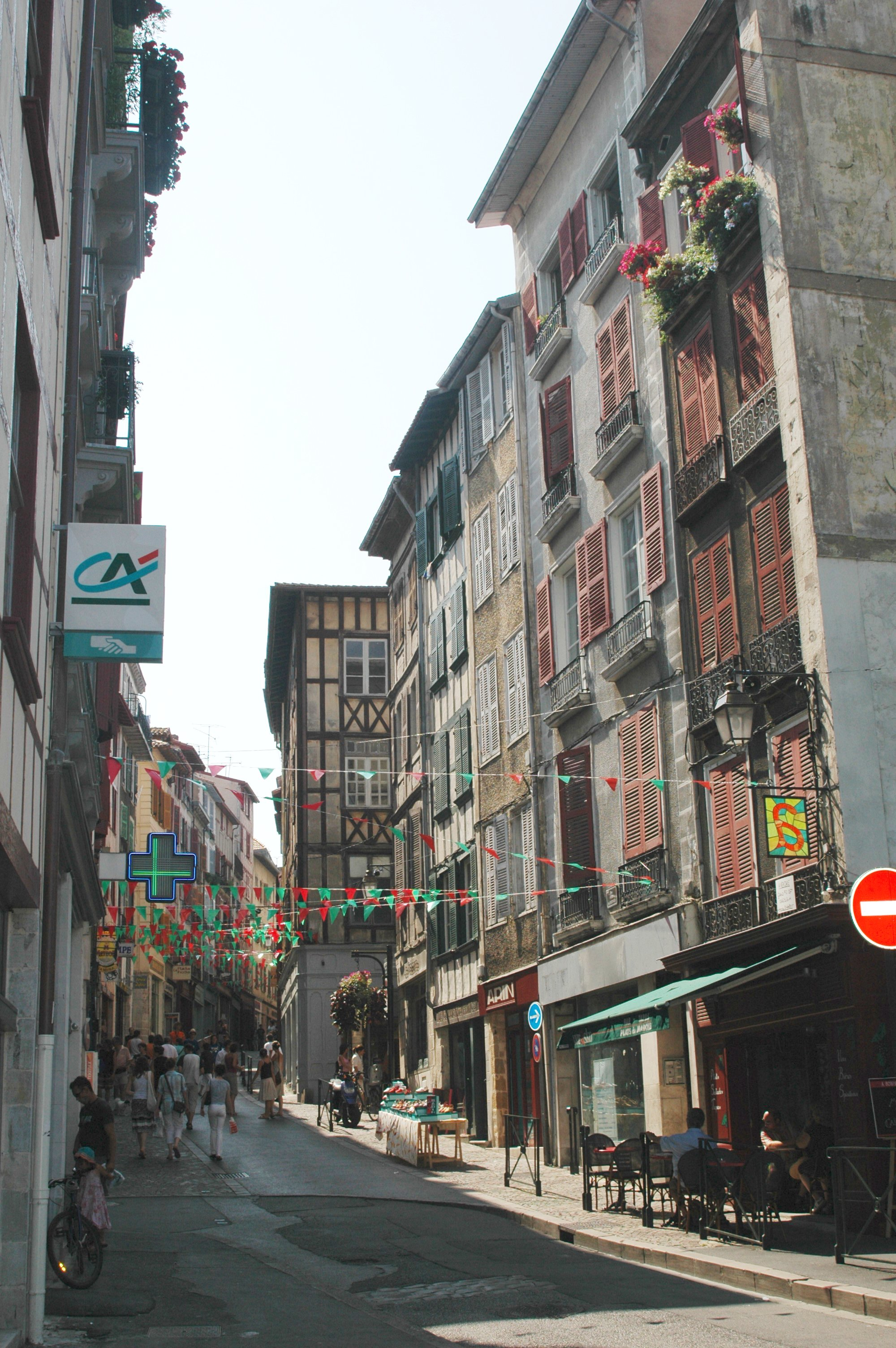
Rue Poissonnerie, rue commerçante du Grand-Bayonne.

### Revenus de la population et fiscalité
En 2011, le revenu fiscal médian par ménage était de 22 605 €, ce qui plaçait Bayonne au 28 406e rang parmi les 31 886 communes de plus de 49 ménages en métropole.
En 2011, 47,8 % des foyers fiscaux n'étaient pas imposables.

### Emploi
En 2011, la population âgée de 15 à 64 ans s'élevait à 29 007 personnes, parmi lesquelles on comptait 70,8 % d'actifs dont 60,3 % ayant un emploi et 10,5 % de chômeurs.
On comptait alors 30 012 emplois dans la zone d'emploi, contre 29 220 en 2006. Le nombre d'actifs ayant un emploi résidant dans la zone d'emploi étant de 17 667, l'indicateur de concentration d'emploi est de 169,9 %, ce qui signifie que la zone d'emploi offre près de deux emplois pour un habitant actif.

### Entreprises et commerces
Bayonne est la capitale économique de l'agglomération de Bayonne et du sud des Landes.
Le tableau ci-dessous détaille le nombre d'entreprises implantées à Bayonne selon leur secteur d'activité :
| TOTAL                                                           | 4 665 |
| Industrie                                                       | 270   |
| Construction                                                    | 375   |
| Commerce, transport et services divers                          | 3 146 |
| Administration publique, enseignement, santé, et action sociale | 874   |
| Champ : activités marchandes hors agriculture.                  |       |

Le tableau ci-dessous détaille les établissements actifs par secteur d'activité au regard du nombre de salariés :
|                                                              | Total | %     | 0 salarié | 1 à 9 salariés | 10 à 19 salariés | 20 à 49 salariés | 50 salariés ou plus |
| ------------------------------------------------------------ | ----- | ----- | --------- | -------------- | ---------------- | ---------------- | ------------------- |
| Ensemble                                                     | 5 946 | 100,0 | 3 797     | 1 708          | 213              | 155              | 73                  |
| Agriculture, sylviculture et pêche                           | 46    | 0,8   | 38        | 6              | 0                | 2                | 0                   |
| Industrie                                                    | 292   | 4,9   | 150       | 101            | 23               | 15               | 3                   |
| Construction                                                 | 428   | 7,2   | 299       | 84             | 26               | 15               | 4                   |
| Commerce, transports, services divers                        | 3 953 | 66,5  | 2 390     | 1 346          | 117              | 73               | 27                  |
| dont commerce et réparation automobile                       | 1 115 | 18,8  | 579       | 457            | 38               | 32               | 9                   |
| Administration publique, enseignement, santé, action sociale | 1 227 | 20,6  | 920       | 171            | 47               | 50               | 39                  |
| Champ : ensemble des activités.                              |       |       |           |                |                  |                  |                     |

Les deux tableaux précédents amènent les remarques suivantes :
- l'essentiel de l'activité économique est assuré par des entreprises du secteur tertiaire ;
- l'agriculture n'est pratiquement pas représentée[Note 55] ;
- moins de 5 % de l'activité est assuré par des entreprises du secteur industriel, qui reste concentré sur des structures de moins de 50 salariés, tout comme les activités liées à la construction ;
- l'administration publique, l’enseignement, la santé et l’action sociale forment une activité qui regroupe plus de 20 % des entreprises, confirmant en cela, l'importance du pôle administratif et de santé bayonnais au sein de l'agglomération de Bayonne et du sud des Landes. Ainsi Bayonne est le siège de la chambre de commerce et d'industrie de Bayonne Pays basque.

En 2013, 549 entreprises ont été créées à Bayonne, dont 406 par des auto-entrepreneurs,.

### Artisanat et industrie
Bayonne regroupe peu d’industries, comme l'indiquent les tableaux précédents. On citera tout de même Plastitube, spécialisée dans les emballages plastique (190 employés).
L’entreprise Izarra, dont la distillerie s’installe en 1912 quai Amiral-Bergeret, a longtemps symbolisé la richesse économique de Bayonne.
Les activités industrielles se sont concentrées dans les communes voisines de Boucau, Tarnos (Turbomeca), Mouguerre et Anglet.

### Activités de service
Le secteur tertiaire très actif regroupe quelques grandes enseignes de la distribution, telles celles détaillées par le géographe Roger Brunet : BUT (240 salariés), Carrefour (150 salariés), E.Leclerc (150 salariés), Leroy Merlin (130 salariés) ou encore les Galeries Lafayette (120 salariés). Les banques, des sociétés de nettoyage (Onet, 170 employés) ou de gardiennage (Brink's, 100 salariés) sont également des grands employeurs de la commune, tout comme les transports urbains qui occupent près de 200 employés.
Cinq cliniques, représentant plus de 500 lits, emploient chacune de 120 à 170 salariés.

#### Le port de Bayonne

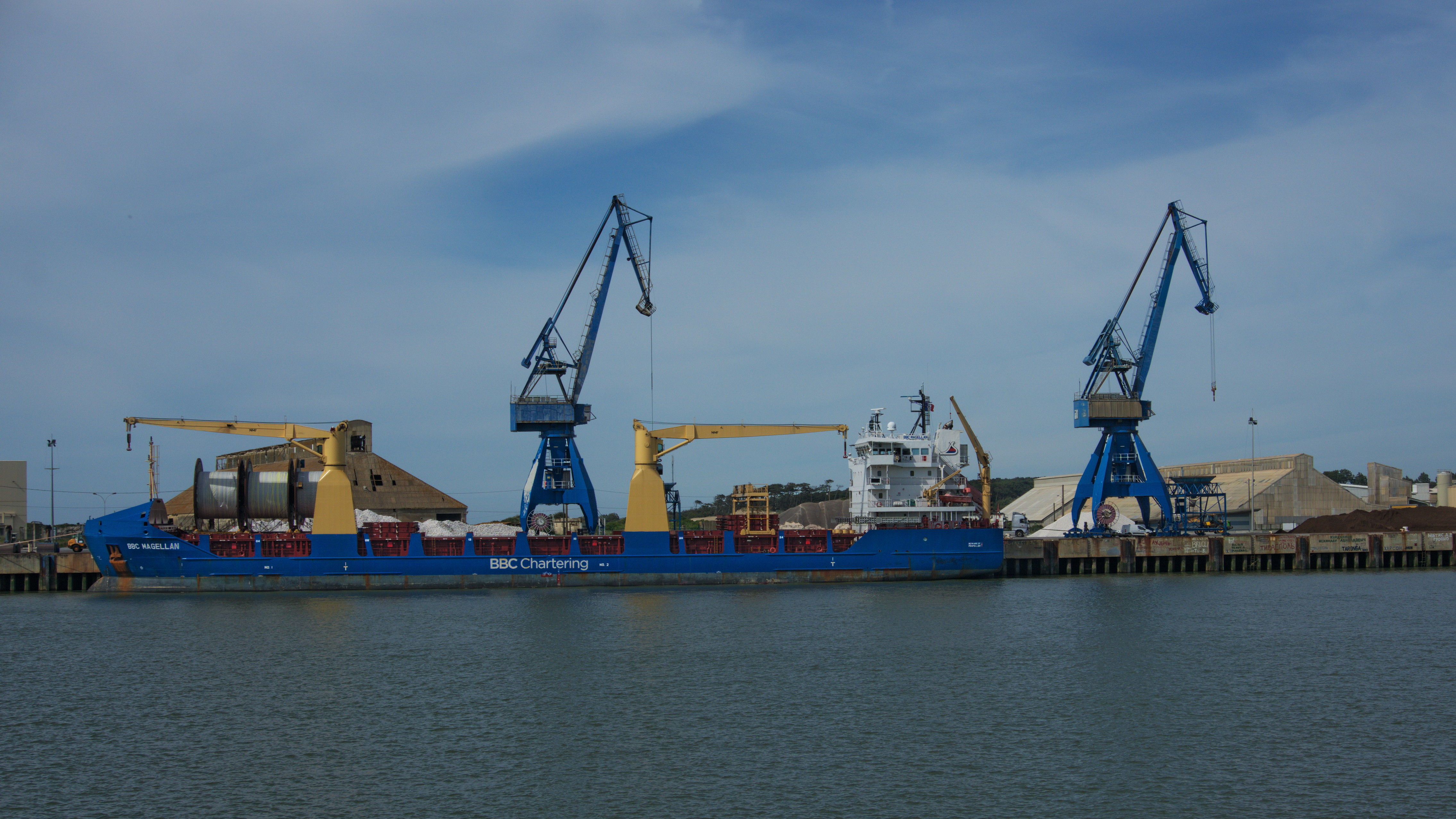
Le cargo BBC-Magellan dans le port de Bayonne, en 2014.

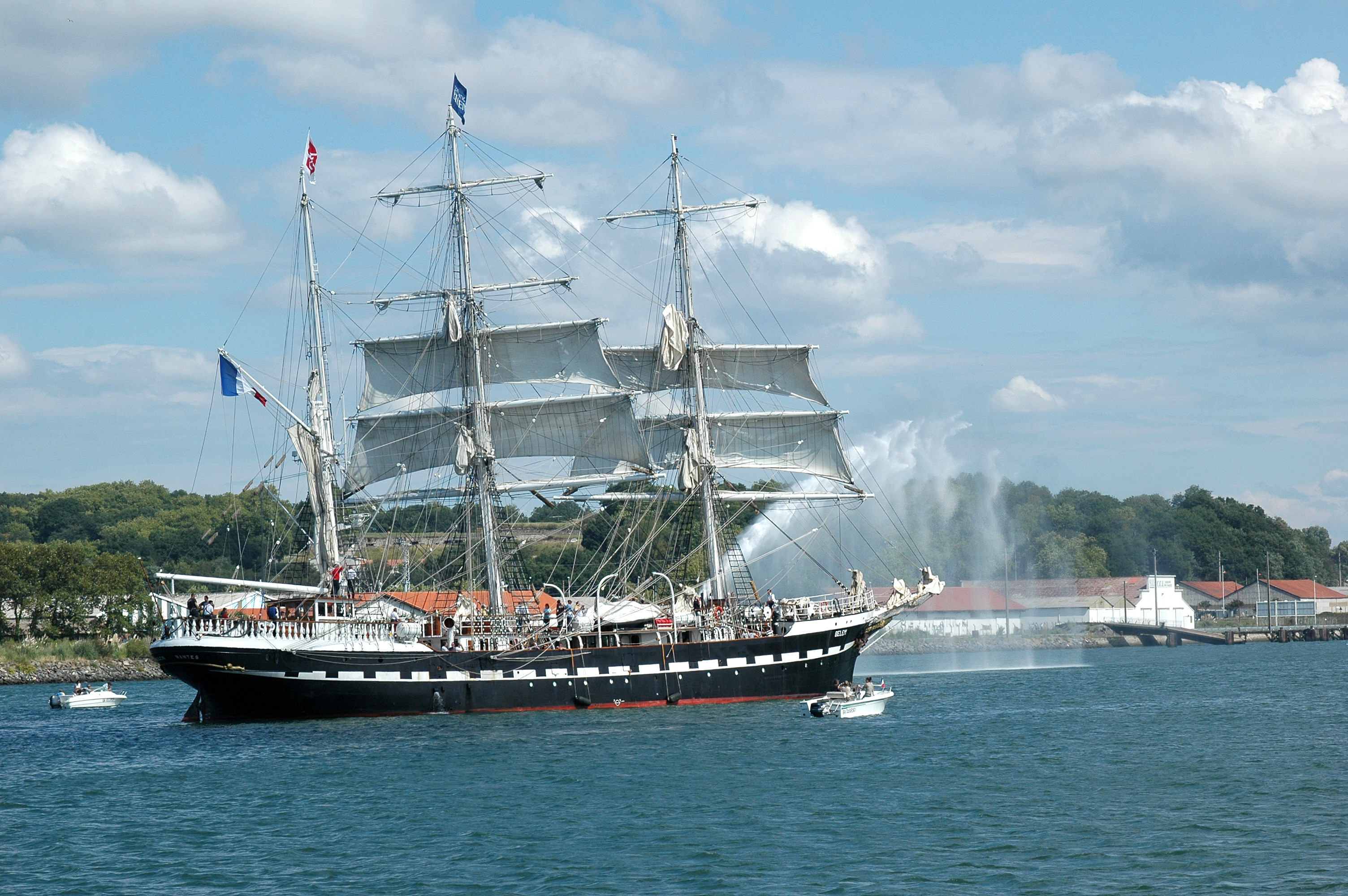
Entrée du Belem dans le port de Bayonne, en août 2006.

Le port de Bayonne est situé à l'embouchure de l'Adour, en aval de la ville. Son emprise concerne également les communes d'Anglet et Boucau dans les Pyrénées-Atlantiques et Tarnos dans les Landes.
Il a considérablement bénéficié de l'exploitation du gisement de gaz naturel de Lacq, auquel il est relié par un gazoduc.
C'est le 9e port de commerce français, son trafic annuel est d’environ 4,2 millions de tonnes dont 2,8 exportées. Il est également le premier port français d’exportation de maïs. Il est la propriété de la région Nouvelle-Aquitaine qui gère et contrôle le site.
Les produits métallurgiques représentent un mouvement sur Tarnos de plus d’un million de tonnes et les exportations de maïs vers l’Espagne varient entre 800 000 et 1 000 000 tonnes. Le port reçoit également des hydrocarbures raffinés de la raffinerie Total de Donges (800 000 tonnes). Les engrais représentent un trafic de 500 000 tonnes annuelles et le soufre en provenance de Lacq, quoiqu’en net déclin, 400 000 tonnes,.
Le port reçoit également en stockage des véhicules Ford et General Motors en provenance d'Espagne et du Portugal, ainsi que des bois tropicaux et landais.
Il abrite une aciérie électrique productrice de billettes laminées en fil machine depuis 2022, sur Boucau et Tarnos (Celsa France), ainsi qu’un terminal de stockage de produits chimiques et pétroliers liquides.

#### Activités de services liées au tourisme
Compte tenu de sa proximité de l'océan et des contreforts des Pyrénées, ainsi que de son patrimoine urbain historique, Bayonne a développé une importante activité liée au tourisme.
Au 31 décembre 2012, 15 hôtels de la commune offraient plus de 800 chambres aux visiteurs, mais aucun camping n'était dénombré.
L'infrastructure touristique de l'aire urbaine de Bayonne vient compléter l'offre locale avec près de 5 800 chambres réparties sur près de 200 hôtels et 86 campings proposant plus de 14 000 emplacements.

## Culture locale et patrimoine

### Lieux et monuments
Le centre de Bayonne se caractérise par son urbanisme médiéval, marqué par le tracé des rues, la subsistance de nombreux vestiges de bâtiments (fortifications, cathédrale, cloître, caves) et par l’importance économique des voies fluviales tout au long de son histoire. La période allant du XVIe au XIXe siècle a vu la construction de nombreuses demeures nobles, souvent fondées par les membres des corporations, très actives à Bayonne, et témoignant de la vitalité de la ville et de son activité commerçante et portuaire.
Bayonne compte 22 monuments répertoriés à l'inventaire des monuments historiques et 4 lieux et monuments répertoriés à l'inventaire général du patrimoine culturel. Par ailleurs, elle compte 68 objets répertoriés à l'inventaire des monuments historiques.
De plus, de nombreux bars et restaurants demeurent de véritables lieux de vie historique, essentiels à la vie de la population en ce qui concerne leur santé mentale. Des noms tel que le black pig, le kubata, le p'tit pub ou bien encore le moka sont des grands lieux de festivités

#### Patrimoine civil
Le Château-Vieux, du XIe siècle, a été construit par les vicomtes du Labourd. C'est là que la rançon de François Ier, prisonnier de Charles Quint à Madrid après avoir été capturé à la bataille de Pavie en 1525, y a été rassemblée. Du Guesclin y a été prisonnier en attendant le paiement d'une rançon de 100 000 livres. Le château a accueilli de nombreux invités de marque comme Louis XI, François Ier, Charles IX ou Louis XIV. Il est aujourd’hui occupé par le 1er régiment parachutiste d'infanterie de marine.
Le Château-Neuf a été élevé sous Charles VII, à la fin du XVe siècle, sur d’anciennes enceintes du XIIIe siècle.
La résidence dite de Marrac, actuellement connue sous le nom de « château de Marracq », a été achetée en mai 1808 par Napoléon Ier sur sa cassette personnelle. Il fut construit au début du XVIIIe siècle par Marie-Anne de Neubourg.
L’ensemble formé de la citadelle, renommée en 1999 Citadelle Général-Georges-Bergé, et des fortifications, s’élève au nord de l’Adour, sur une colline dominant le quartier Saint-Esprit. Il s’agit d’un ouvrage fortifié dessiné par Vauban en 1680 et construit à la fin du XVIIe siècle, à la demande de Louis XIV. L’ensemble est percé de sept portes, dont la porte d'Espagne, la porte de Mousserolles et la poterne.
Le château du Vigneau est un ancien domaine viticole situé au nord-ouest de la citadelle. Racheté en 1848 et restauré par la famille Fonsèque, éminente parmi la communauté juive de Bayonne, il accueille Pierre Mendès France à plusieurs reprises. L’édifice est à nouveau restauré et embelli en 1918 après avoir été le témoin de violents combats durant le siège de Bayonne en 1814.

#### Édifices religieux

La cathédrale Sainte-Marie à différentes époques.
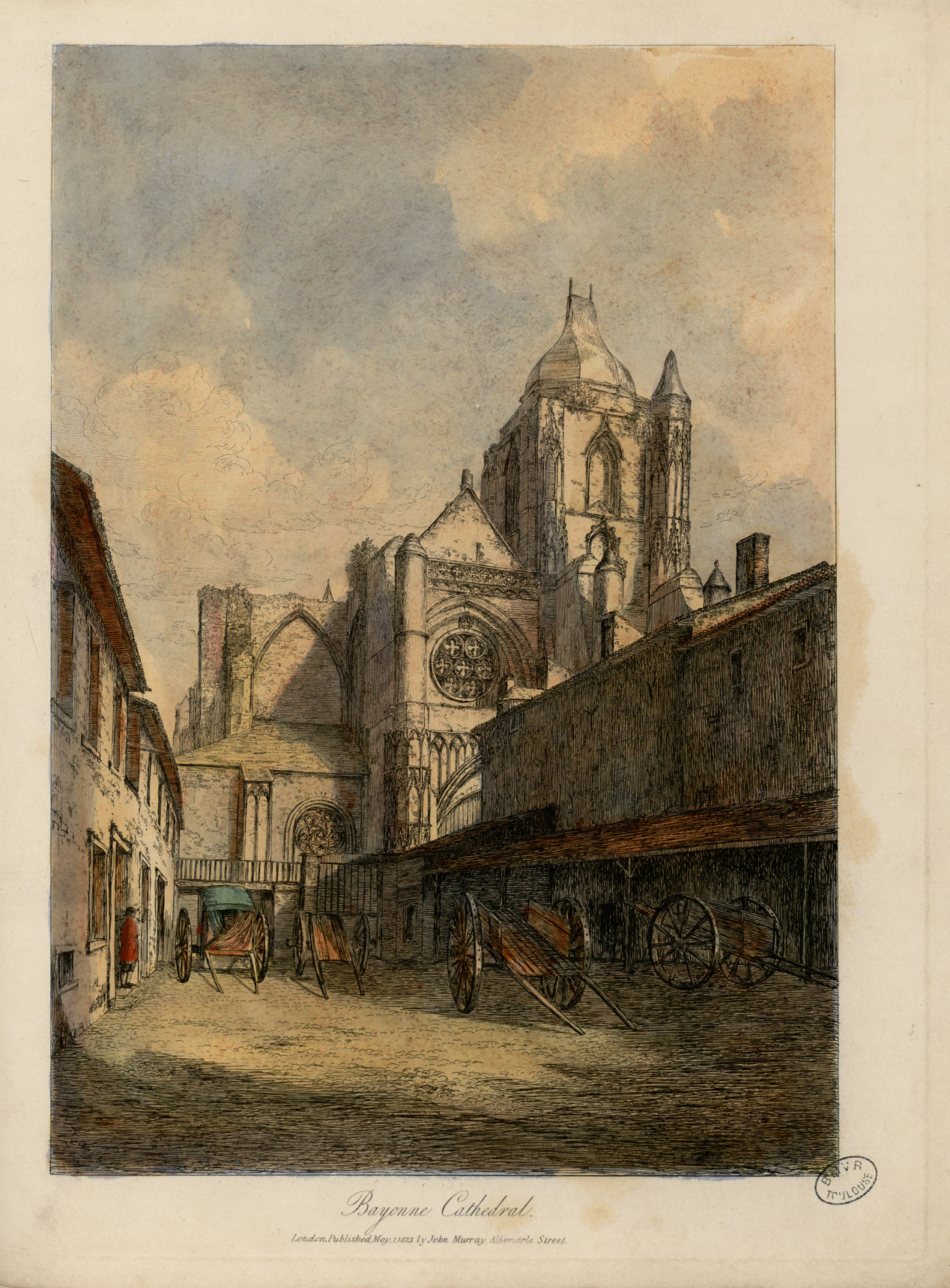
La cathédrale en 1823.
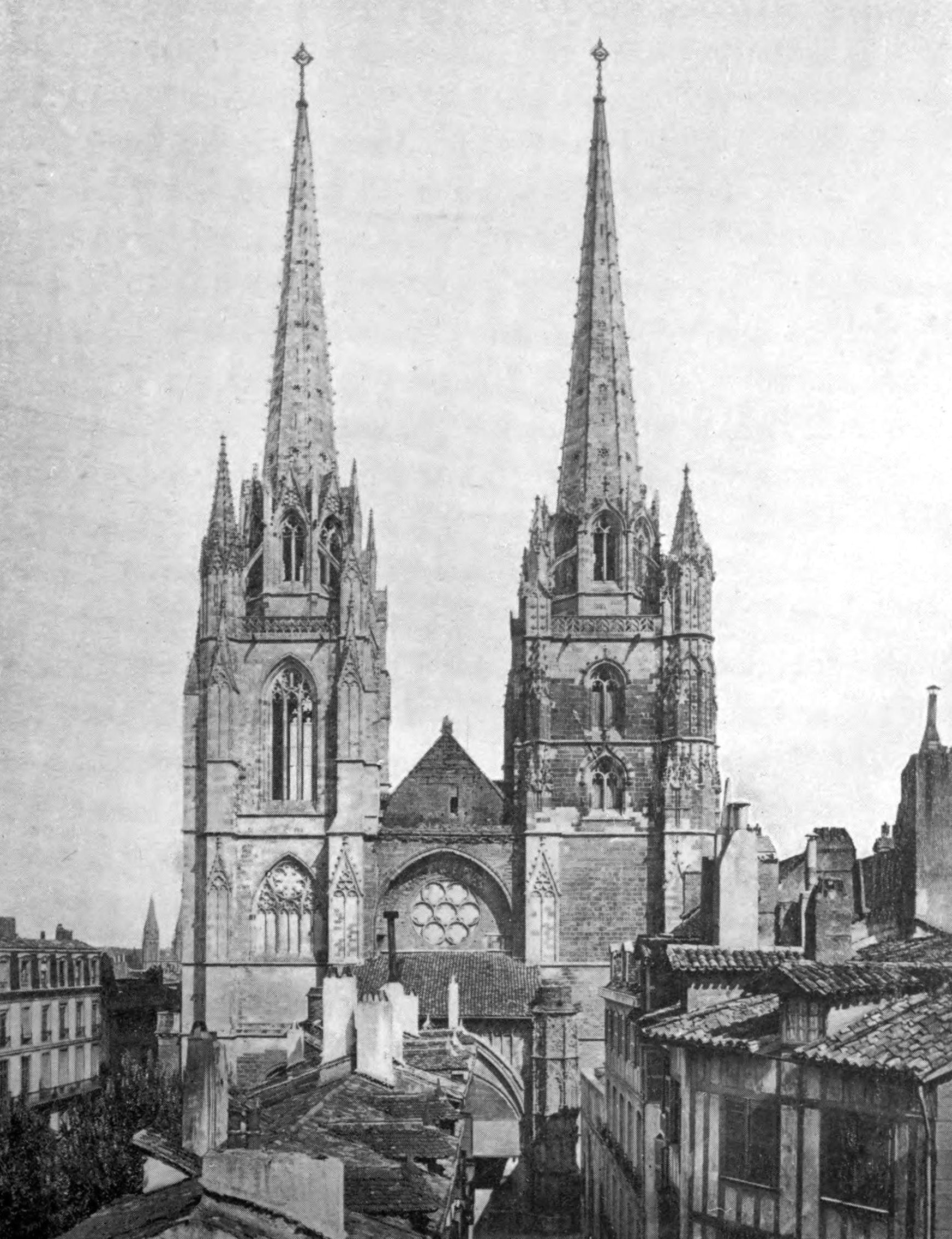
La cathédrale en 1907.
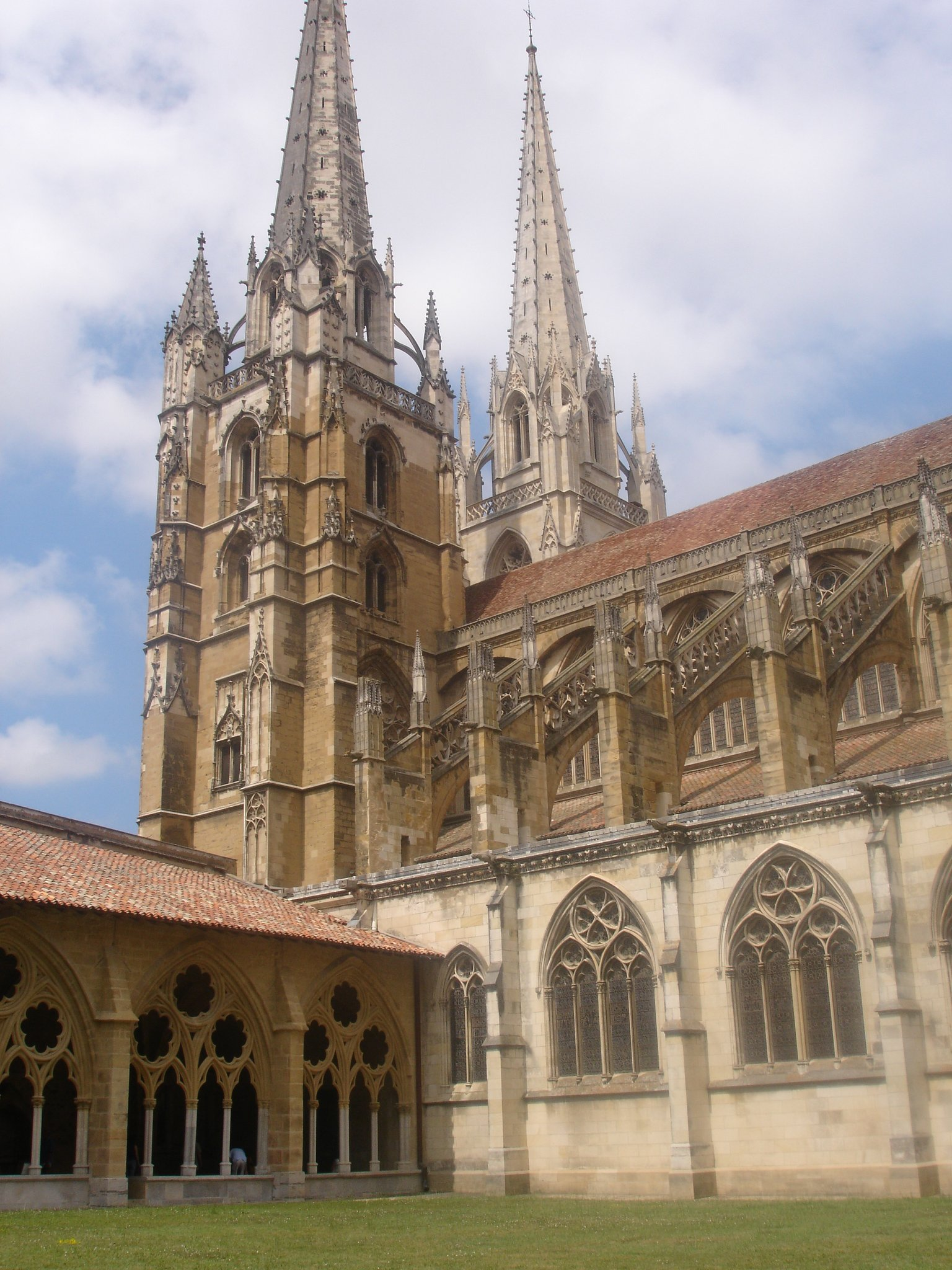
La cathédrale en 2006.
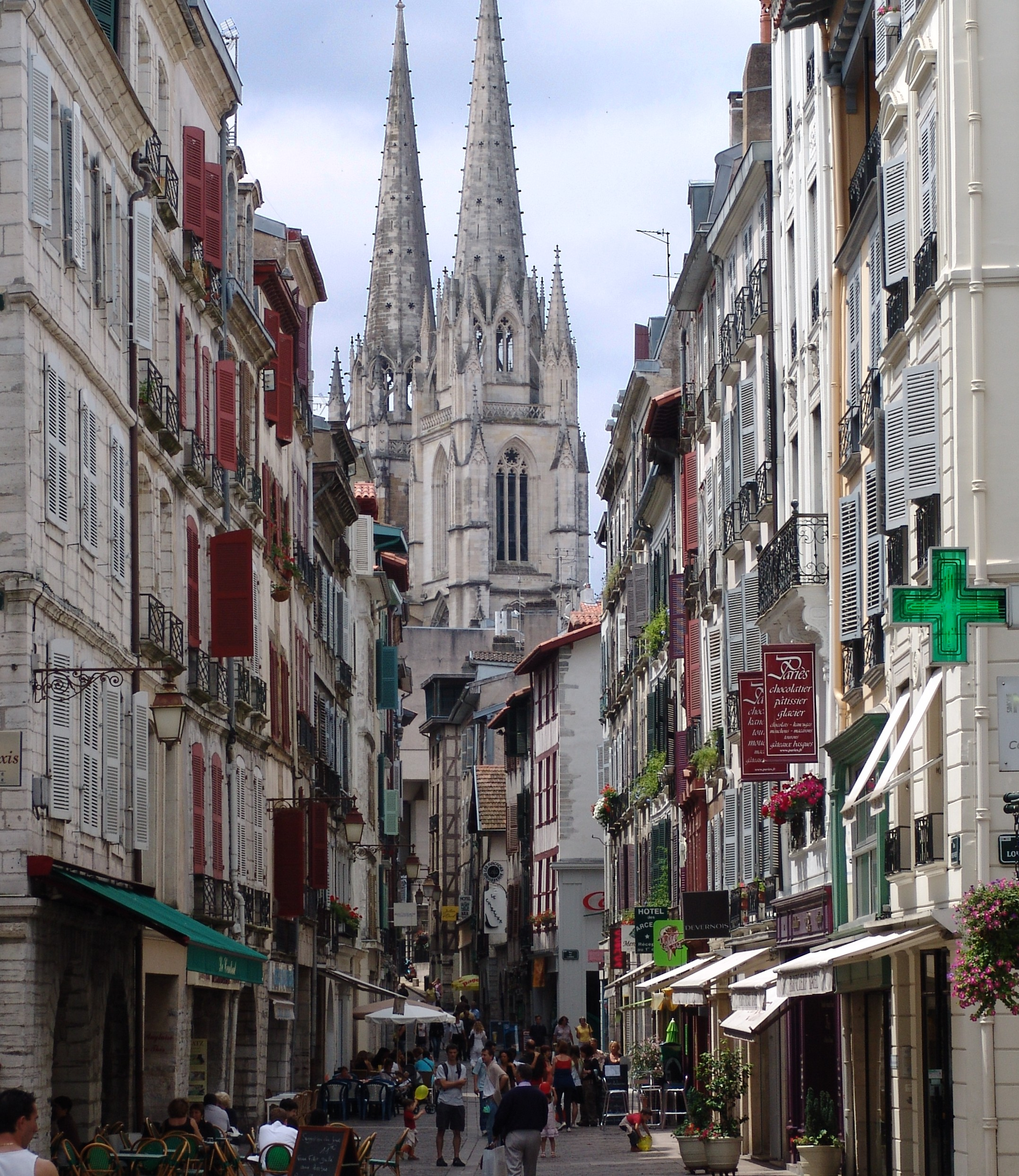
La cathédrale en 2007.
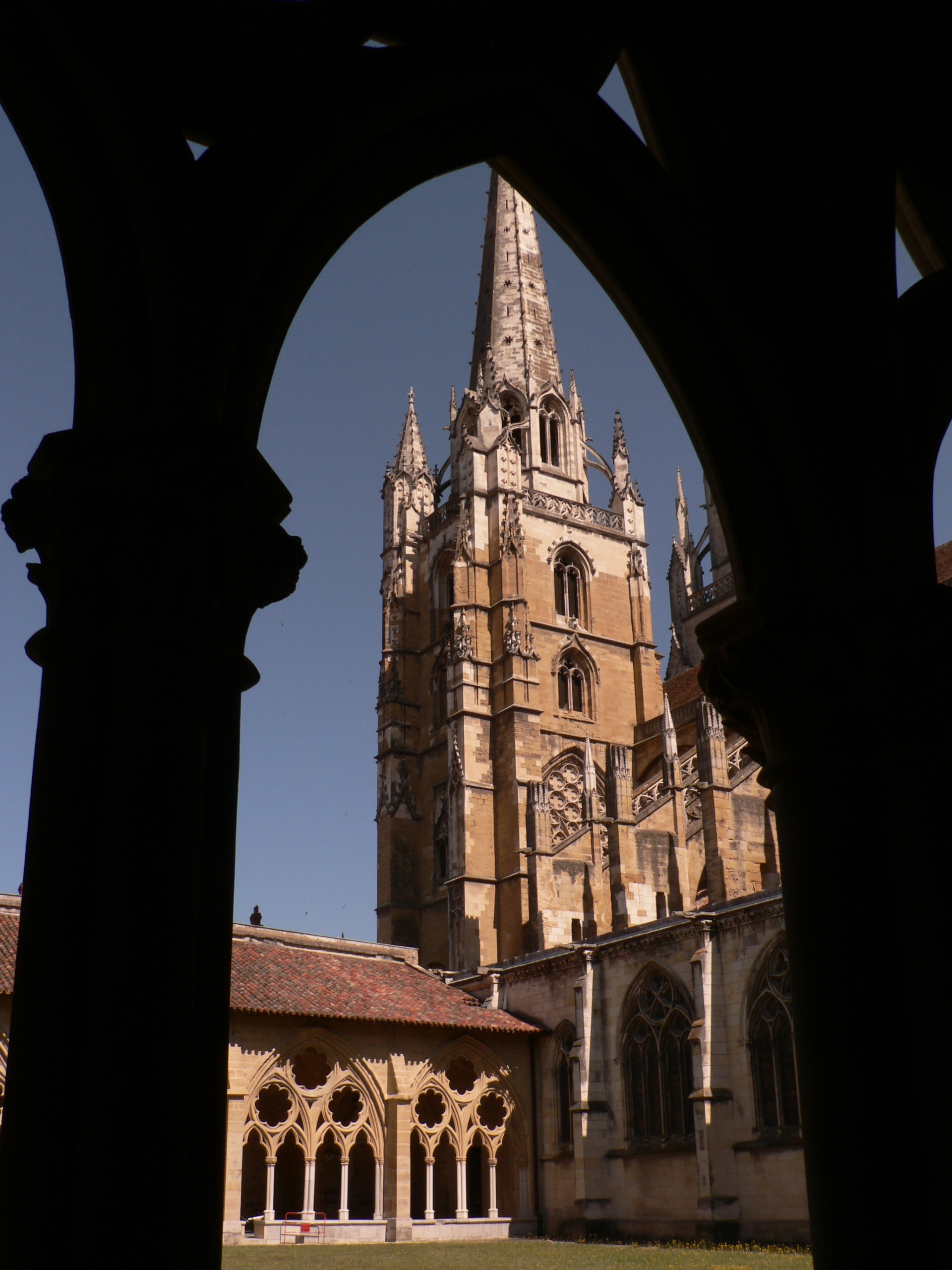
La cathédrale en 2011.

- La cathédrale Sainte-Marie, rue des Gouverneurs, est classée dans la liste du patrimoine mondial de l'UNESCO depuis 1998, au titre des chemins de Saint-Jacques-de-Compostelle en France[202].

Cette cathédrale ogivale, de style gothique fleuri, commencée en 1213 et achevée au XVe siècle, est surmontée de deux clochers de 85 mètres de haut, ajoutés au XIXe siècle. Elle renferme la châsse de saint Léon, patron de la ville. Un cloître datant de 1240 lui est attenant au sud. Le cloître a longtemps servi de cimetière ; des niches et des tombeaux y subsistent.
- L’église Saint-Esprit, rue Hugues, a été édifiée sur les bases d'un prieuré roman dont quelques éléments subsistent dans l'édifice actuel[34]. Cette église est élevée au rang de collégiale par Louis XI à la fin du XVe siècle. Les voûtes gothiques du chœur ornées d'entrelacs et de médaillons propres au style flamboyant datent de cette époque[203]. On y trouve un groupe sculpté dit l'âne de saint Bernard : la fuite en Égypte[180] et une relique de sainte Irène.
- L'église Saint-Étienne, avenue du 14 avril 1814, attestée dès le XIIe siècle, présente des parties du XVe siècle et surtout du XIXe siècle car elle a beaucoup souffert lors du siège de Bayonne et de la bataille du 14 avril 1814, les Anglais s'y étant établis. Le major-général Hay (en) y est même décédé. Le quartier et l'église furent acquis par la ville de Bayonne en 1584, achetés au futur Henri IV. Le bâtiment est inscrit à l'Inventaire général du Patrimoine culturel[204] et il abrite trois objets classés au titre des monuments historiques : deux tableaux de l'école espagnole du XVIIe siècle figurant saint François en prière[205] et la Lapidation de saint Étienne[206] et un tableau de l'école française du XVIIIe siècle figurant une Vierge à l'Enfant[207]. Le cimetière de l'église accueille des tombes de personnages célèbres, en particulier celles de Léon Bonnat, du général Bourbaki et d’Émile Betsellère.

L'église Saint-Étienne et son cimetière (sélection).
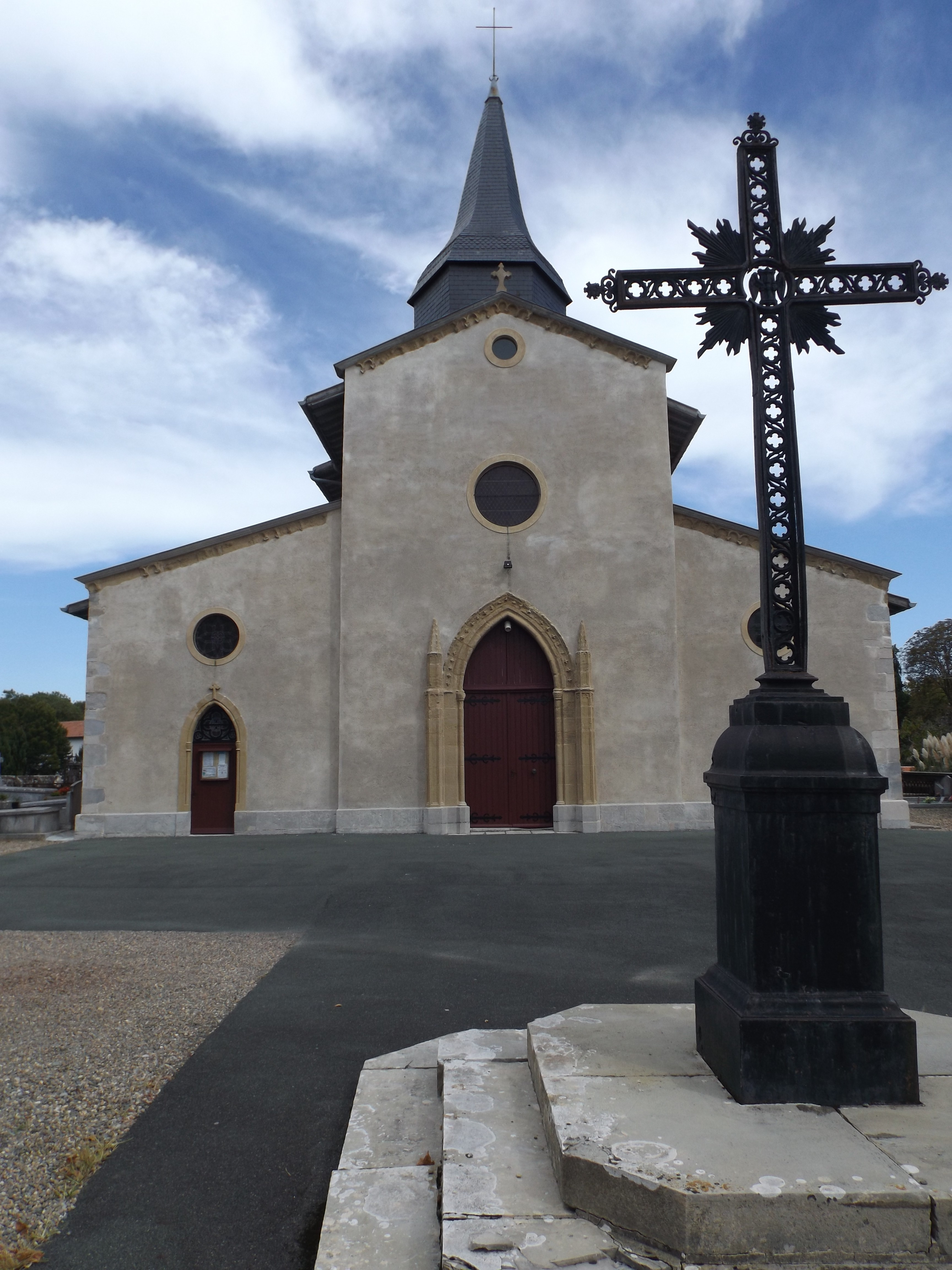
Le portail occidental.
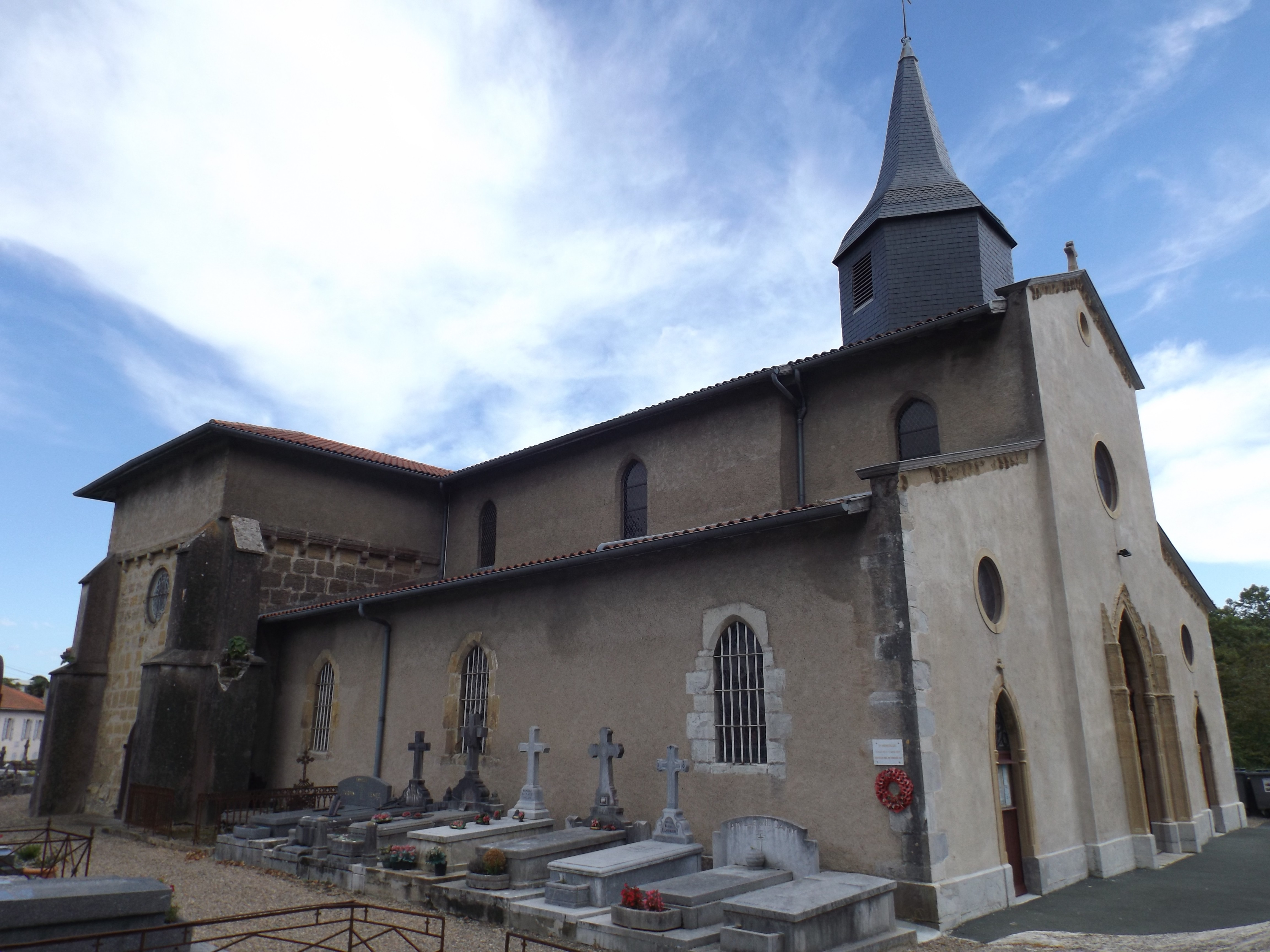
Vue du nord.
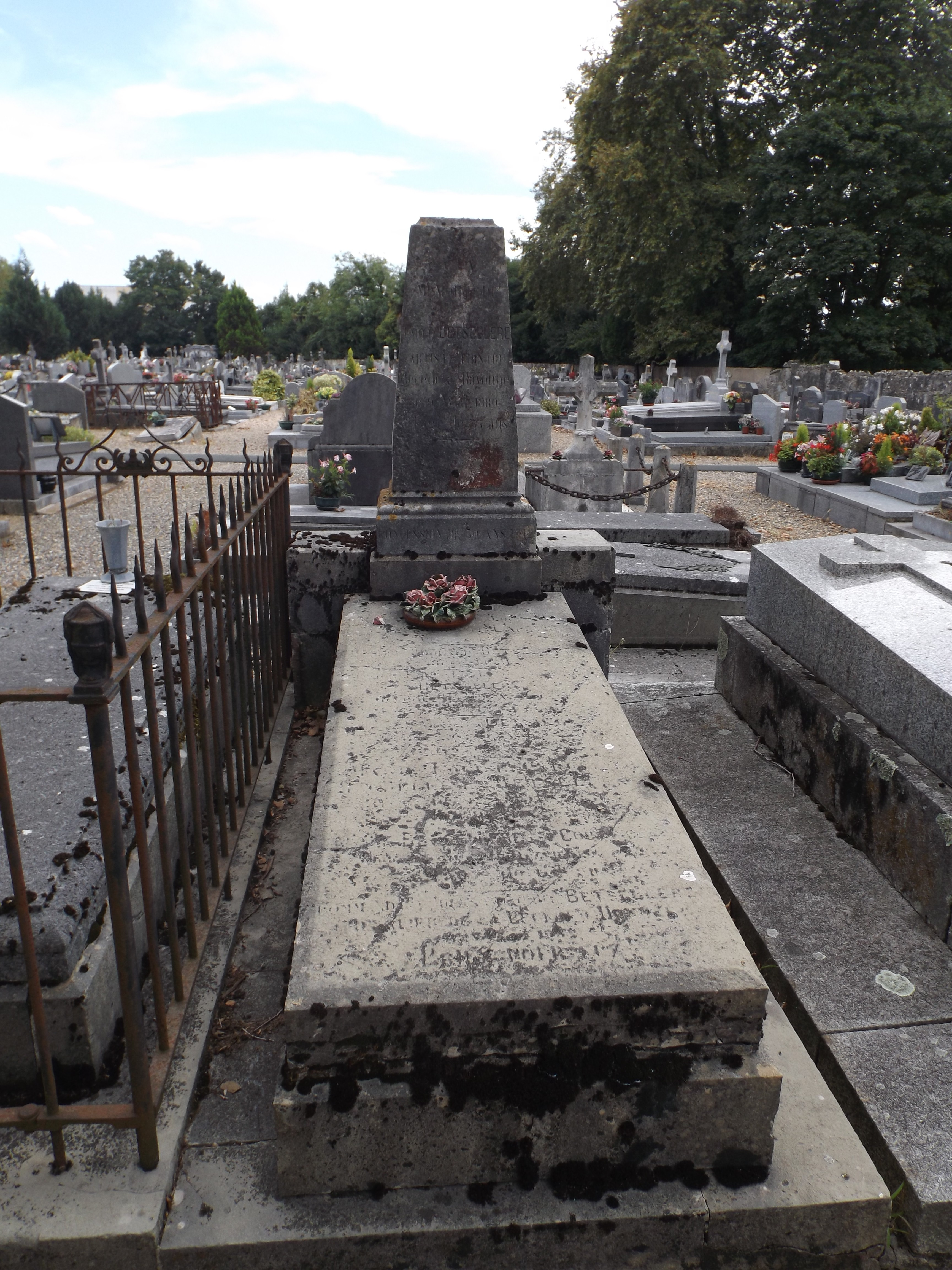
La tombe du peintre Émile Betsellère.
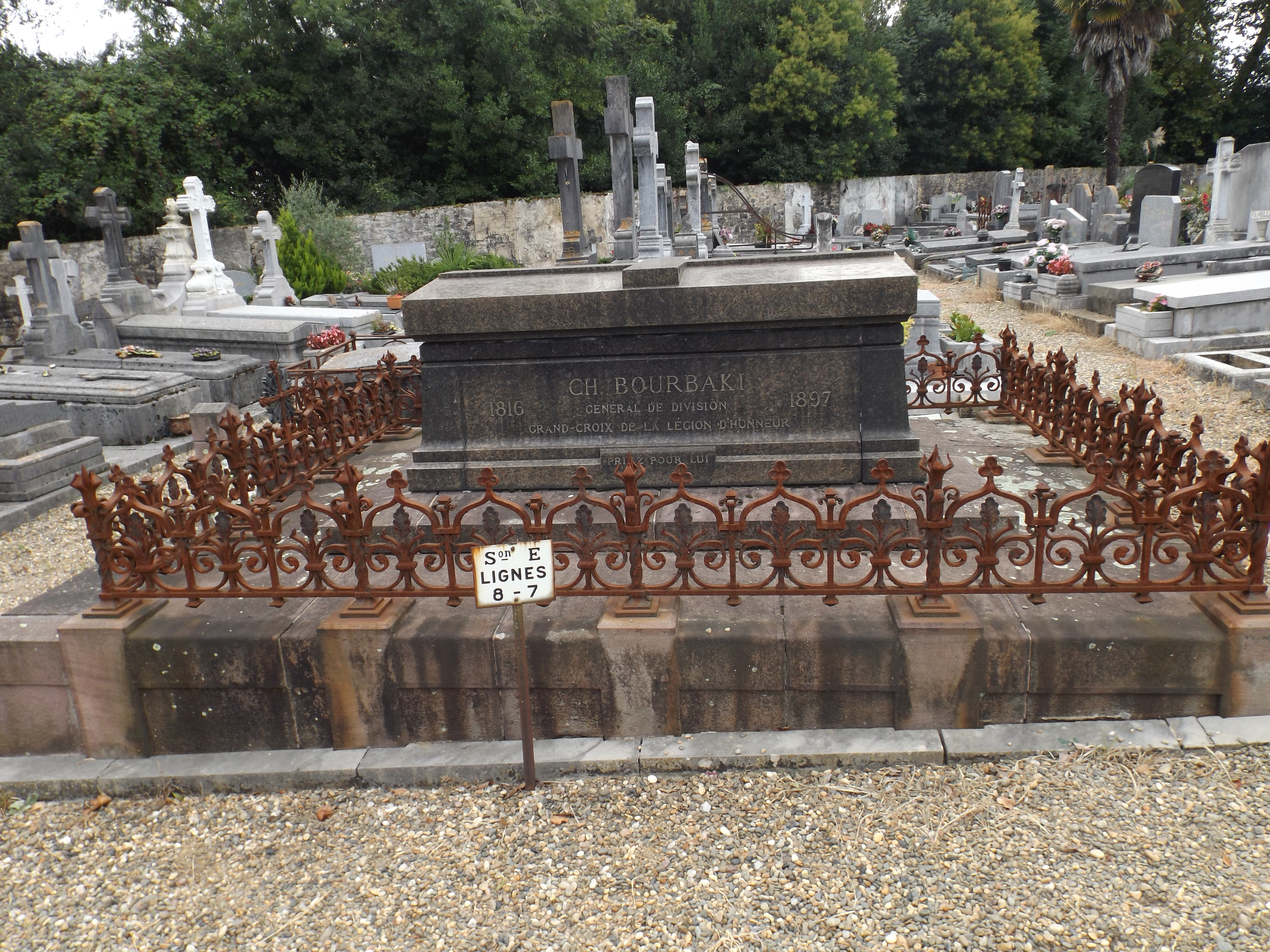
La tombe du général Bourbaki.
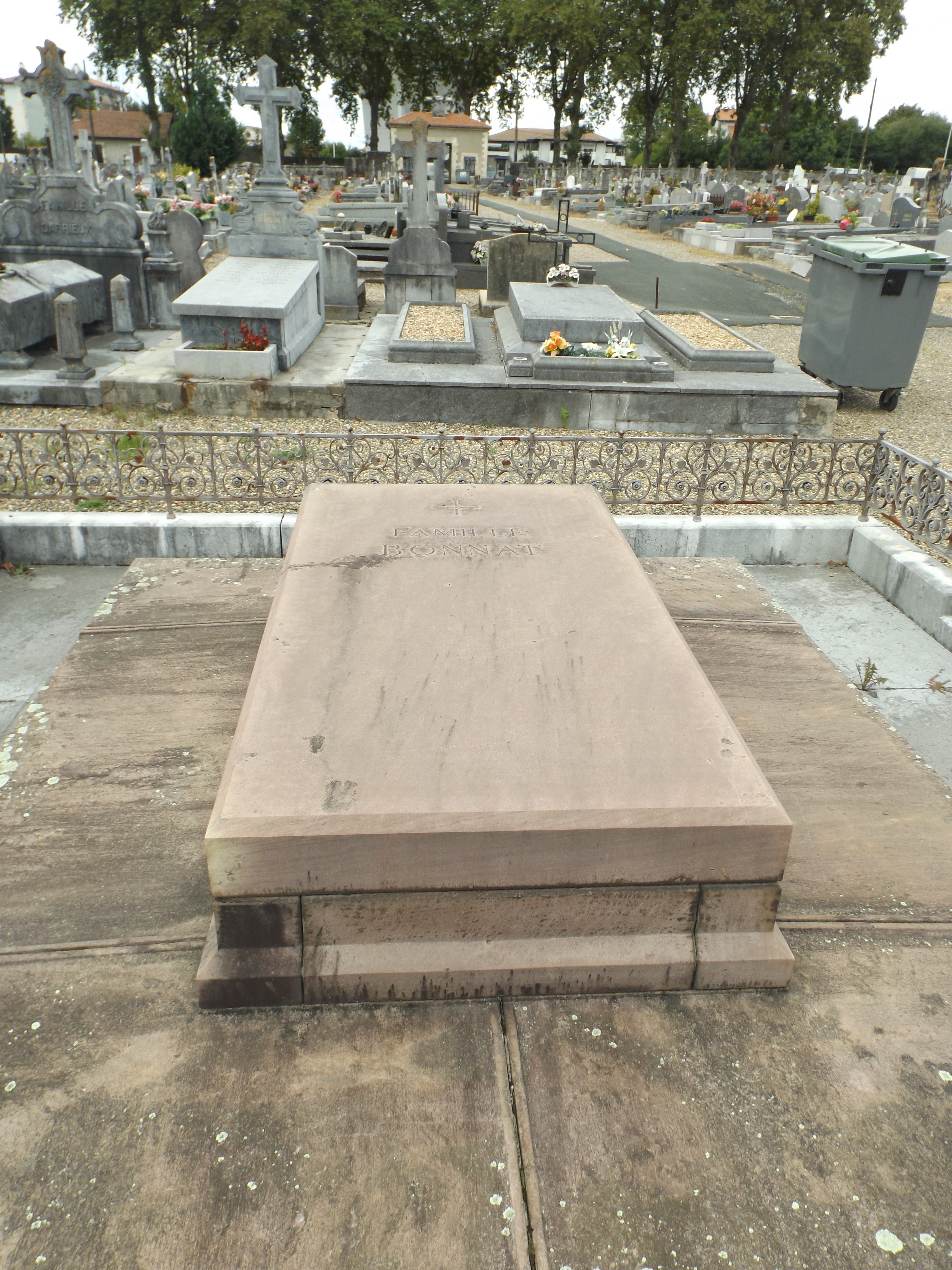
La tombe de Léon Bonnat.

- L'église Saint-André de Bayonne, rue des Lisses, construite en style néogothique sous le règne de Napoléon III, domine le quartier du Petit-Bayonne. Elle abrite deux œuvres remarquables : L'Assomption de Léon Bonnat et un orgue du facteur Georges Wenner classé monument historique.
- L'église Sainte-Croix, avenue du Béarn.
- L'église Saint-Amand, rue Pierre Laporte de Saint-Amand.
- L'église Saint-Bernard, avenue du Docteur Camille Delvaille.
- L'église Saint-Léon, avenue de l'Interne Jacques Loeb de Marracq.
- L'ancienne chapelle Notre-Dame, rue Douer, date de 1860.
- La chapelle du Carmel, chemin d'Arancette.
- La chapelle du collège La Salle Saint-Bernard, rue Antoine Labarthe.
- La chapelle des Capucins, avenue de la Légion Tchèque.
- La chapelle de l'hôpital Saint-Léon, avenue de l'Interne Jacques Loeb
- La chapelle de l'ancien hôpital militaire, rue Ravignan.
- La chapelle de la Citadelle.
- La chapelle Saint-Léon, avenue Raymond de Martres (cimetière).
- La chapelle de la clinique Caradoc, avenue du 14 avril 1814.
- La chapelle oratoire, avenue du 14 avril 1814.
- La chapelle du château Biscardy, rue de Laharie.

- Le grand séminaire, Cours du Comte Cabarrus, possède des bas-reliefs classés, de la fin du XVIIIe siècle[208] ; la pose de la première pierre date de 1914, le bâtiment ayant été achevé en 1919, année de l'arrivée des premiers séminaristes[209]. L'année précédente, bien qu'inachevé, le bâtiment était loué par le diocèse aux soldats américains[210]. En 1940 il est réquisitionné par les Allemands[211]. L’édifice a été construit pour remplacer l'ancien grand séminaire, depuis démoli, qui était situé au quartier Lahubiague[211]. Le grand séminaire a été désaffecté et accueille depuis 1975 le conservatoire de musique.
- Le temple réformé, rue du Temple.
- L'église évangélique, cité Furtado.
- L'ancienne abbaye Saint-Bernard de Bayonne.
- La cérémonie de pose de la première pierre de la synagogue de Bayonne, rue Maubec, eut lieu le 25 mai 1836. Construite sur les plans de l'architecte Capdeville, elle est achevée l’année suivante. Depuis lors, l’édifice a subi peu de transformations. Le bâtiment est construit sur deux niveaux. Sa façade est de style néo-classique. L'arche qui date du début du XVIIIe siècle, provient de l'ancien oratoire démoli pour construire la synagogue. Tout en bois, de pur style Louis XVI rococo, l'arche comporte deux portes centrales permettant d'accéder aux rouleaux de Torah[35].
- Le cimetière juif, ou israélite, est situé dans le quartier Saint-Étienne au nord de la ville et de la synagogue. Il est classé monument historique depuis 1998[212]. Il est en effet un des plus vieux de France, certaines tombes datant du XVIIe siècle, et conserve de nombreuses pierres tombales anciennes. Le dépositoire de 1862 en forme de temple antique est aussi couvert par ce classement. Il fut le théâtre de la bataille du 14 avril 1814 lors du siège de Bayonne.

Le cimetière juif de Bayonne.
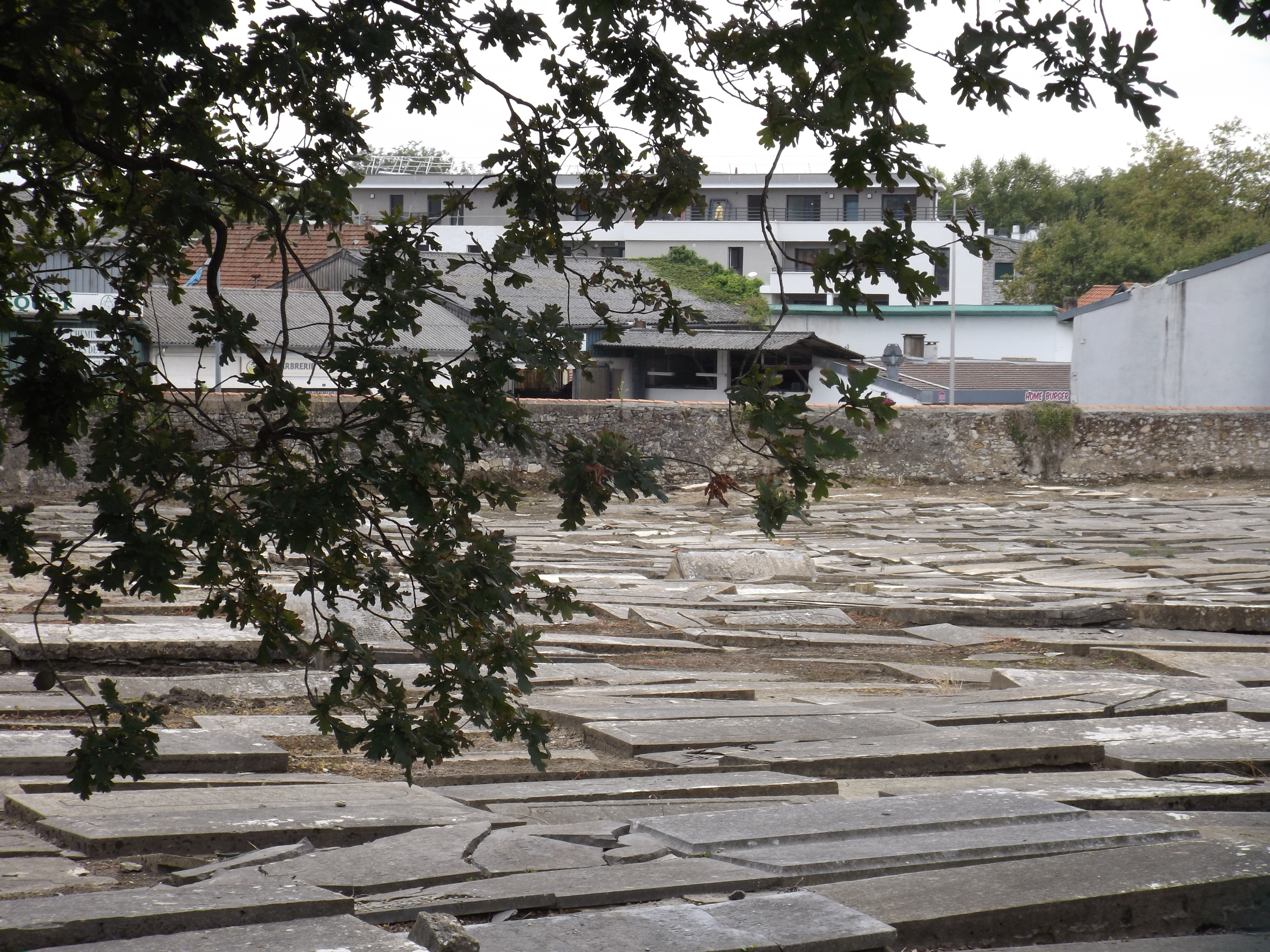
Le carré du XIXe siècle.
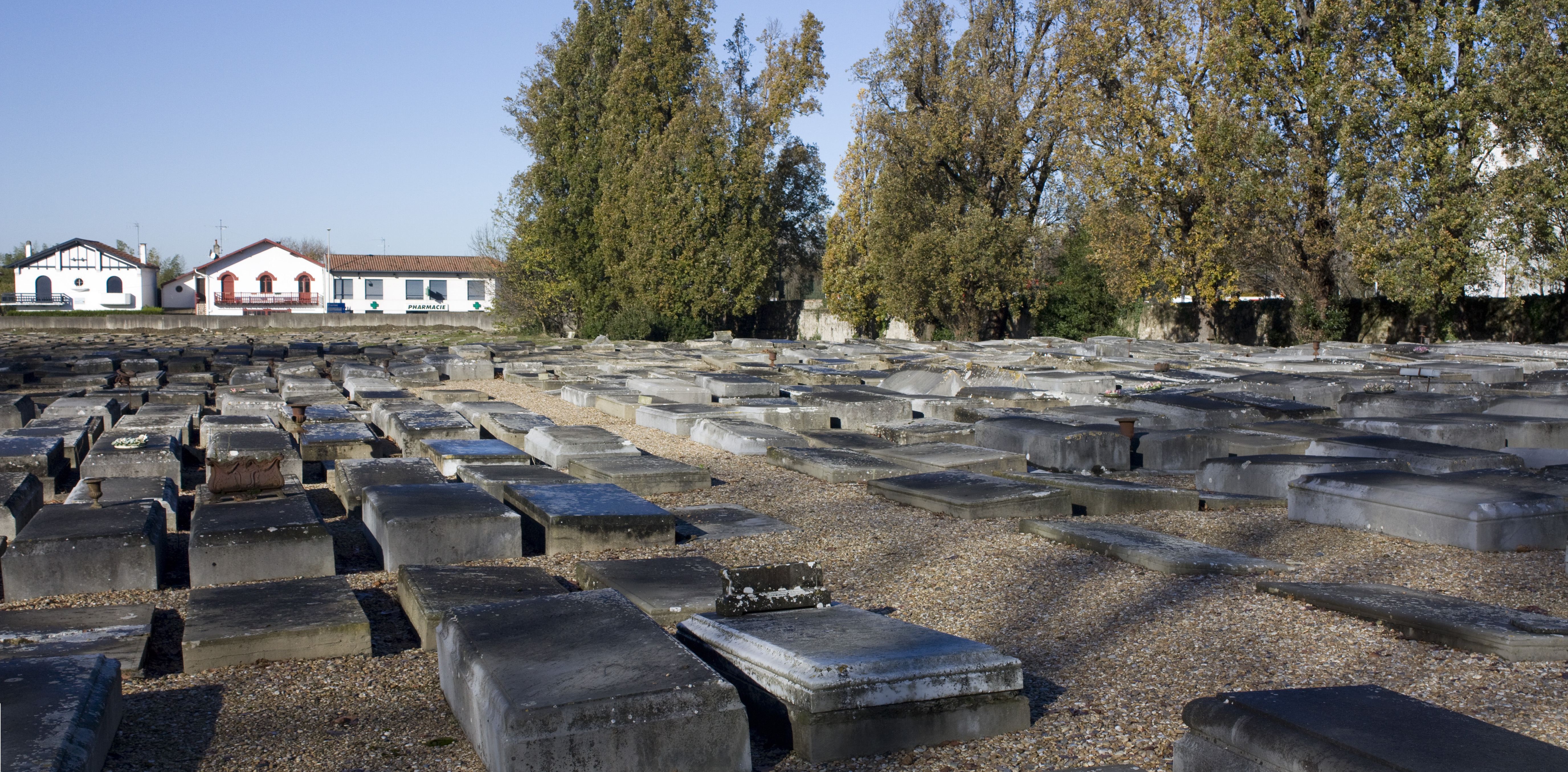
Le carré du XVIIIe siècle.
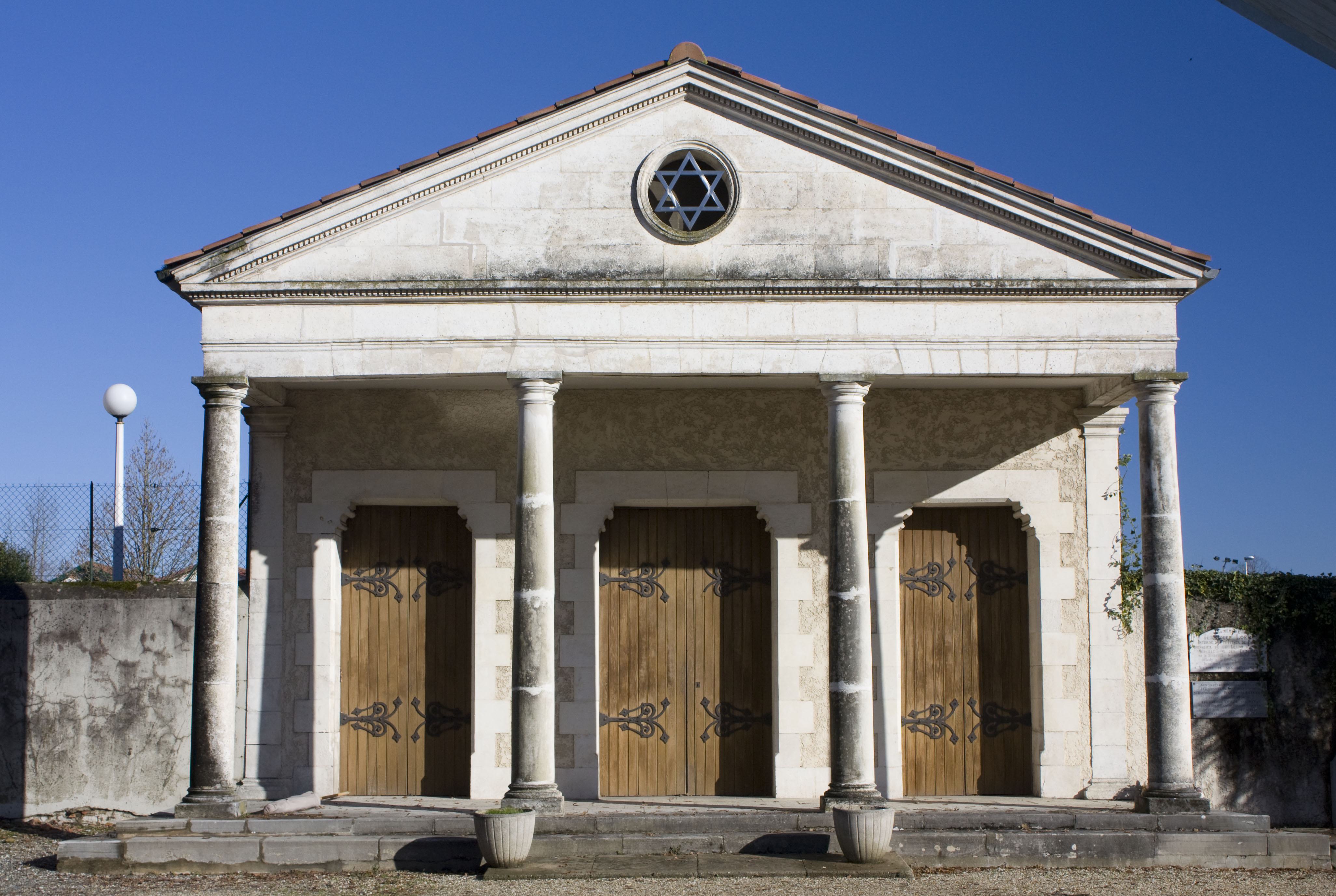
Le dépositoire de 1862.

### Patrimoine naturel

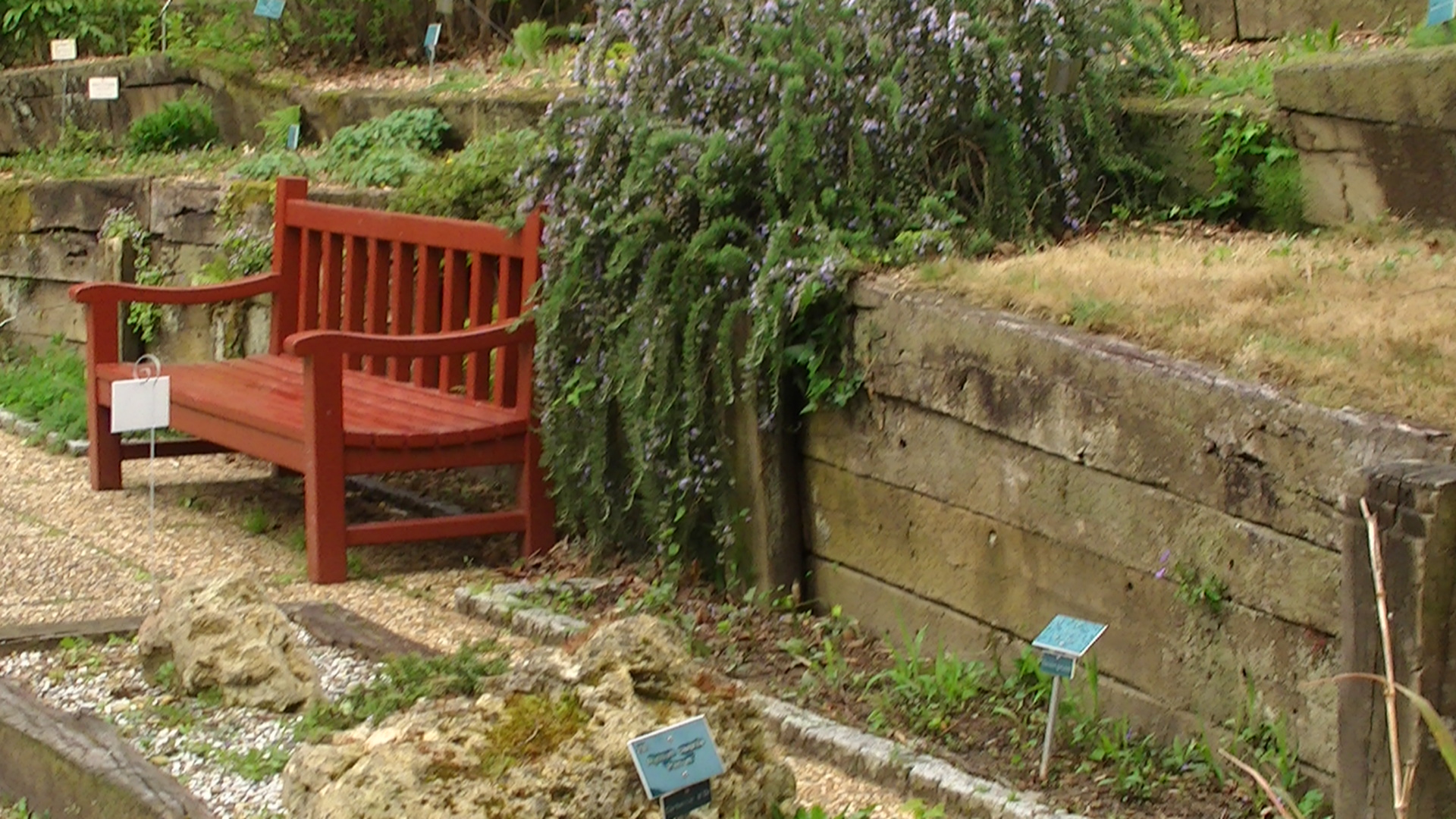
Le jardin botanique de Bayonne.

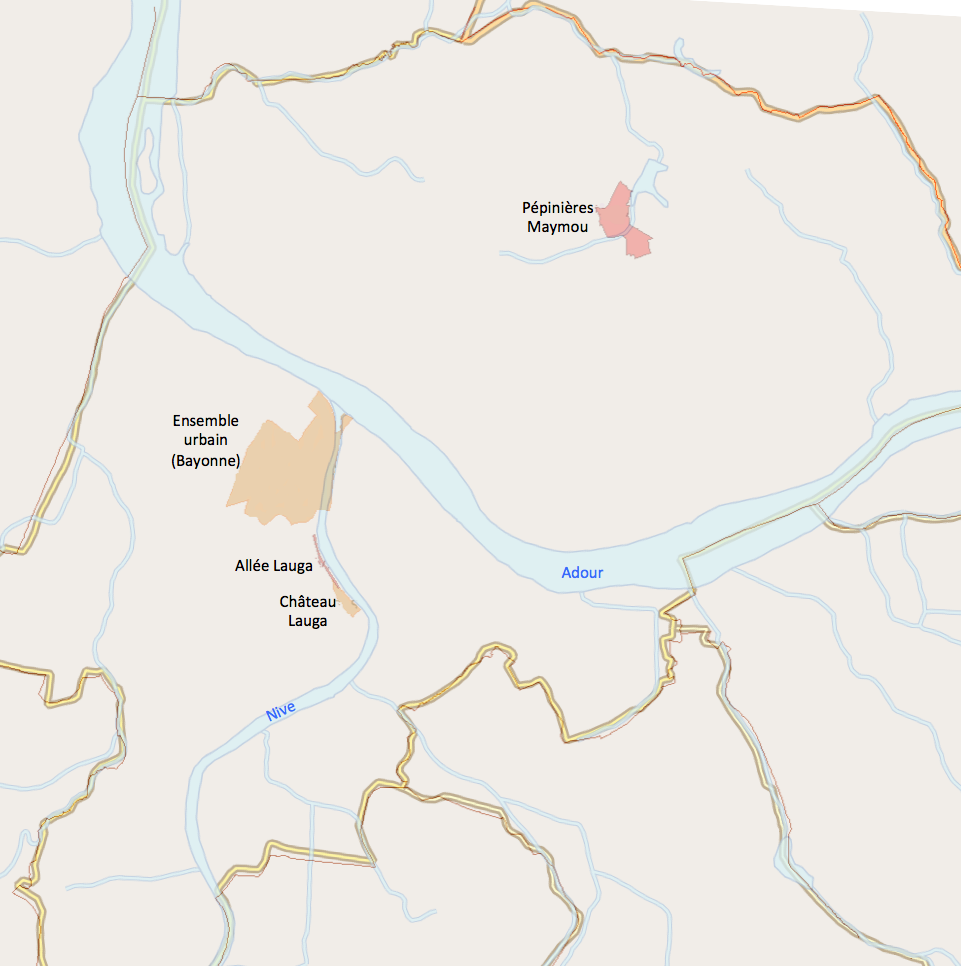
Sites inscrits (saumon) et classés (rouge) pour leurs qualités environnementales.

Le réseau Natura 2000 a retenu l’Adour pour sa faune aquatique, et en particulier pour la Grande alose (Alosa alosa), l’Alose feinte (Alosa fallax), les Lamproie de rivière (Lampetra fluviatilis), marine (Petromyzon marinus) et de Planer (Lampetra planeri), le Toxostome (Parachondrostoma toxostoma) et le Saumon atlantique (Salmo salar). Il vise également à préserver le Vison d'Europe (Mustela lutreola) ainsi qu’une fleur, l’Angélique des estuaires (Angelica heterocarpa). Les espèces atlantiques concernent étroitement la zone affectée par les marées en amont et en aval de Bayonne.
Bayonne a été récompensée de quatre fleurs au concours des villes et villages fleuris depuis 1998, soulignant les efforts accomplis dans les domaines de la décoration florale, de l’environnement, de la propreté et de l'assainissement, de l’affichage et de l’habitat. En 2008, la ville se désengageait cependant du Conseil national des villes et villages fleuris pour des divergences sur les méthodes d'obtention du fleurissement. La commune organise en revanche un « concours des jardins et balcons fleuris ».
La commune entretient 180 hectares de parcs, jardins, terrains de sports et autres espaces verts. Sont en particulier l'objet de soins attentifs les parcs et des jardins de qualité tels le jardin public, le jardin botanique, la promenade des remparts et le parc de Caradoc. Dans ce dernier, un Magnolia grandiflora a été labellisé arbre remarquable en 2016. Il aurait été planté après 1873 et l'enchevêtrement de ses branches qui tombent au sol et repartent vers le haut le font ressembler à un bosquet.
Elle dispose également de plusieurs espaces naturels, dont un milieu remarquable d'une centaine d'hectares, la plaine d'Ansot, situé au sud de la ville et au bord de la Nive, où l'Angélique des estuaires (Angelica heterocarpa), espèce menacée et protégée au niveau européen, a trouvé refuge.
La direction régionale de l'environnement, de l'aménagement et du logement (DREAL) Aquitaine a sélectionné à l’inventaire général du patrimoine culturel quatre sites et des paysages de la commune. Ainsi, l’ensemble urbain de Bayonne fait l’objet d’une inscription depuis le 30 juillet 1963, et le château Lauga et ses abords immédiats depuis le 25 janvier 1967. Sur la rive gauche de la Nive, l’allée Lauga est classée depuis le 16 septembre 1942, et les pépinières Maymou, au nord de la localité, depuis le 10 novembre 2008.
L’allée Lauga est qualifiée de site d’intérêt pittoresque, s’étendant sur 0,84 ha, tout comme le château du même nom (1,35 ha). Le vieux bourg de Bayonne est inscrit à l’inventaire des sites historiques et pittoresques pour plus de 39 ha.
Les pépinières Maymou couvrent une surface de près de 8 ha dans le quartier Saint-Étienne. Créées en 1880, elles bénéficient d’un micro-climat proche de celui de l’Asie du Sud-Est ; elles constituent un conservatoire et un centre de production horticole.

### Équipements culturels

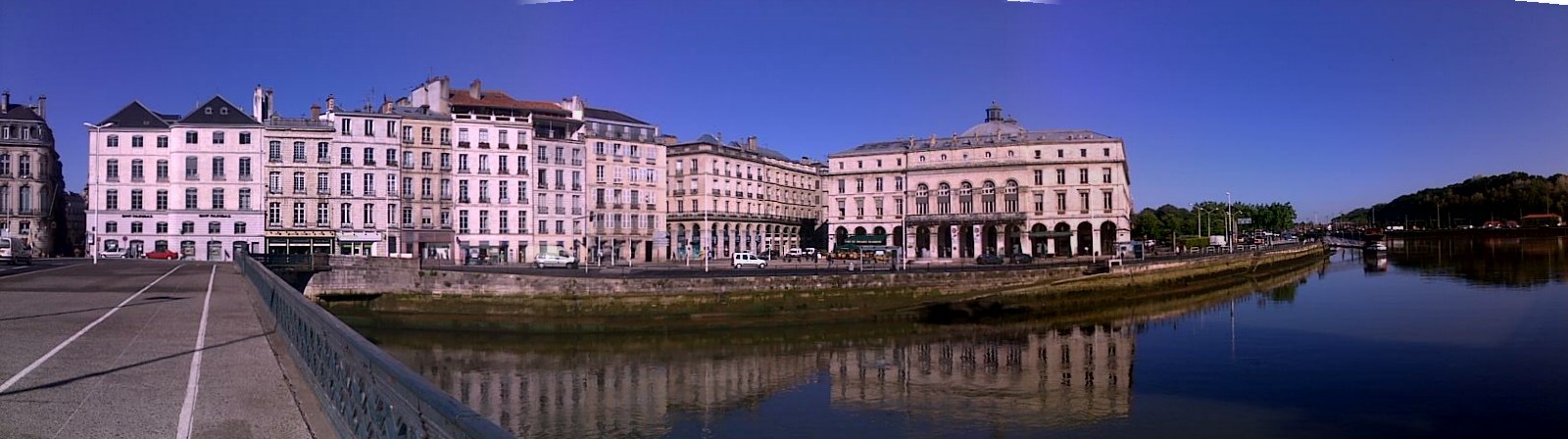
Le théâtre Michel-Portal partage le bâtiment de droite avec la mairie.

#### Scènes
Le théâtre Michel-Portal a reçu, avec la salle Paul-Vaillant-Couturier, à Boucau, le label scène nationale du ministère de la Culture en 1990 et porte donc le nom de Scène nationale Bayonne - Sud-Aquitain. Il est situé place de la Liberté, dans le même bâtiment que l'hôtel de ville.
Outre le complexe Méga CGR, qui propose des films grand public, la localité abrite un cinéma d'art et d'essai de renommée nationale, l’Atalante, situé dans le quartier Saint-Esprit.

#### Musées et galeries

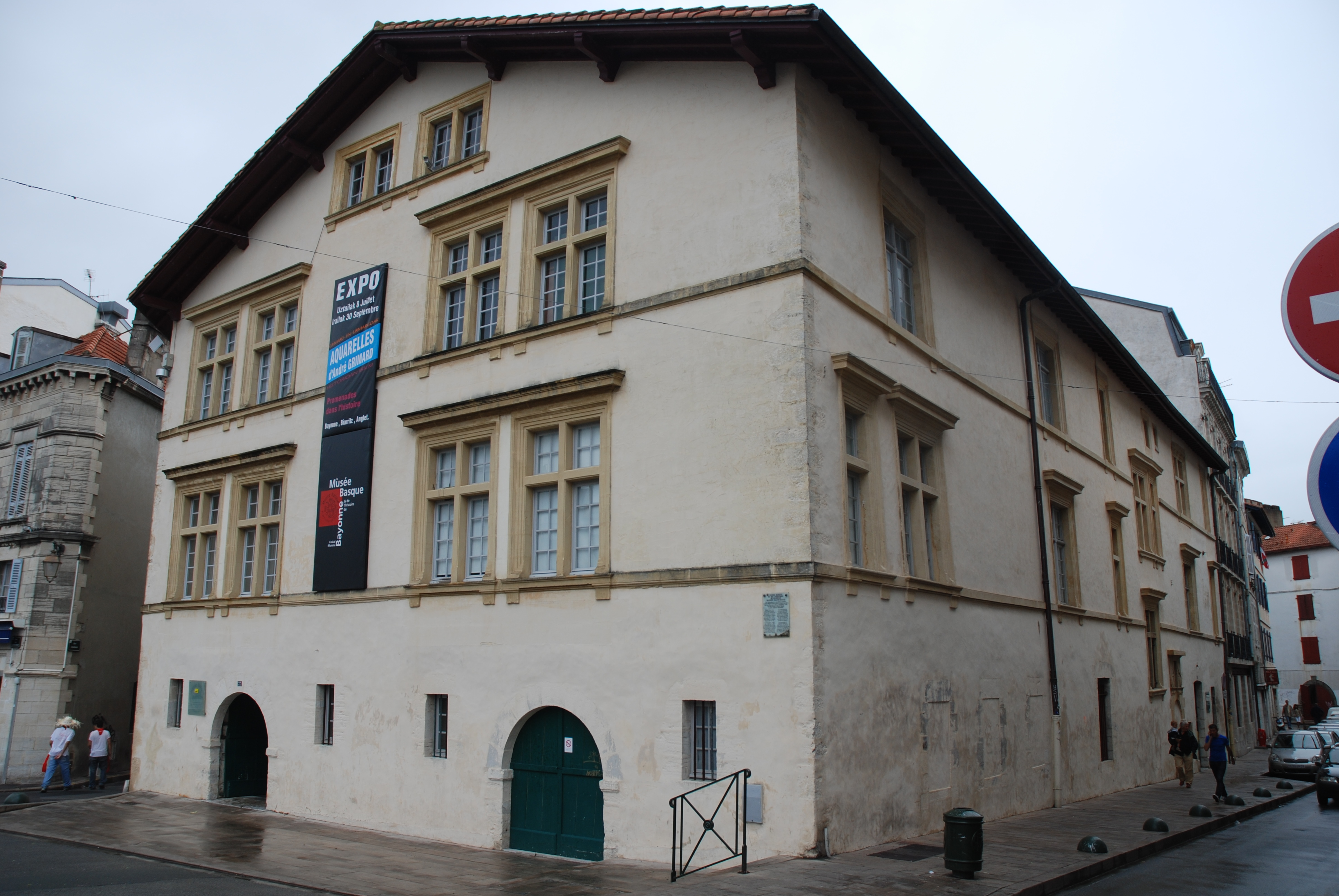
La maison dite de Dagourette ou musée basque.

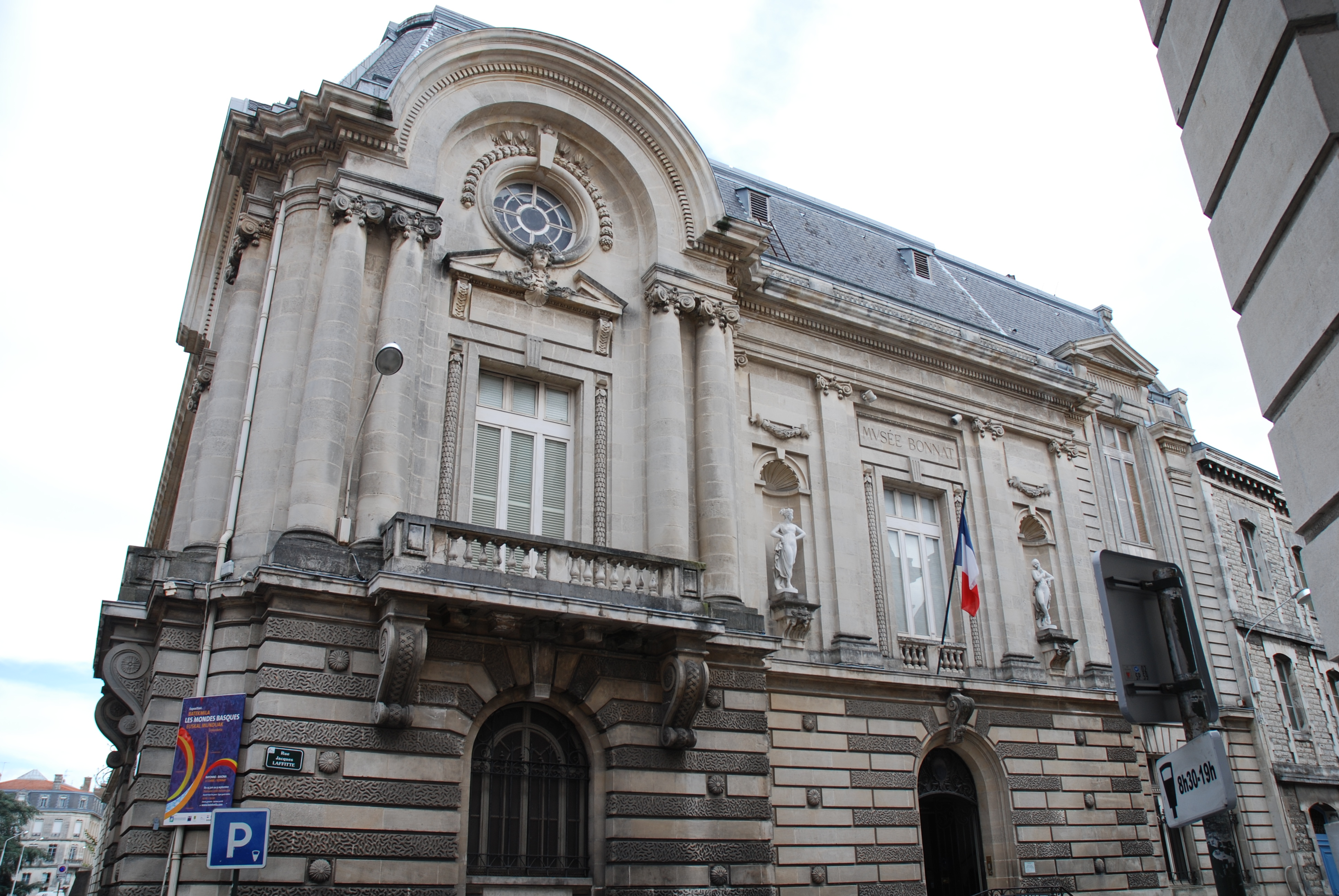
Le musée Bonnat-Helleu.

Quatre musées sont à découvrir dans la localité. Le musée basque et de l'histoire de Bayonne propose une collection historiographique et ethnographique consacrée au Pays basque français. Il a reçu en 2003 le label Musée de France. Il est installé depuis 1924 au Petit Bayonne, dans la maison Dagourette, demeure bourgeoise de la fin du XVIe siècle, elle-même protégée par les monuments historiques depuis 1991.
Le musée Bonnat-Helleu est également situé dans le quartier du Petit Bayonne, dans un bâtiment du XIXe siècle dû à l'architecte Charles Planckaert. La collection du musée doit son origine à un legs du peintre Léon Bonnat à la ville de Bayonne, en 1891,. Musée des beaux-arts de la commune, il recèle une remarquable collection de peintures, de dessins anciens et de sculptures constituée de 1880 à 1900, et, à la suite de legs successifs, il conserve à l'heure actuelle près de 7 000 œuvres.
Le muséum d'histoire naturelle, également Musée de France, fut fondé en 1856, grâce à un legs de son premier conservateur, Ulysse Darracq. Après avoir été fermé durant près de 60 ans, il s'offre de nouveau au public depuis 2010, auquel il propose 430 m2 d’expositions permanente et temporaire et 20 000 objets du patrimoine naturel régional. Il est situé dans la plaine d'Ansot, sur la rive droite de la Nive.
Le musée du judaïsme bayonnais Suzanne-et-Marcel-Suarès a, lui, ouvert ses portes en 2022. Ce musée retrace l'histoire de la communauté juive à Bayonne depuis son arrivée au XVIe siècle, et sa relation par exemple avec l'arrivée du chocolat à Bayonne. Il rend aussi hommage à des noms comme René Cassin, né à Bayonne et co-rédacteur de la déclaration universelle des droits de l'Homme, et Marcel Suarès, résistant,.
Outre ces quatre musées, quatre autres espaces communaux proposent des expositions temporaires : la médiathèque (sur des thèmes liés à la littérature et à l'écrit), la Poudrière (expositions d'art contemporain), le Centre communal d'action sociale (peintures et photographies d'artistes locaux) et depuis 2015 le DIDAM (expositions de photographies).
La ville comporte plusieurs galeries d'art, situées à Saint-Esprit et dans les Grand et Petit Bayonne.

#### Bibliothèques
La médiathèque municipale comporte deux sites, en centre-ville en face de la cathédrale et dans le quartier des Hauts de Bayonne. La ville accueille également une bibliothèque universitaire et des centres de documentation dans les musées.

### Patrimoine culturel

#### Langues

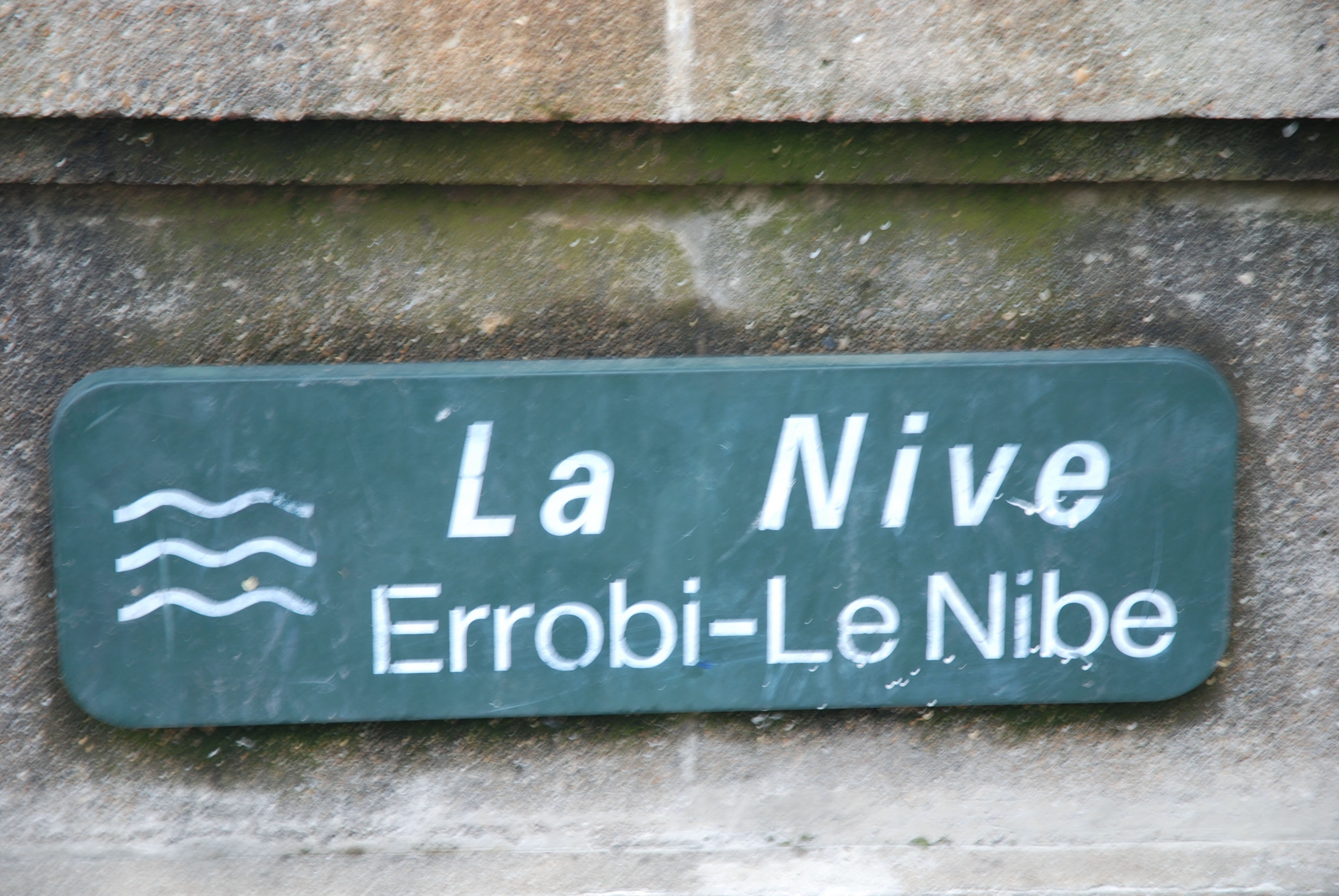
Panneau trilingue sur le pont Marengo.

Les habitants de Bayonne ont parlé le gascon du Moyen Âge jusqu'au début du XXe siècle, et on le trouve usité dans tous les textes officiels médiévaux de la ville.
Lors de la création des départements, Bayonne est incluse dans le département des Basses-Pyrénées, devenues Pyrénées-Atlantiques le 10 octobre 1969. Ce département est formé de la réunion du Béarn, des provinces basques de Soule, de Labourd et de Basse-Navarre, et d'une mince frange gasconne suivant le cours inférieur de l'Adour, ceci malgré l'opposition des membres du biltzar du Labourd — de population rurale —, qui avaient déjà refusé que Bayonne —  population bourgeoise — votât avec eux pour l'élection des représentants aux États généraux.
Lors de la dernière séance du biltzar, le 18 novembre 1789, consacrant la création d’un district et la disparition dudit biltzar, le délégué Mundutéguy souligne que Basques et Bayonnais réunis dans une instance politique, ne purent s’entendre « à cause de la différence des langues ».
En faisant de Bayonne le chef-lieu d'un des cinq arrondissements du département nouvellement créé — les quatre autres étant ceux de Pau, d'Orthez, d'Oloron et de Mauléon — la Révolution transforme Bayonne en un centre urbain primordial pour le Pays basque intérieur. Auparavant, les Labourdins et les Navarrais voyaient Bayonne comme une ville portuaire de débouchés pour leurs productions, et se rendaient occasionnellement dans cette cité marchande qui avait été détachée du Labourd par Richard Cœur de Lion en 1177.
Avec l'inclusion dans le département des Basses-Pyrénées, Bayonne devient le principal centre urbain à la périphérie immédiate du Pays basque. Bayonne tourne de ce fait en partie le dos à la Gascogne avec laquelle elle s'est construite et à laquelle elle doit une partie de son visage actuel. La francisation grandissante au XXe siècle marque un recul du gascon à Bayonne qui n'est guère plus compris ou parlé que par une frange assez mince de la population. La même francisation menace le basque, soutenu par l'action de collectifs de défense de la langue et de la culture basques. Les drapeaux gascon et basque continuent ainsi de flotter côte à côte sur la façade de l'hôtel de ville. Des panneaux de signalisation trilingues — français/basque/gascon — sont visibles dans la commune.

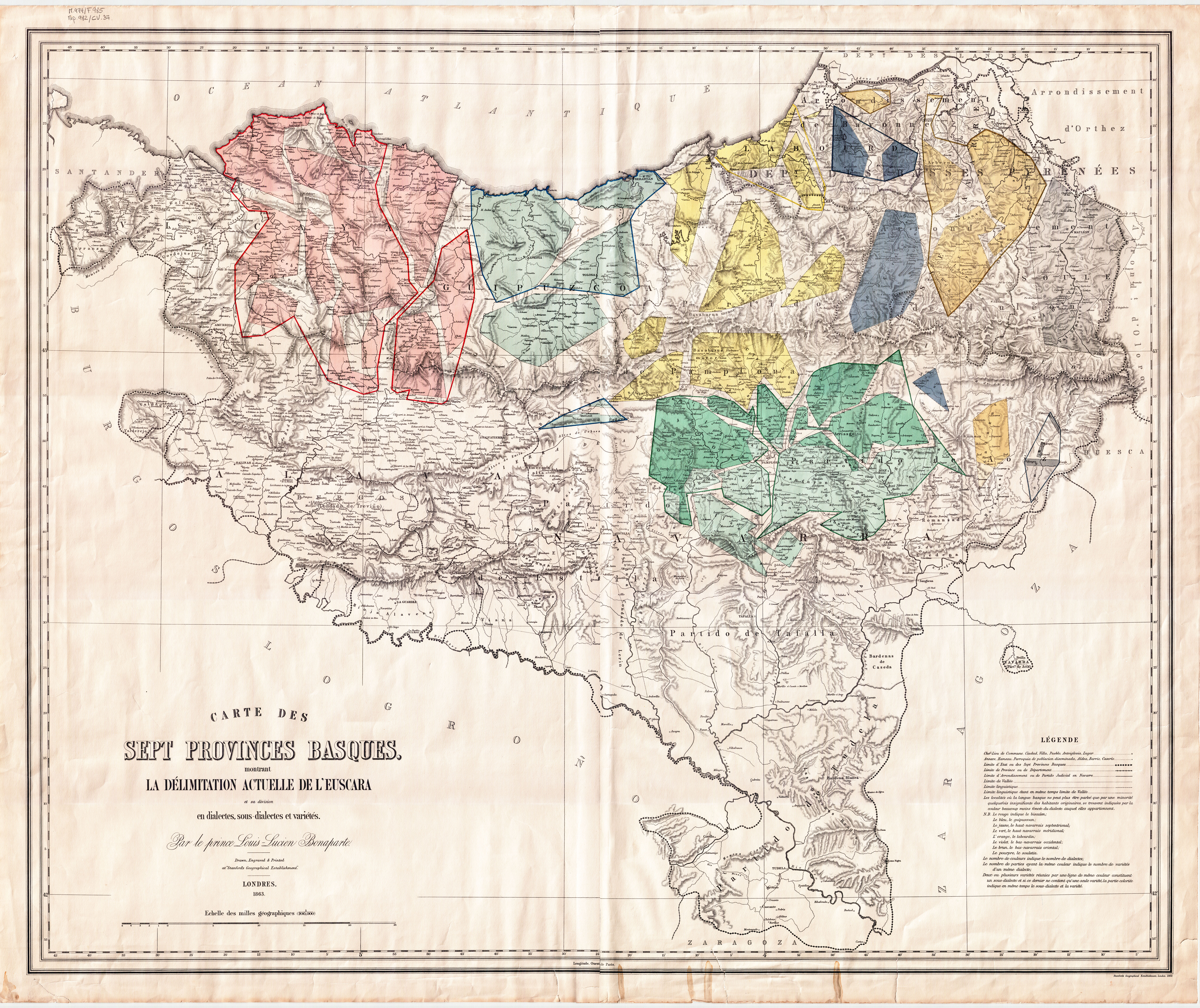
Carte des sept provinces basques (1), 1863.

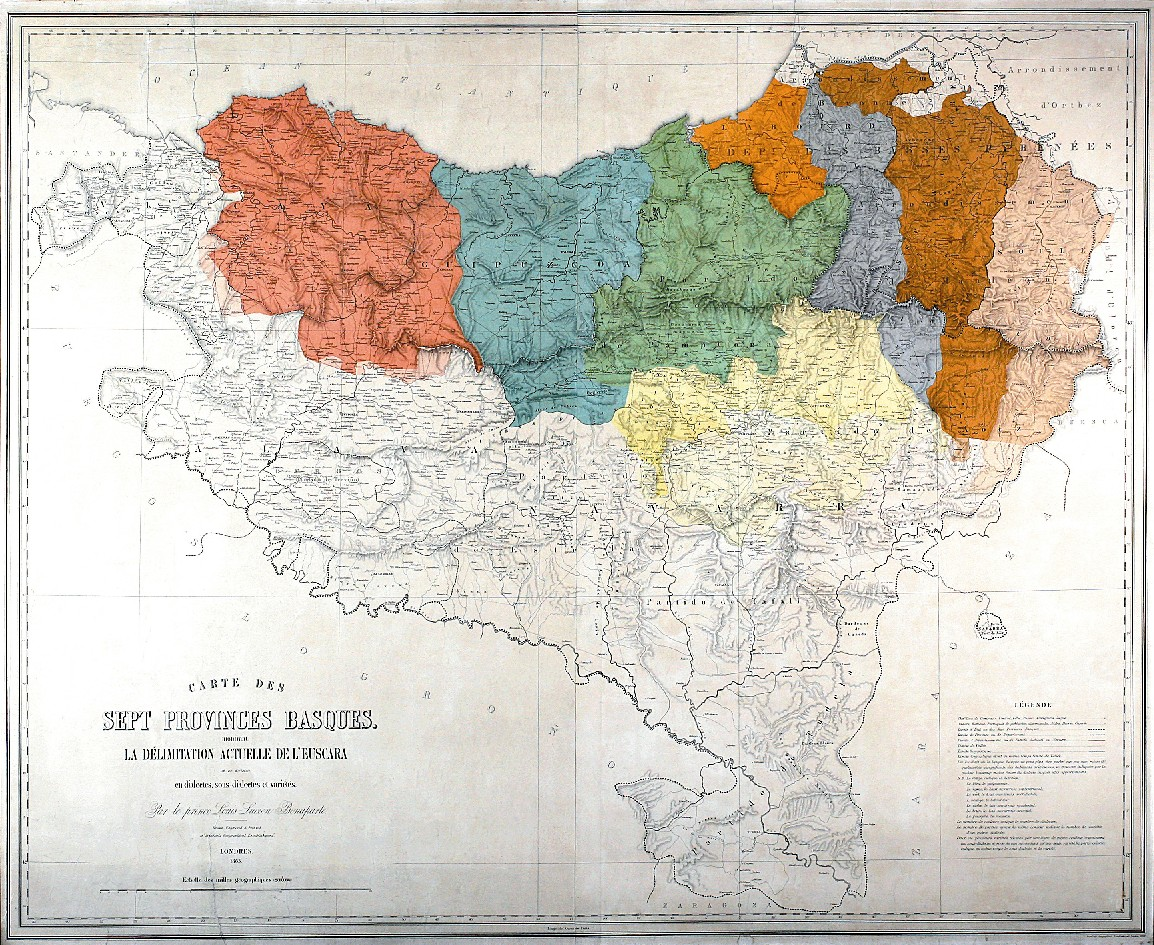
Carte des sept provinces basques (2), 1863.

Les deux versions de la Carte des sept provinces basques montrant la délimitation actuelle de l'euscara en dialectes, sous-dialectes et variétés dressée en 1863 par le prince Louis-Lucien Bonaparte placent Bayonne en dehors de l'aire bascophone.
Le Recueil de linguistique et de toponymie des Pyrénées réalisé en 1887 par Julien Sacaze nous livre pour Bayonne (Saint-Étienne et Mousserolles compris) cinq versions en gascon, composées d'une traduction de deux textes mythologiques, ainsi que d'une liste des micro-toponymes de la commune.
La langue basque se développe alors plus significativement à Bayonne, avec l'arrivée de Basques venus de l'intérieur et même du Pays basque espagnol. Elle cohabite longtemps avec la langue vernaculaire de la ville, le gascon dit « maritime », utilisé depuis le Moyen Âge. Ce gascon est un mélange de vocabulaire et de syntaxe du bas-latin avec un substrat euskarien (i.e. basque). Il fut langue officielle, on ne sera donc pas étonné si la toponymie bayonnaise rappelle encore cette époque et cette tradition linguistique où Bayonne parlait officiellement gascon : le pont Mayou, la rue Pannecau, la rue des Graouillats, la rue Pusterle, la rue Passemillon, la rue Gosse, la rue de l'Abesque, le passage des Menouns, sans compter les rues dont les noms anciennement gascons ou basques gasconnisés ont été francisés ou modifiés (rue Charcutière, rue Poissonnerie).
L’Office public de la langue basque (OPLB) a été créé en 2004 à Bayonne. Il propose un projet de politique linguistique en ouvrant des sections d'enseignement bilingue dans le Pays basque.
D'après Eguzki Urteaga, citant une étude similaire, Bayonne comptait en 2006 13 % de bilingues passifs et 11 % de bilingues actifs, soit près d'un quart de la population. Concernant le gascon, l'étude de 2001 précise pour la même zone un chiffre de 12 % de la population déclarant parler de un peu à bien la langue et 17% déclarant la comprendre. La répartition des locuteurs de gascon, n'est pas homogène dans la zone considérée, pas plus que pour le basque d'ailleurs, les bilingues actifs de gascon ne représentant à Bayonne que 1 % de la population, la compréhension du gascon étant pour sa part également répartie (17 %).
D'après une étude conduite pour le compte du Gouvernement basque, instance exécutive de la communauté autonome du Pays basque en Espagne, il y avait en 2011 8,7 % de bilingues actifs et 6,0 % de bilingues réceptifs en basque dans les trois communes du BAB (Bayonne, Anglet et Biarritz).

#### Musique
La culture musicale à Bayonne offre plusieurs facettes contrastées. En effet si la musique classique s'offre une place de choix dans les programmes grâce aux prestations de l'orchestre régional Bayonne-Côte basque et si la musique traditionnelle est très vivante, représentée en particulier par les interventions des bandas, la scène de la musique populaire moderne est très dynamique, comme le prouve le certificat de naissance de nombreuses formations de rock bayonnaises.

#### Danse
La pamperruque est une danse ancienne traditionnelle bayonnaise.

#### Philatélie
Deux timbres mettent à l'honneur la ville de Bayonne. Le René-Cassin a été vendu en premier jour d'émission à Bayonne le 25 juin 1983, référencé sous le no 2283 dans la nomenclature Yvert et Tellier. Il fait partie de la série des personnages célèbres. D'autre part, le timbre en l'honneur du chocolat figure une carte de France mentionnant Bayonne 1609 ; il a été émis uniquement en petites feuilles de dix timbres parfumés au chocolat. La feuille a été vendue en premier jour d'émission à Bayonne le 23 mai 2009. Le timbre est référencé sous le no 4361 par Yvert et Tellier.

#### Gastronomie

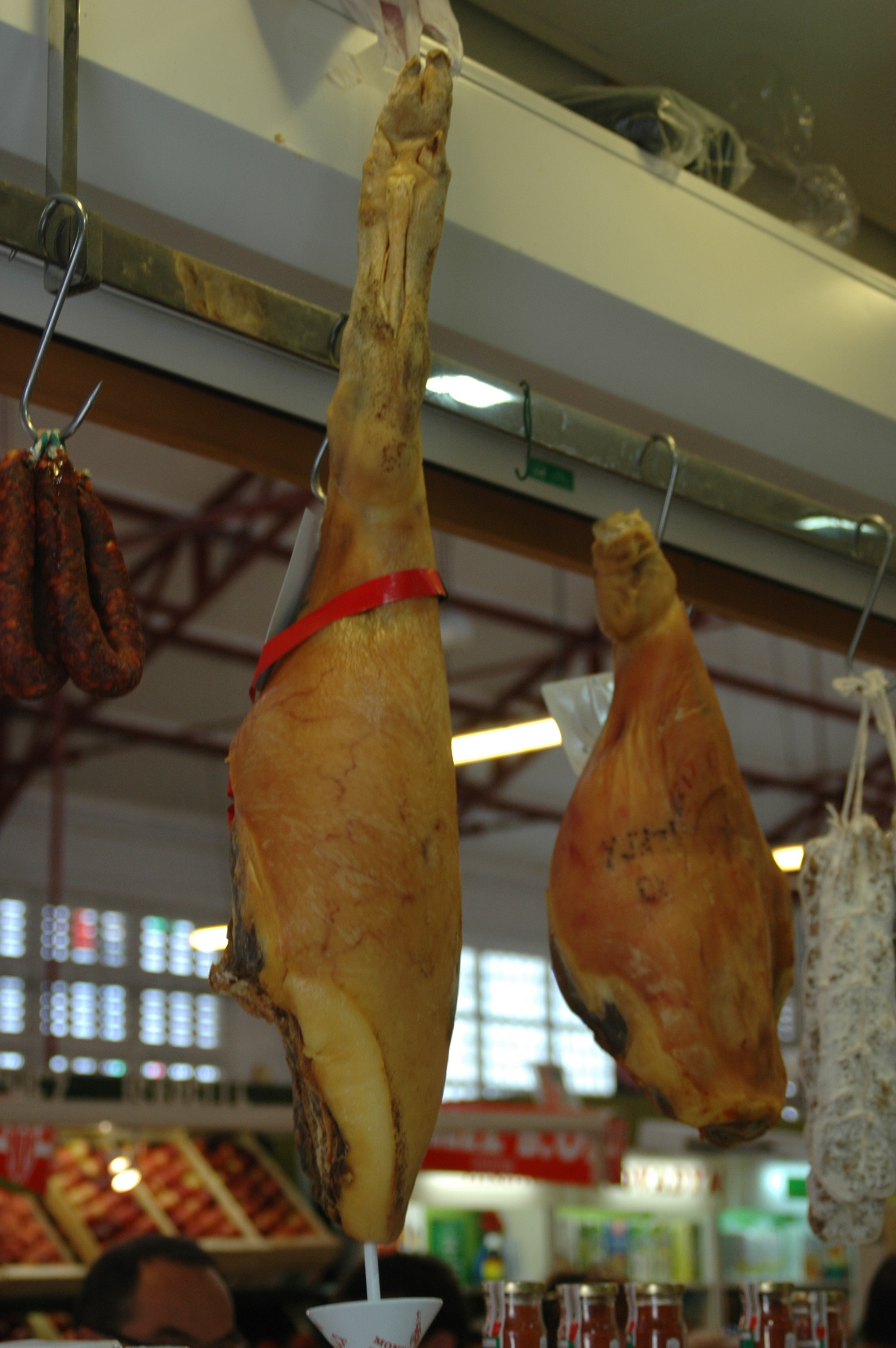
Jambon de Bayonne.

##### Le jambon de Bayonne
Bayonne est souvent associée au jambon du même nom. Aujourd'hui, le jambon de Bayonne est protégé par une IGP. Les principaux critères pour prétendre à l'appellation sont d'une part une sélection assez large de l'aire d'élevage des porcs (22 départements dans une zone allant des Deux-Sèvres aux Pyrénées-Orientales) ; transformé dans la vallée de l'Adour, le jambon doit être salé au sel sec dans les salines du bassin de l’Adour ; la période d'affinage est de sept mois au minimum.
Le porc, et en particulier le porc noir, à ne pas confondre avec le porc noir de Bigorre,, n'a été introduit dans le Pays basque que dans les années 1960 pour faire face à une grave crise agricole. Le foehn, vent sec de la région, permet lors du séchage de faire pénétrer le sel à l'intérieur du jambon.
En 1672, Louis de Froidour note que les jambons de Soule étaient appelés jambons de Bayonne parce qu'ils étaient exportés par le port de Bayonne,.

##### Le chocolat

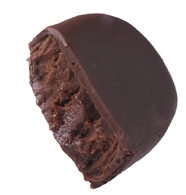
Chocolat noir au piment d'Espelette.

Bayonne est à l'origine de l'introduction du chocolat en France, importé par les Juifs portugais chassés par l'Inquisition, au début du XVIIe siècle. À la fin du XIXe siècle, la ville comptait 130 artisans chocolatiers. Cette tradition a perduré, et sept artisans continuent aujourd’hui encore à élaborer localement un chocolat noir qui se distingue par une forte teneur en cacao et un goût amer.
L’Académie du chocolat, association militant pour le rayonnement du chocolat de Bayonne, organise chaque année à l'Ascension, la fête de la gourmandise.

### Personnalités liées à la commune
De nombreuses personnalités ont eu un attachement particulier à la ville de Bayonne, notamment celles appartenant à la liste ci-après
(classement par année de naissance) :
- Edmond de Lancastre ou Edmond Plantagenêt, comte de Lancastre, né en 1245 à Londres et mort en 1296 à Bayonne, est un prince anglais. Second fils survivant du roi Henri III d'Angleterre et de Éléonore de Provence, il est le 1er comte de Lancastre, fondant ainsi la Maison de Lancastre ;
- François Batbedat, né à Bayonne en 1745 et mort à Vicq en 1806, est un négociant, armateur, maire de Bayonne sous le Consulat, littérateur gascon ;
- Dominique Joseph Garat, né en 1749 à Bayonne et mort en 1833 à Ustaritz, est un avocat, journaliste et philosophe français ; ministre de la Justice de la Convention, c'est lui qui notifie à Louis XVI sa condamnation à mort. Il est élu à l'Académie française en 1803 ;
- Pierre Firmin Bédat, né en 1774 à Bayonne et mort en 1851 dans la même commune, est anobli par Napoléon Ier et élevé au titre de baron d'Empire ; il est aussi donataire en Westphalie et nommé chevalier de la Légion d'honneur ;
- Pierre Théophile Junca, né dans cette ville en 1806, devient imprimeur à Paris .
- Benoit-Martin Sourigues (1820 à Bayonne - 1891 à Anglet), homme politique, député des Landes de 1878 à 1885 et de 1886 à 1891.
- Charles Martial Lavigerie, né à Bayonne en 1825 et mort en 1892 à Alger (Algérie), est un cardinal du XIXe siècle. Il est le fondateur de la Société des missionnaires d'Afrique, plus connue sous le nom des Pères blancs ;
- Léon Bonnat, né à Bayonne en 1833 et mort à Monchy-Saint-Éloi en 1922, est un peintre académique et portraitiste français. Ses divers legs à sa ville natale de ses collections personnelles ont permis, de son vivant, l'ouverture d'un musée, qui deviendra le musée Bonnat-Helleu. Son cabinet des dessins est un des plus prestigieux de France. On y trouve notamment les travaux préparatoires du Serment des Horaces de David ;
- René Cassin, né en 1887 à Bayonne et mort en 1976 à Paris, est un juriste, diplomate français. Il reçoit le prix Nobel de la paix en 1968 pour son travail lors de l'élaboration de la Déclaration universelle des droits de l'homme, et le prix des droits de l'homme des Nations unies la même année. Il repose au Panthéon (Paris) ;
- Henri Grenet, né à Bègles en 1908 et mort à Bayonne en 1995, est un homme politique, maire de Bayonne de 1959 à 1995), et docteur en médecine ;
- Roger Lapébie, né en 1911 à Bayonne et mort en 1996 à Pessac, est un coureur cycliste, vainqueur de neuf étapes sur le Tour de France, entre 1932 et 1937 ;
- Jean Dauger, né en 1919 à Cambo-les-Bains et mort en 1999 à Bayonne, est un joueur français de rugby à XV et de rugby à XIII. Le stade de rugby de Bayonne porte son nom ;
- Michel Camdessus, né en 1933 à Bayonne, est un économiste, président du Fonds monétaire international du 16 janvier 1987 au 14 février 2000. Il est gouverneur honoraire de la Banque de France ;
- Nicole Péry, née à Bayonne en 1943, est une femme politique socialiste, ex-vice-présidente du Parlement européen ;
- Katia et Marielle Labèque, nées respectivement en 1950 et 1952 à Bayonne, sont deux sœurs qui forment un des duos français de piano les plus célèbres de la fin du XXe siècle et du début du XXIe siècle ;
- Didier Deschamps, né à Bayonne en 1968, est un ancien footballeur. Champion du monde en 1998, puis entraîneur, il est actuellement le sélectionneur de l'équipe de France[243].

Personnalités liées à Bayonne (sélection).
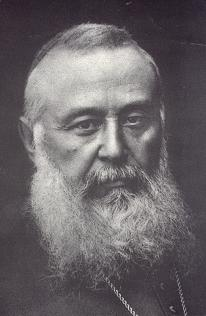
Charles Martial Lavigerie.
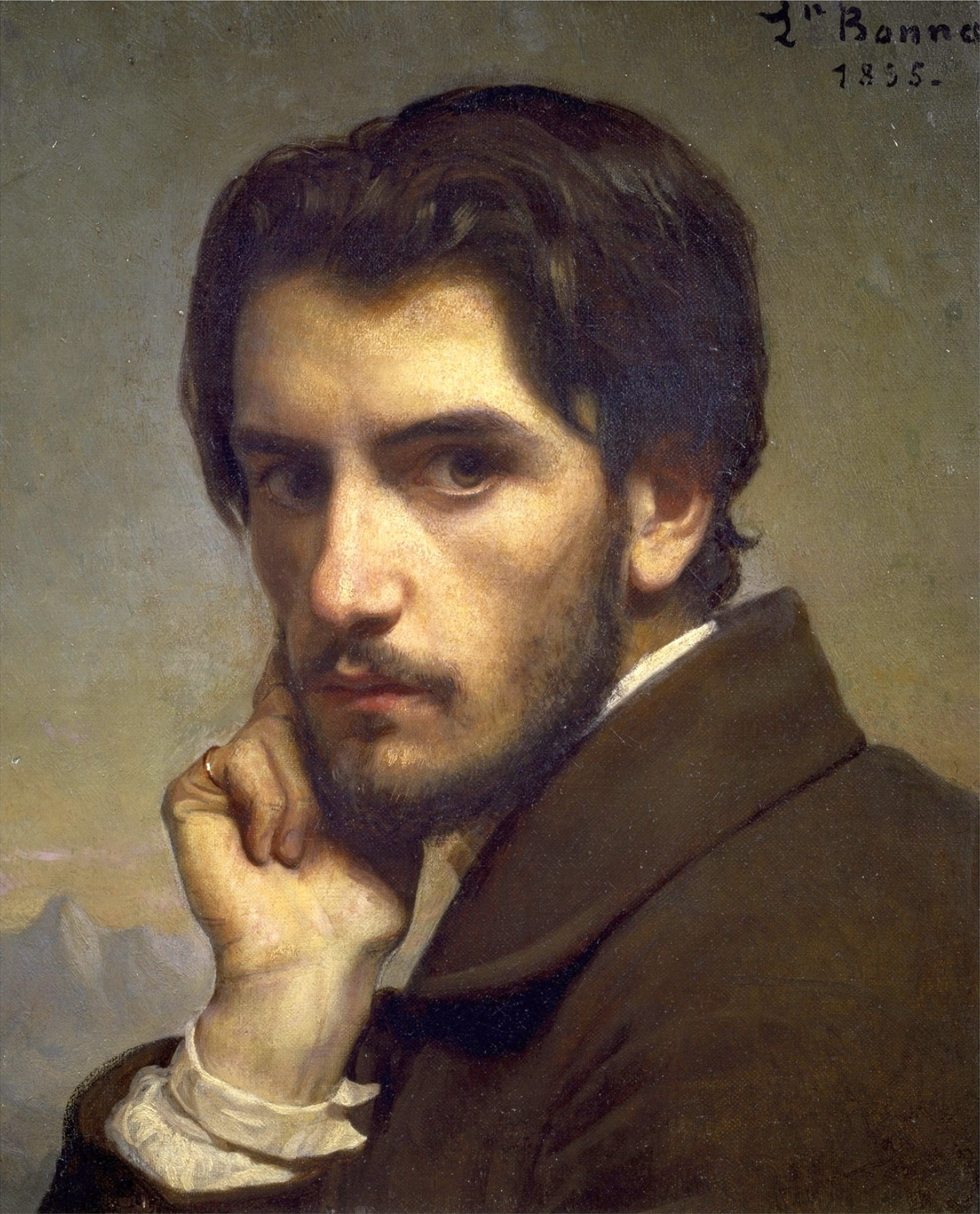
Léon Bonnat[Note 58].
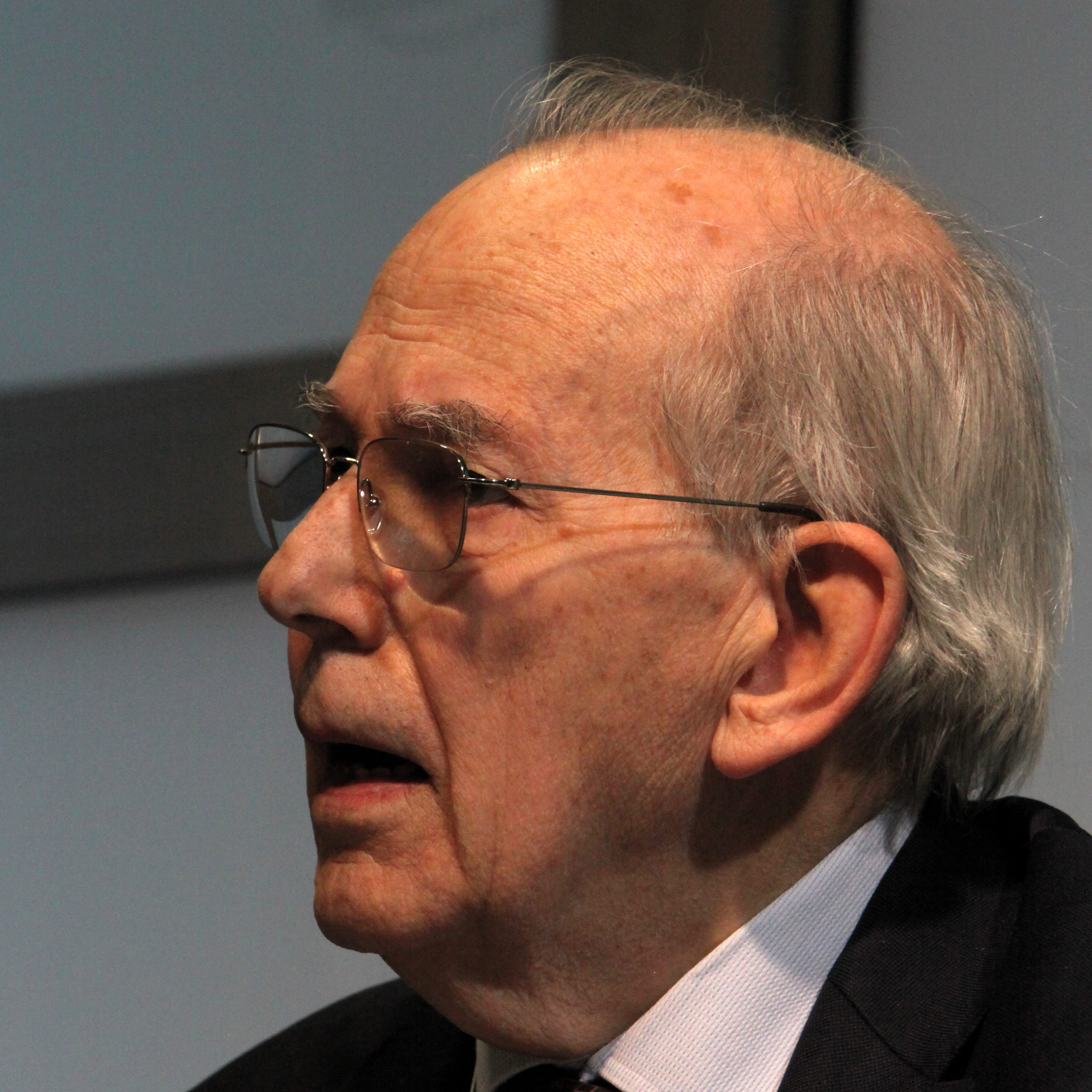
Michel Camdessus[Note 59].
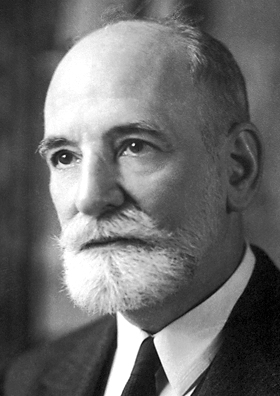
René Cassin.
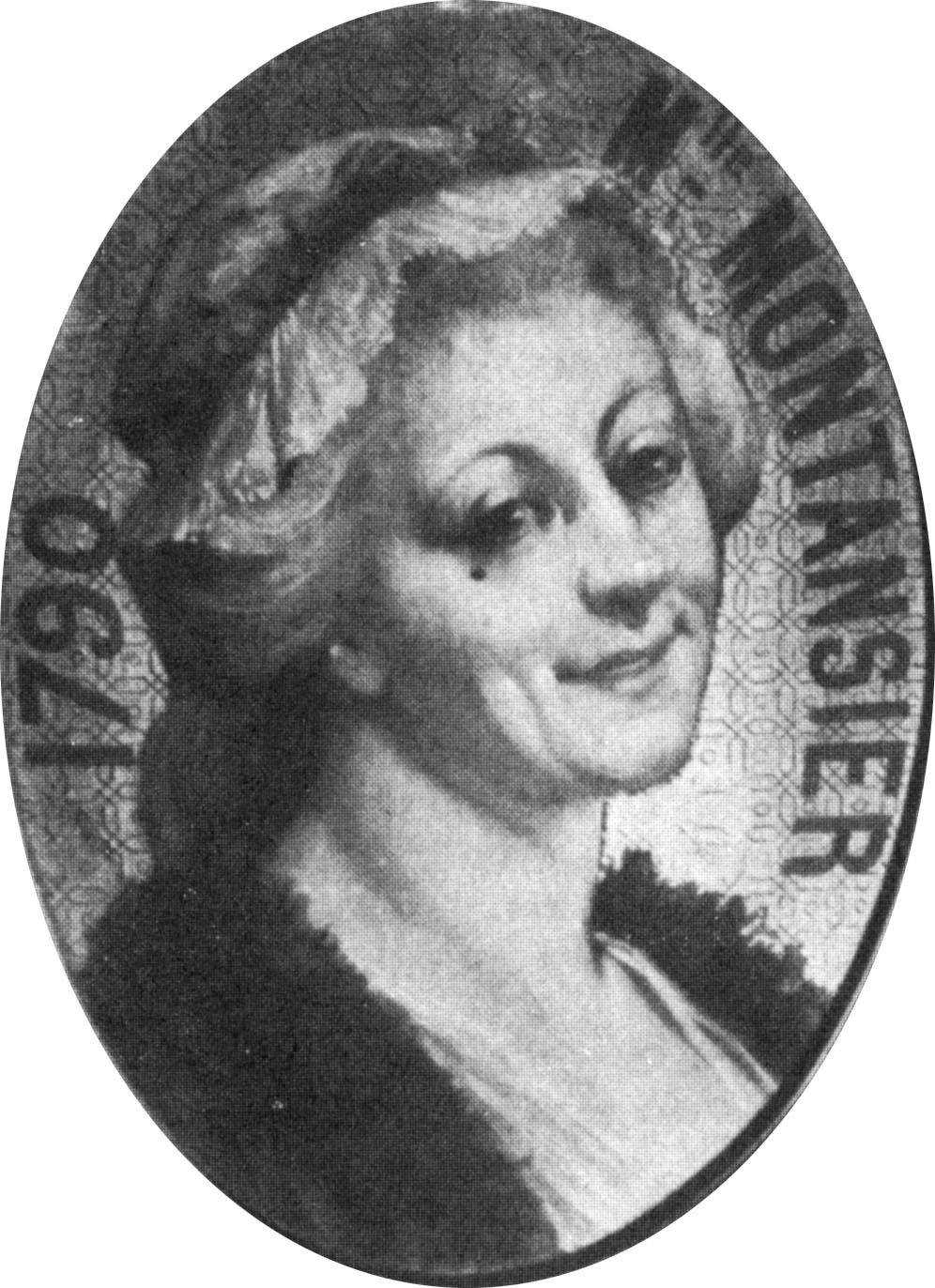
Mademoiselle Montansier
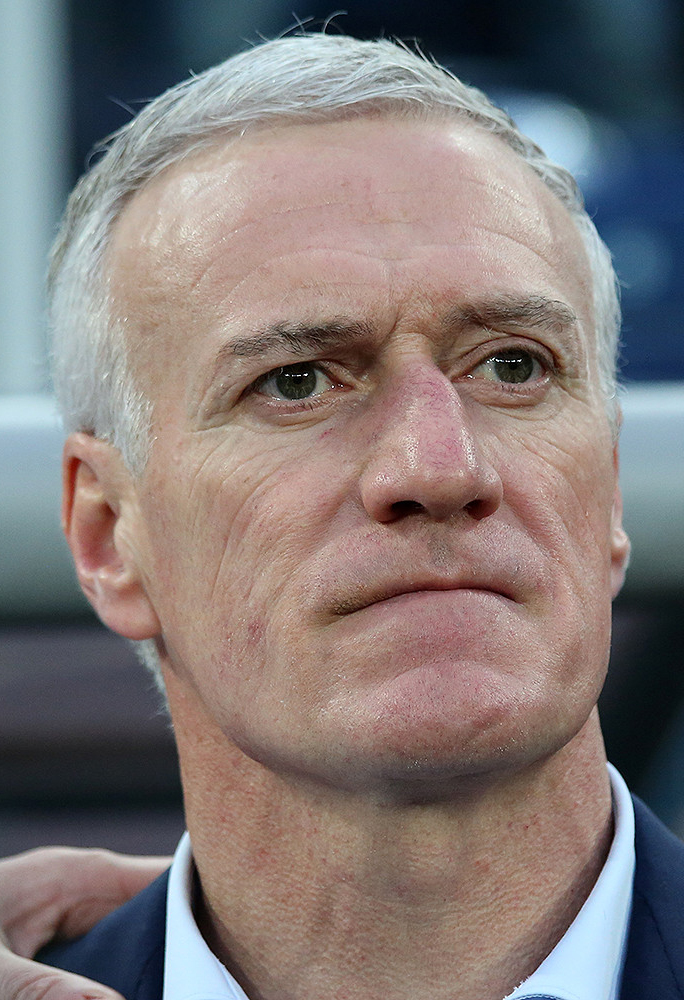
Didier Deschamps

### Héraldique et logotype

#### Héraldique
| Blason | Blasonnement : De gueules à la tour talutée d'or, ouverte, ajourée et maçonnée de sable, posée sur une mer au naturel, ondée d'or et de sable, accostée de deux lions d'or, affrontés, lampassés, brochant sur le fût de deux chênes au naturel englantés d'or, et surmontée d'une fleur de lys d'or, l'écu timbré d'une couronne comtale. Commentaires : Paul Raymond note en 1863, que les armoiries de la ville sont d'azur à la tour crénelée et talusée d'argent, ondée au naturel sous le pied, cantonnée à dextre d'un N couronné d'or, avec deux pins de sinople, chargés chacun de sept fruits d'or et posés en pal derrière deux lions d'or. |

#### Logotype

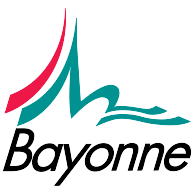
À partir de 1993.
À partir de 2008.
Depuis mars 2018.